# Joseph Siffert
Pour les articles homonymes, voir Siffert.
Vous lisez un « article de qualité » labellisé en 2013.
Joseph Siffert, couramment appelé Jo Siffert dans le milieu automobile et Seppi par ses compatriotes, né le 7 juillet 1936 à Fribourg et mort le 24 octobre 1971 sur le circuit de Brands Hatch à Longfield, est un pilote automobile suisse.
Issu d'un milieu modeste, il répare des véhicules accidentés et les revend afin de financer sa passion pour les sports mécaniques. Champion de Suisse de motocyclette en 1959, il dispute également plusieurs compétitions internationales en side-car avant de passer au sport automobile. En 1960, il débute en Formule Junior et devient, l'année suivante, le meilleur représentant européen de la discipline. Il accède à la Formule 1 grâce à la Scuderia Filipinetti puis passe chez Rob Walker Racing Team et March Engineering pour terminer sa carrière chez British Racing Motors ; il remporte cinq victoires, dont deux en championnat du monde.
Pilote éclectique, il dispute plusieurs saisons de Formule 2 en tant que pilote d'usine BMW et se forge un important palmarès en endurance en tant que pilote officiel Porsche. Il remporte les plus prestigieuses épreuves de la discipline comme les 12 Heures de Sebring, les 24 Heures de Daytona, les 6 Heures de Watkins Glen, les 1 000 km du Nürburgring, les 1 000 km de Monza, les 1 000 km de Spa ou la Targa Florio. Joseph Siffert est, avec 14 victoires en 41 courses, le pilote le plus titré durant la période 1968-1971 durant laquelle le championnat international des marques se disputait en catégorie Sport (5 litres) et Prototype (3 litres).
Il est, avec Clay Regazzoni et Emmanuel de Graffenried (celui-ci en 1948 et 1949 avant la création du championnat du monde), un des trois pilotes suisses à avoir remporté une victoire en Formule 1. Au cours de sa carrière dans la discipline-reine, Jo Siffert a inscrit un total de 68 points et obtenu deux victoires, six podiums, deux pole positions et quatre meilleurs tours en course. Il est considéré comme une véritable légende de la course automobile en Suisse.
Joseph Siffert meurt asphyxié dans l'incendie de sa monoplace, après une sortie de piste, lors de la Course de la Victoire, une épreuve de Formule 1 hors-championnat à Brands Hatch. Ses funérailles réunissent 50 000 personnes dans la ville de Fribourg.

## Biographie

### 1936-1947: une enfance difficile
Joseph Siffert, né le 7 juillet 1936 à Fribourg, est le fils aîné d'Aloïs Siffert, originaire de Cormondes-le-Petit et Ueberstorf, tour à tour laitier, chauffeur, ouvrier et représentant, et de Maria née Ackermann, femme de ménage. Il a trois sœurs plus jeunes, Heidy dite Adélaïde, Marguerite et Thérèse. Joseph naît avec une malformation du pied droit qui lui vaut de subir une première intervention chirurgicale alors qu'il n'a que six semaines. Malgré un an de plâtre, le pied opéré reprend sa mauvaise position ; une autre opération et six semaines de plâtre sont nécessaires à la jambe du nourrisson pour trouver une position l'autorisant à marcher. Ces opérations n'empêchent pas sa jambe droite d'être légèrement plus courte et moins musclée que l'autre, caractéristique physique qu'il garde toute sa vie,,,.
La Seconde Guerre mondiale oblige la famille à quitter Fribourg pour Morat. Aloïs est appelé au service militaire tandis que sa femme travaille dans les champs pour subvenir aux besoins du ménage. En 1942, ils reviennent à Fribourg où Joseph entame sa scolarité. Fin 1943, il attrape la diphtérie et passe plus d'un mois dans un hôpital bernois. Une scolarité chaotique et troublée par des ennuis récurrents de santé le dégoûte de l'école.
Afin d'aider financièrement leurs parents, Joseph et ses sœurs collectent les vieux papiers dans les rues de Fribourg et, au printemps, cueillent des jonquilles sauvages pour les vendre sur les marchés. Joseph dérobe même des pommes de terre à la cantine de l'école certains midis pour assurer le repas du soir de la famille,,,.

### 1947-1957: découverte de l'automobile et du sport automobile

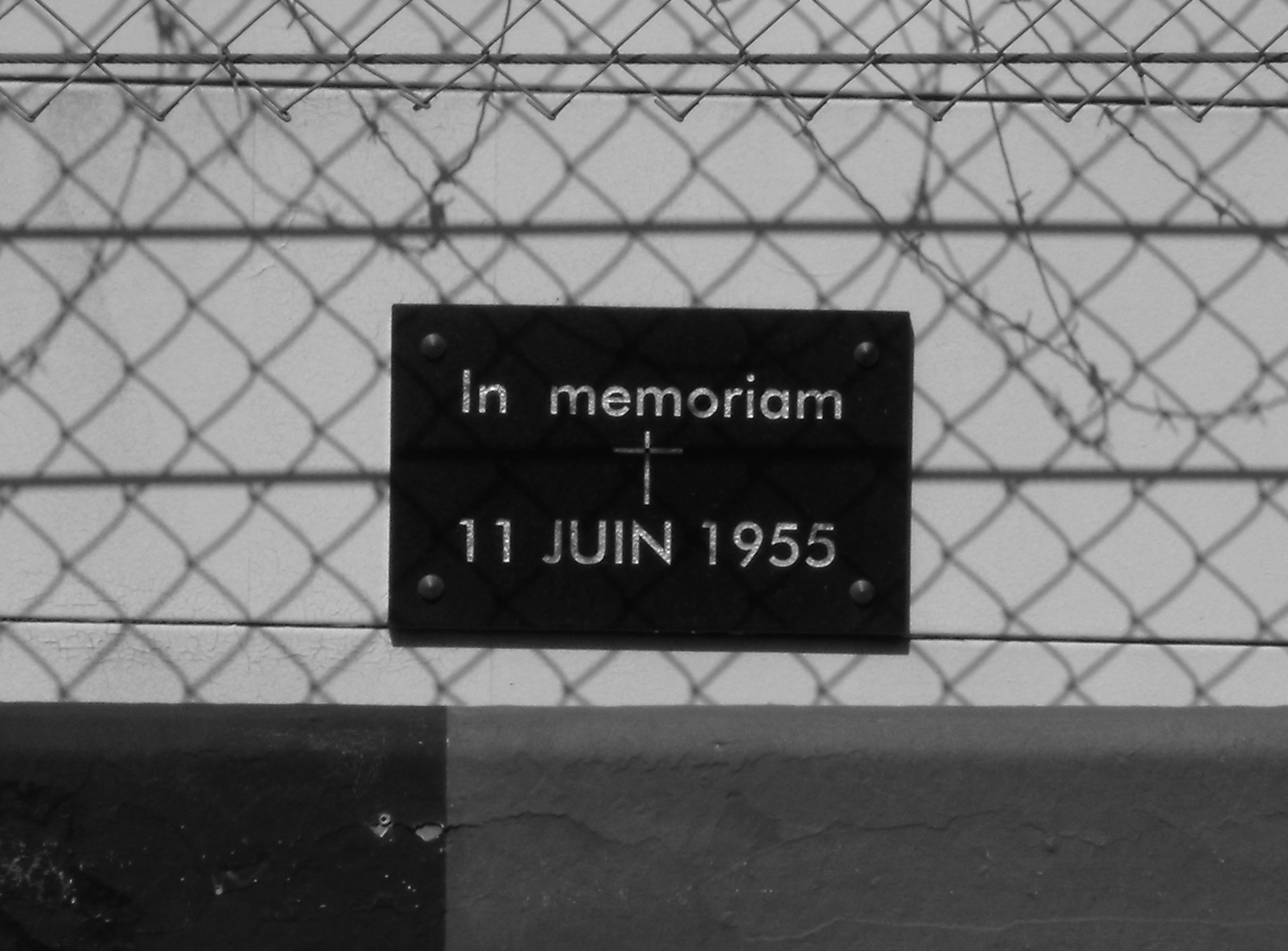
Le drame des 24 heures du Mans 1955 oblige Siffert à envisager un autre avenir sportif.

Dès dix ans, Joseph Siffert déclare à sa sœur qu'il souhaite devenir paysan, pour conduire des tracteurs, ou coureur automobile. Elle révèle : « Cette passion pour la course automobile lui a été transmise par mon père qui roulait comme un fou et ne se laissait jamais dépasser. Seppi tenait ça de lui, il allait bientôt conduire la voiture familiale sans le moindre problème. » En effet, à seulement onze ans, le jeune Jo prend le volant d'une automobile pour la première fois, puis parcourt régulièrement les routes entre Fribourg et Wallenbuch. En 1948, son père l'emmène au Grand Prix de Suisse où il tombe en admiration devant les célébrités de l'époque que sont Giuseppe Farina, Jean-Pierre Wimille, Alberto Ascari et Raymond Sommer. Désireux de se lancer à son tour dans le sport motorisé, il cumule les petits métiers pour se constituer un pécule financier : il est tour à tour collecteur de vieux métaux, collecteur d'étuis de munitions de l'armée, chiffonnier ou vendeur de fleurs,,,,.
Doté d'un bon sens du commerce, il gagne suffisamment d'argent pour envisager de passer son permis de conduire. Ses parents le convainquent toutefois d'apprendre un métier et l'envoient en apprentissage chez Frangi, un garagiste de Fribourg, pour devenir carrossier. À dix-sept ans, en deuxième année d’apprentissage, il répare seul des voitures qu'on lui confie ; en parallèle, il achète des véhicules accidentés qu'il retape puis revend. Connaissant les soucis financiers de la famille de son apprenti, Frangi ne s'y oppose pas tant que Joseph accomplit son devoir vis-à-vis de lui. Le bruit du marteau sur la tôle à des heures avancées de la nuit dérange des voisins qui téléphonent aux autorités pour dénoncer l'apprenti Siffert qui « travaille au noir ». Les gendarmes, émerveillés de voir un garçon travailler de façon aussi assidue, lui proposent un compromis : aucun coup de marteau ne sera donné après 22 heures. Dès ses 18 ans, en 1954, il tente de passer son permis mais est recalé à deux reprises (pour avoir été interpellé au volant sans permis ni plaque d'immatriculation puis pour avoir raté un stationnement),,.

Le casque aux couleurs suisses de Siffert est directement inspiré de celui de Benoît Musy.

Il retourne à Bremgarten assister, au cours du même week-end, au Grand Prix de Suisse 1954 et à une course de voitures de sport. Impressionné par la performance du pilote fribourgeois Benoît Musy (fils de Jean-Marie Musy, ancien Président de la Confédération suisse) qui, au volant de sa Maserati 2 000 cm3 Sport, termine deuxième de la course, Siffert décide qu'il reprendra les couleurs du casque de sa nouvelle idole (une croix suisse encadrée par deux bandes blanches sur fond rouge), s'il se lance en compétition,,,.
Peu après, il obtient son permis de conduire et, au volant d'une Peugeot 202, assiste de plus en plus souvent à des courses automobiles ; il passe également son permis moto. Survient alors le drame des 24 heures du Mans en 1955 dont l'une des conséquences est l'interdiction des courses automobiles sur circuit en Suisse. Siffert, qui voit son avenir de pilote automobile compromis, s'investit alors pleinement d'une part dans ses études et obtient en mai 1956 son diplôme de carrossier, d'autre part dans la pratique assidue de la motocyclette,,.
Son diplôme obtenu, il effectue son service militaire d'où il est réformé après quelques mois à cause de sa jambe et de sa faible constitution. Pour subvenir à ses besoins, il poursuit dans le négoce de véhicules d'occasion endommagés qu'il répare. En 1956, à Bienne, il fait la connaissance du pilote moto Michel Piller lors d'une course sur gazon et, dès le lendemain, lui achète une Gilera 125 cm3 de compétition quasi-neuve. Il obtient, en 1957, sa licence de pilote de course : sa carrière sportive est lancée, au grand dam de son père, peu enclin à ce que son fils s'adonne à des activités aussi futiles. Aloïs Siffert désapprouve ce projet avec une telle véhémence que Seppi quitte la maison de Granges-Paccot où vit désormais la famille et s'établit dans le village de Villarepos, dans un petit atelier où il vit et travaille. Sa mère et ses sœurs lui rendent visite autant que possible pour garnir son garde-manger au fond de l'atelier, à côté d'un lit de camp. Michel Piller confie : « Au début, Aloïs m'en a vraiment voulu d'avoir « embrigadé son fils ». Mais plus tard, bien plus tard, il en a été content. »,,,,

### 1957-1959: les débuts en compétition par le motocyclisme

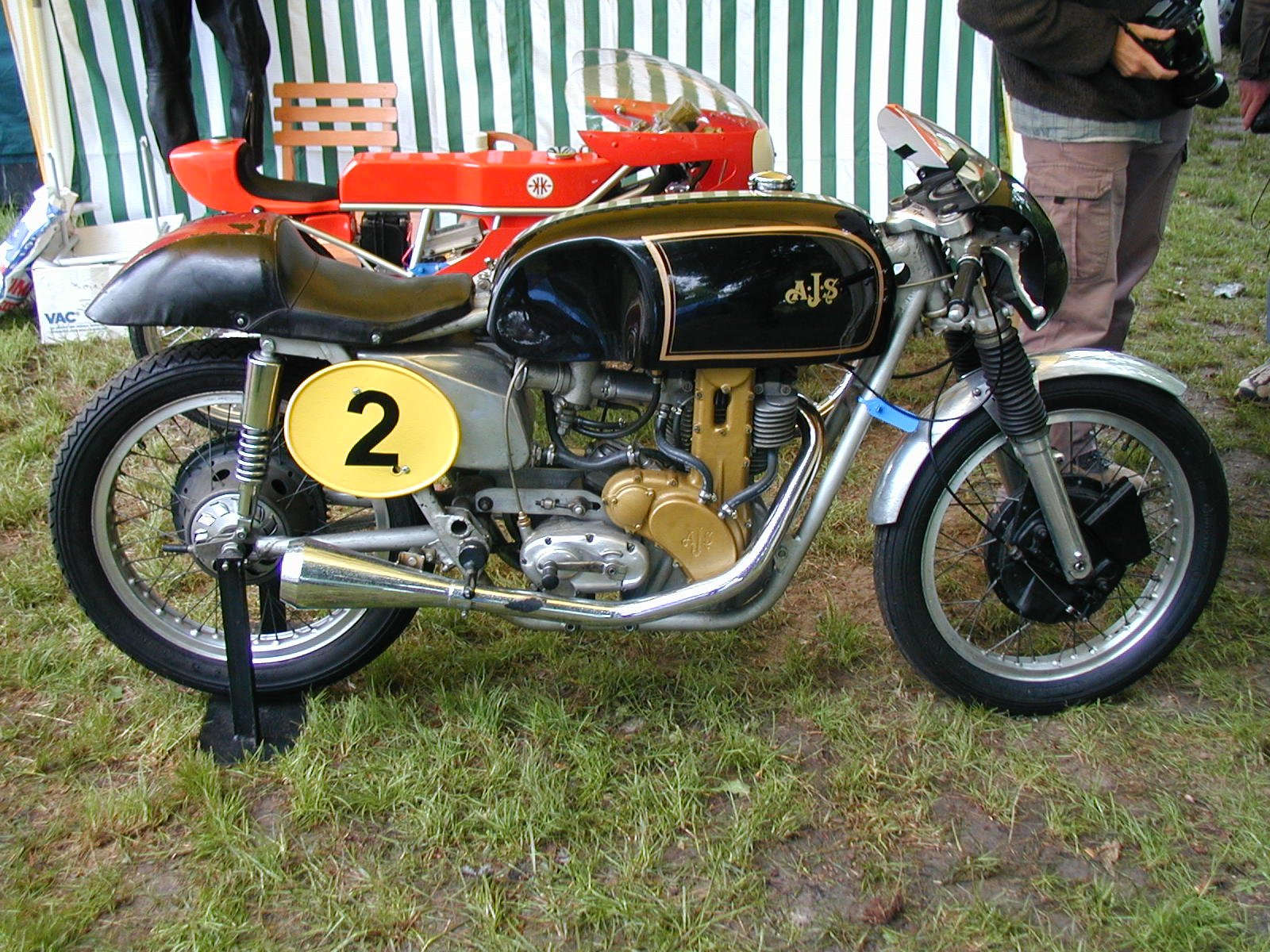
Une AJS 7R 350 cm3 « Boy Racer » semblable à celle utilisée par Jo Siffert.

Courant 1957, Joseph Siffert dispute sa première course lors d'une compétition locale puis engage sa nouvelle monture, une AJS 350 cm3, pour une compétition en Allemagne sur le Norisring. Michel Piller l'aide à assembler et à préparer sa moto grâce à laquelle il surprend les habitués de la discipline en se qualifiant en première ligne sur la grille de départ. La course est plus chaotique puisqu'il chute sous la pluie et glisse jusqu'aux barrières de protection contre lesquelles la moto s'embrase. Les commissaires de piste évitent néanmoins la destruction totale de l'AJS. Après sa remise en état, Siffert dispute de nouvelles courses en Allemagne et en Belgique pour parfaire son apprentissage de la compétition,.
À la fin de l'année, le pilote suisse Edgar Strub cherche un passager pour courir en side-car en compétitions internationales. Comme les courses de side-cars se déroulent en lever de rideau des épreuves motos, Siffert voit en cette proposition une occasion de se familiariser avec les circuits qu'il devra ensuite parcourir sur deux roues,,. En 1958, sur BMW, ils remportent la course de Zandvoort. Siffert participe également à la première manche du championnat du monde de vitesse, le Tourist Trophy de l'île de Man, en catégorie Junior TT 350 cm3 sur une Norton mais n'est pas classé. Il est également engagé en catégorie side-car, comme passager de Fritz Mühlemann sur une BSA et l'équipage termine onzième sur vingt-cinq,.
En 1959, le duo Strub-Siffert se classe troisième du championnat d'Europe et remporte plusieurs victoires, notamment à Zeltweg, Madrid, dans la Sarre et la Eiläintarhanajot-Djurgårdsloppet d'Helsinki. Par ailleurs, au guidon de sa Norton, Siffert devient champion de Suisse en catégorie 350 cm3,,,.

### 1960-1961: les débuts en sports mécaniques en Formule Junior

#### Une saison pour apprendre

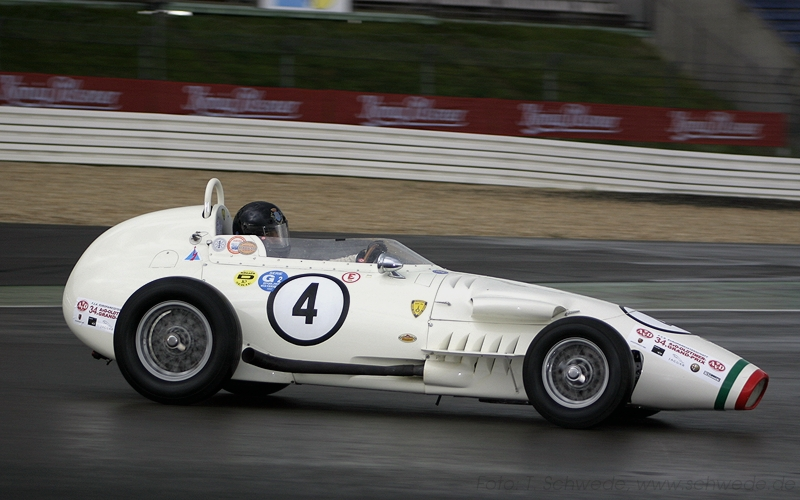
La Formule Junior Stanguellini des débuts en sport automobile.

Le 13 février 1960, la section fribourgeoise de l'Automobile Club suisse organise, sur le Lac Noir gelé (et non sur un circuit, comme le veut la législation depuis l'accident du Mans en 1955), une compétition de slalom automobile, le Touring car Schwarzsee Slalom. Siffert y inscrit sa Jaguar et se classe avant-dernier des trente-cinq engagés. Malgré ce piètre résultat, il persévère dans son ambition de devenir pilote et, au printemps suivant, se rend sur l'autodrome de Linas-Montlhéry passer l'examen d'obtention de la licence de pilote de course. Si son style de pilotage encore perfectible lui vaut des notes sévères, il rentre en Suisse en possession du précieux sésame pour la compétition,,.
Lors d'une tractation commerciale, Joseph Siffert remarque, chez Lucien Balsinger, gentleman-driver en Formule Junior, une monoplace Stanguellini-Fiat 1 100 cm3. Après d'âpres négociations, il l'acquiert ainsi que sa remorque et un lot de pièces de rechange. Bien que désargenté après l'achat au comptant de la monoplace, il s'inscrit, le mois suivant, à une course de côte disputée le 25 juin à Rossens et s'y classe troisième. Le 3 juillet, il participe à la Coupe Internationale de Vitesse de Formule Junior, sur le circuit de Reims et se classe septième. Le 31 juillet, il participe, au Grand Prix de Messine, une épreuve comptant pour le championnat international de Formule Junior et termine quatrième,,,,,,,,.
En 1960, Joseph Siffert fréquente assez régulièrement Yvette Cudry, qui l'accompagne souvent sur les chemins des circuits en compagnie de Michel Piller et Jean-Pierre Oberson,.
En août, il se classe à deux reprises septième des courses de côte de Sierre-Montana et de la Côte d'Urcy. Il obtient ensuite la seconde place de la course de Villars-sur-Ollon. Lors de la course de côte du Gaisberg en Autriche, il est secondé par Jean-Pierre Oberson, qui deviendra son mécanicien attitré pendant plus de dix ans et se classe sixième. Cinquième de l'épreuve du Mont Verdun, il termine sa première saison de compétition par une participation au Prix du Tyrol, une épreuve de Formule Libre disputée à Innsbruck,,.
À l'issue de la saison, Siffert n'a remporté aucune course mais a engrangé beaucoup d'expérience. Il a compris que, comme en Formule 1, le temps des monoplaces à moteur avant est révolu et qu'il doit investir dans une petite voiture anglaise, du type Cooper ou Lotus, s'il veut améliorer ses performances. Il travaille avec acharnement, parcourant la Suisse dans tous les sens pour négocier des voitures d'occasion et acquérir une Lotus 18 à moteur Ford tandis que Michel Piller rejoint Jean-Pierre Oberson dans son équipe de mécaniciens,,,.

#### Une saison pour gagner

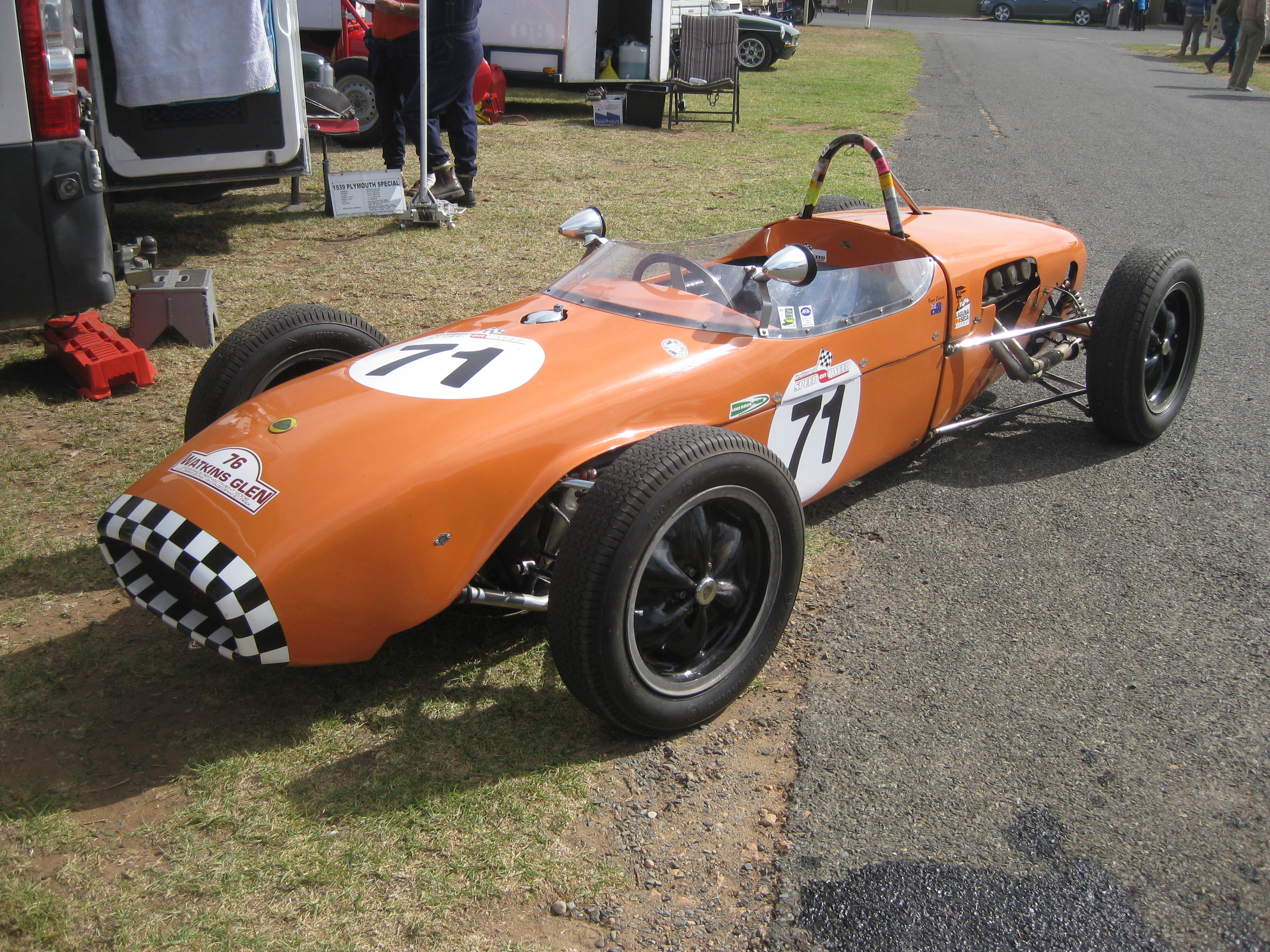
La Lotus 18 de Formule Junior permet à Siffert d'obtenir ses premières victoires.

Seppi entame la saison 1961 par une victoire de catégorie à la course de côte de Mont-sur-Rolle et décide de participer au championnat d'Europe de Formule Junior dont la première épreuve se déroule à Cesenatico. Il fait la connaissance de plusieurs espoirs de la course automobile comme Geki, David Piper et Henri Grandsire et obtient une nouvelle victoire. La semaine suivante, à Vallelunga, il termine second du Trophée Luigi Musso derrière Grandsire. Walter Habegger lui paye les droits d'inscription à l'épreuve du Lac de Garde où il obtient une nouvelle victoire et réalise le meilleur tour en course ; il réédite ces performances lors de l'épreuve suivante, sur le Nürburgring,,,,,,,,.
Entretemps, Colin Chapman lance la commercialisation de la Lotus 20 et Siffert, s'il veut poursuivre sa domination en championnat d'Europe, doit songer à en acquérir une. Il dispute, au Grand Prix Junior de Monaco, sa dernière course sur Lotus 18 et se classe cinquième à cause d'un moteur en bout de course qui doit lui aussi être remplacé,,,. Si ce résultat n'est pas son meilleur depuis le début de la saison, il suffit au journaliste britannique Denis Jenkinson pour annoncer dans le magazine spécialisé Motor Sport que « Siffert va en remontrer bientôt aux ténors de la catégorie. »
Juste après la course monégasque, il se rend à Monza faire essayer sa Lotus 18 à Geki qui la lui achète au comptant. De retour en Suisse, grâce à l'argent de la vente et un complément financier de Jo Pasquier, un fourreur fribourgeois, Siffert achète une Lotus 20 complète qu'il engage au sein de l'Écurie Romande cofinancée par Pasquier. À son volant, il obtient la pole position du Grand Prix des Frontières à Chimay et se classe troisième de la course,,.

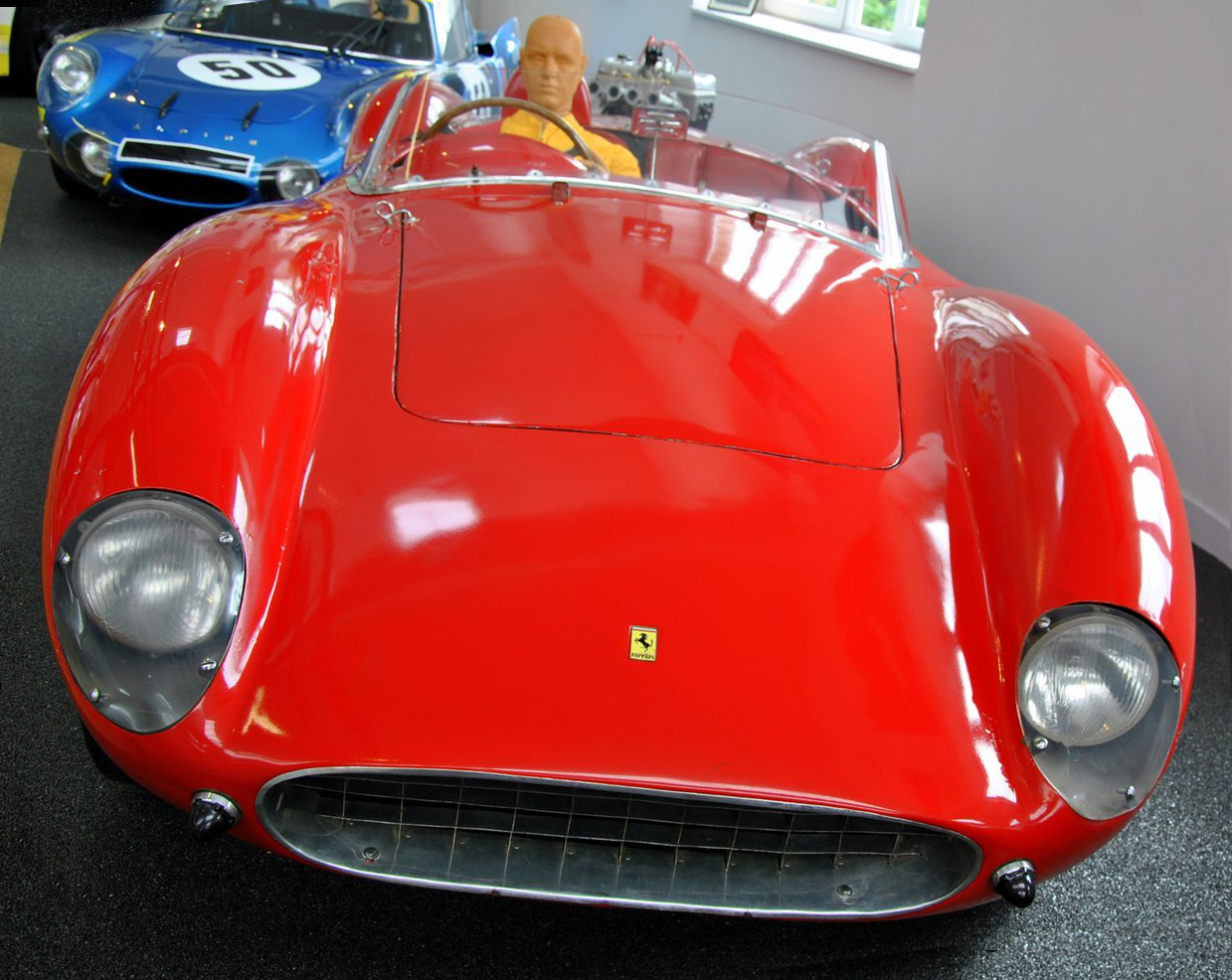
La Ferrari 2000 Sport Testa Rossa pilotée par Siffert/Liebl au Nürburgring. La voiture, un temps exposée dans la collection des Frères Schlumpf, est désormais visible au Musée Matra de Romorantin.

Robert Jenny, propriétaire d'une Ferrari 2000 Sport Testa Rossa lui propose alors de participer aux 1 000 kilomètres du Nürburgring, comptant pour le Championnat du monde des voitures de sport 1961, en catégorie sport. Avec son équipier Sepp Liebl, pour sa première course en voiture de sport, il se classe quinzième au général et troisième de la catégorie 2 litres, derrière les équipages officiels Porsche, Stirling Moss/Graham Hill et Dan Gurney/Joakim Bonnier,,.

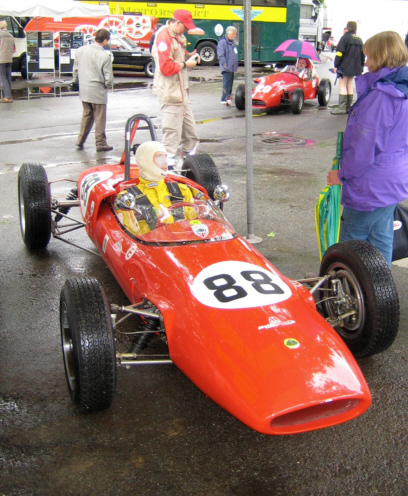
La Lotus 20 de Formule Junior permet à Siffert de remporter le championnat d'Europe en 1961.

Au volant de la Lotus 20, Jo Siffert réalise une deuxième partie de saison aussi brillante que la première : quatrième de la Coupe de Vitesse de l'Automobile Club de Normandie à Rouen, il remporte le Circuito di Castello di Teramo en réalisant le meilleur tour en course et se classe deuxième à Caserte. À Reims, pour la Coupe internationale de vitesse de Formule Junior, sur le circuit de ses débuts, après une rude lutte contre Trevor Taylor et Tony Maggs, il se classe troisième. S'il est deuxième à Collemaggio, il abandonne pour la première fois de l'année à Messine. Sur le circuit d'Enna-Pergusa, en Sicile, il réalise le meilleur tour en course et passe la ligne d'arrivée en tête. La Scuderia Ferrari conteste alors sa victoire et, après plus de cinq heures de vérifications techniques, il reçoit son trophée et surtout sa prime, nécessaire pour lui permettre de poursuivre sa saison. Les dernières courses de l'année se disputent en France. À Cadours, il remporte l'épreuve en réalisant le meilleur tour en course. À Monthléry, il est troisième de la Coupe du Salon puis il remporte la Coupe de Paris,,,,,,,,,,,,,.
Joseph Siffert se classe premier du championnat européen de Formule Junior, à égalité de points avec Tony Maggs, au terme d'une année où il a tiré le diable par la queue : le journaliste suisse Adriano Cimarosti révèle que l'équipe Siffert, constituée du pilote, de sa compagne Yvette, d'Oberson et de Piller campe à l'arrière des stands des paddocks, cuisine directement les boîtes de conserve sur leur réchaud et améliore l'ordinaire en cueillant des fruits sur le bord des routes. Les pneus de la monoplace sont souvent utilisés d'une course sur l'autre et Siffert siphonne les réservoirs d'essence des voitures d'occasion qu'il retape pour remplir celui de sa voiture de course,,.
Vainqueur du Trophée Mondial Junior (il n'existe pas de titre officiel de champion d'Europe), à égalité de points avec Tony Maggs, il se rend en novembre à Londres pour recevoir son prix et en profite pour acheter, directement à l'usine Lotus, une Lotus 22 de Formule Junior. Le fait d'être champion sur une Lotus et de bien s'entendre avec Peter Warr, pilote et directeur général de Lotus Components, ne lui permet toutefois pas d'obtenir un contrat de pilote officiel pour la saison suivante,.

### 1962: Formule Junior et débuts en Formule 1 avec laScuderia Filipinetti

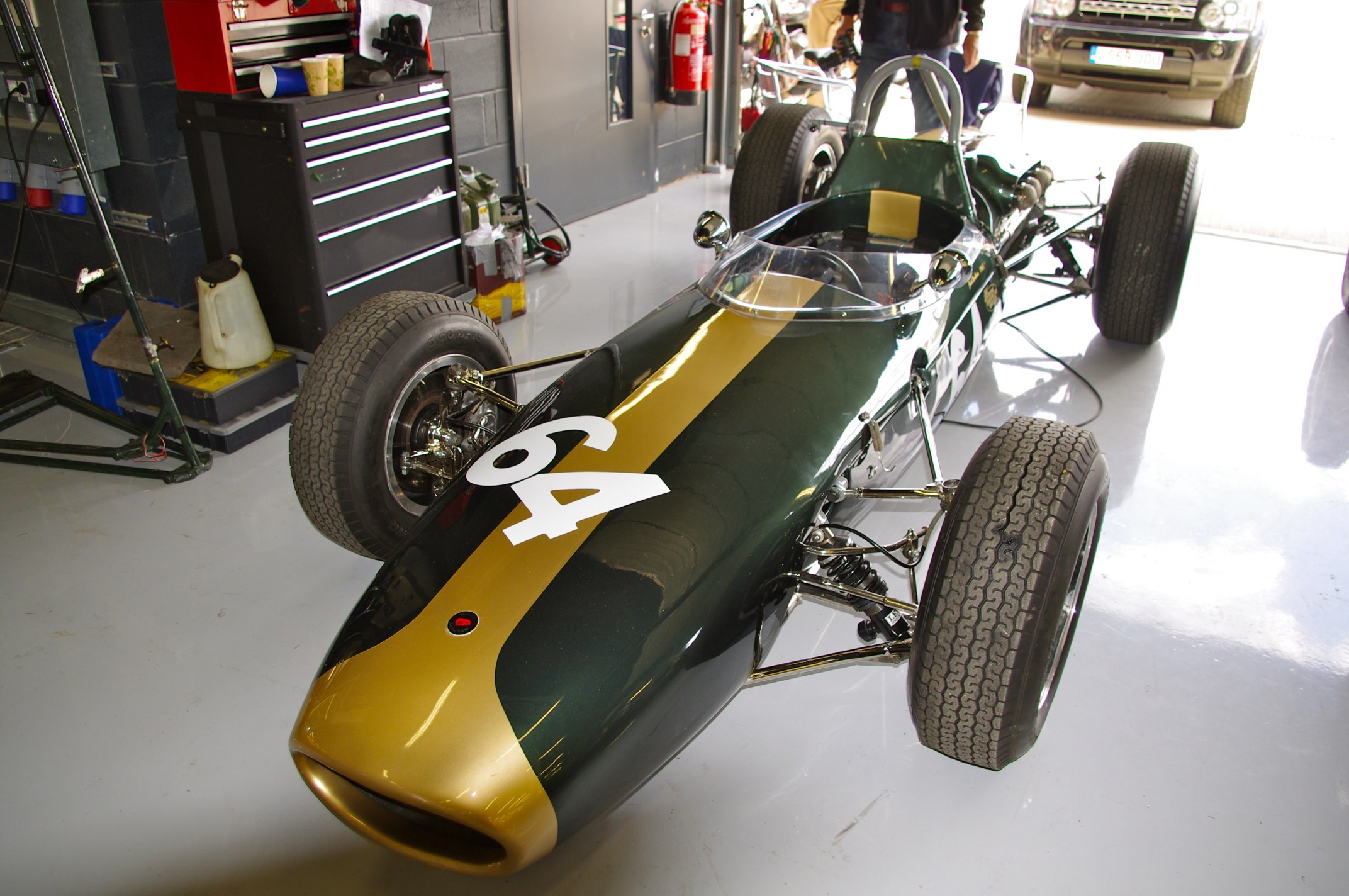
La Lotus 22 peut être alignée en Formule Junior avec un moteur Cosworth 1098 cm3 et en Formule 1 avec un moteur Ford 1500 cm3.

Le journaliste suisse Henri-François Berchet, constatant que la réglementation concernant la compétition automobile sur circuit en Suisse pénalise les pilotes nationaux en les obligeant à courir hors des frontières, fait part de ses réflexions à Georges Filipinetti dit « le ministre », un homme d'affaires genevois, collectionneur de voitures de sport, ancien pilote et importateur exclusif des automobiles Ferrari en Suisse. Filipinetti décide alors de fonder une écurie de course, l'Écurie Nationale Suisse et propose à Siffert de financer sa saison de Formule 1. Le pilote signe son contrat le 13 mars 1962, contrat légèrement modifié trois mois plus tard pour être prolongé jusqu'à fin 1965. Grâce à une équipe bien financée, Jo Siffert se trouve débarrassé de ses soucis pécuniaires et déchargé des difficultés logistiques et administratives. Il est dès lors engagé dans deux catégories : en Formule Junior avec l'Écurie Romande et en Formule 1, en championnat du monde et sur quelques épreuves disputées hors-championnat, avec l'ENS,,,.
Hors-championnat, Siffert débute en Formule 1 en avril 1962 au Grand Prix de Bruxelles. Filipinetti lui avait promis une Lotus 21 de Formule 1 mais comme son moteur Climax n'est pas prêt, Siffert demande à Colin Chapman un moteur Ford de 1 500 cm3 à double arbre à cames, issu de la nouvelle Lotus Elan pour l'installer dans son châssis Lotus 22. Le moteur de 125 chevaux est installé dans le châssis qui doit être lesté pour répondre aux exigences du règlement de la Formule 1. Il se qualifie quatorzième sur dix-neuf partants et termine sixième à quatre tours du vainqueur Willy Mairesse, en rencontrant des problèmes de sélection de vitesses sur sa boîte Volkswagen et en faisant tout son possible pour préserver le moteur gracieusement prêté par Chapman,,,.
Quinze jours plus tard, il participe au Grand Prix de Vienne à Aspern, en Formule Junior, au volant de la Lotus 22 de l'Écurie Romande qui retrouve son moteur 1 100 cm3. Deuxième des essais derrière Kurt Ahrens, il réalise le meilleur tour en course puis s'impose. Siffert prend part à plusieurs épreuves de Formule Junior au cours de l'année : il remporte, comme la saison précédente, la course de Cesenatico en réalisant à nouveau le meilleur tour en course. S'il abandonne au Lac de Garde, il obtient le meilleur tour et la victoire sur l'Avus. Il engage sa monoplace sur les courses de côte de Villars et Chamrousse et remporte à chaque fois une victoire de catégorie,,,,,,,,.

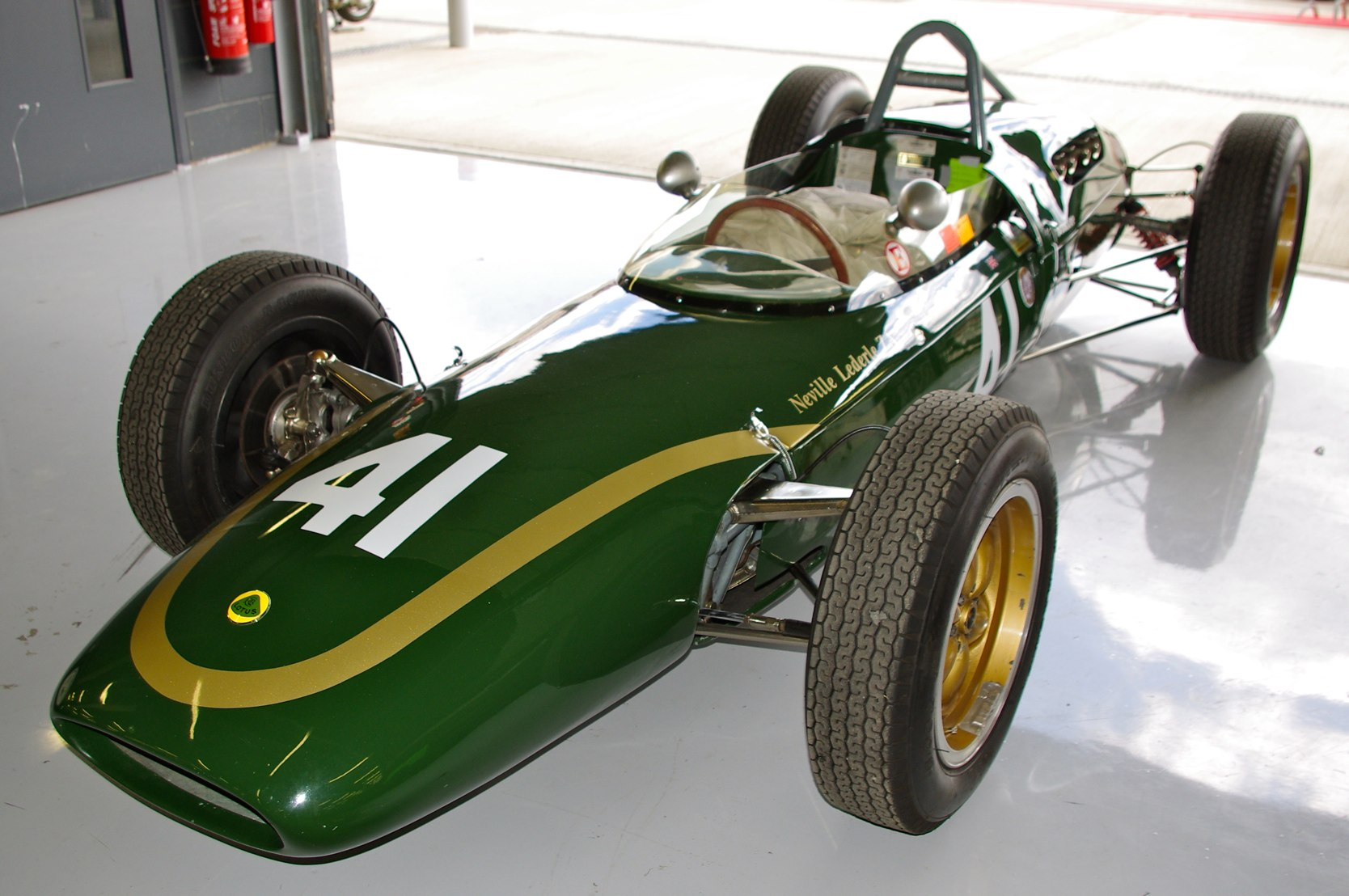
La Lotus 21, première « vraie » Formule 1 pilotée par Siffert.

Colin Chapman informe alors Georges Filipinetti que sa nouvelle Lotus 21-Climax est prête et lui sera livrée à l'occasion du Grand Prix de Pau disputé hors-championnat. L'équipe se rend dans le sud de la France pour préparer la monoplace, livrée entièrement en kit, comme le veut l'usage en Angleterre pour limiter les taxes. Après un travail d'arrache-pied, la voiture permet à Siffert d'obtenir sa place sur la grille de départ lors de la dernière séance de qualification, à sept secondes de la pole position de Jim Clark. Il termine septième, à trois tours du vainqueur Maurice Trintignant sur une Lotus du Rob Walker Racing Team,.
L'Automobile Club suisse demande alors, pour éviter toute confusion entre les deux entités, à Filipinetti de changer le nom de son écurie. Claude Sage, journaliste à la Revue Automobile lui suggère de la rebaptiser Scuderia Filipinetti et de prendre pour logotype le Château de Grandson, propriété de Filipinetti. Après sa victoire en Formule Junior sur l'Avus, Siffert doit se rendre à Naples disputer le Grand Prix di Naples mais en raison d'une surcharge de travail liée à la révision complète de sa monoplace, il rate les essais et n'est pas autorisé à prendre le départ,.
Le championnat du monde 1962 commence, pour Siffert, au Grand Prix de Monaco où, au volant de sa Lotus 21, il échoue à se qualifier en réalisant le dix-huitième temps alors que la grille de départ n'admet que seize concurrents dont certains qualifiés d'office. Deux semaines plus tard, il se qualifie en dix-septième position sur dix-neuf au Grand Prix de Belgique et termine dixième à trois tours du vainqueur Jim Clark. De Belgique, l'équipe se rend sur le circuit de Reims-Gueux pour disputer, hors-championnat, le Grand Prix automobile de la Marne. Tous les ténors du championnat du monde sont présents sauf les pilotes officiels Ferrari. Si Siffert, qualifié en sixième ligne sur vingt partants, se classe neuvième, le week-end se termine d'autant plus difficilement que Michel Piller, après une dispute, quitte définitivement l'écurie,,,,,,,,,,.

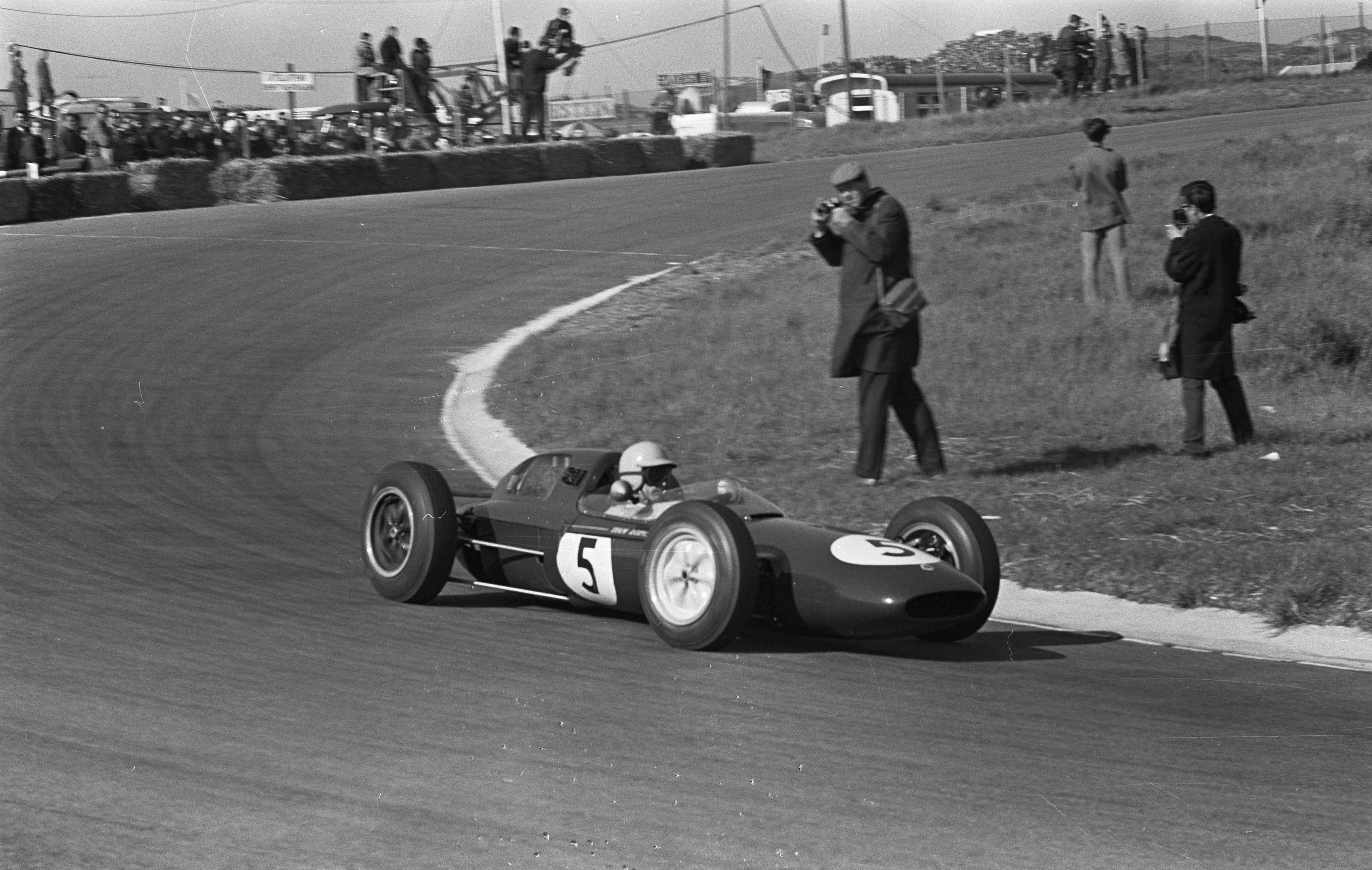
La Lotus 24 (pilotée ici par Trevor Taylor en 1962), monoplace utilisée par Siffert en deuxième partie de saison.

La semaine suivante, pour le Grand Prix de France sur le circuit de Rouen-les-Essarts, Siffert dispose de la nouvelle Lotus 24 à moteur BRM acquise par Filipinetti. Toutefois, le moteur est d'ancienne génération puisqu'alimenté par carburateurs tandis que les BRM d'usine disposent de moteurs à injection. Quinzième sur dix-sept partants, il abandonne après six tours sur casse d'embrayage,,,. La Scuderia Filipinetti ne s'engage pas pour le Grand Prix Grande-Bretagne, préférant se rendre sur le Circuit de Solitude, disputer la Solituderennen, hors-championnat, afin d'une part de régler la Lotus 24 pour le prochain Grand Prix d'Allemagne, d'autre part d'empocher une prime de départ assez importante. Durant le week-end, Siffert compare les performances du moteur à huit cylindres en V de la Lotus 24 au bloc à quatre cylindres en ligne de la Lotus 21, optant finalement pour la monture la plus récente. Après une qualification en deuxième ligne, il sort de la piste dans le premier tour, ce qui provoque un début d'incendie de la monoplace. Il parvient à l'éteindre puis, afin de bénéficier de la prime de départ, couvre, au ralenti, les deux tours exigés par le règlement,.
Sur le grand circuit de Nürburg, Georges Filipinetti engage trois voitures pour Siffert, Heini Walter et Heinz Schiller qui ne prendront plus aucun départ dans la discipline,,,.
Si Walter pilote sa propre Porsche 718, Schiller reçoit la Lotus 24 tandis que Siffert s'aligne avec la Lotus 21 à quatre cylindres, moins performante. Jo Siffert prend cette décision comme un désaveu après son abandon à Solitude et les relations avec son patron commencent dès lors à se détériorer,. Au volant d'une monoplace sous-motorisée, Siffert se qualifie en dix-septième position, Schiller partant vingtième. Le Suisse termine douzième de la course quand Schiller abandonne après cinq tours et que Walter se classe quatorzième,,,.
À la mi-août, Siffert participe au Grand Prix de la Méditerranée à Enna-Pergusa, hors-championnat. Toujours au volant de la Lotus 21 (Schiller roulant sur la Porsche de son compatriote qui pilote la Lotus 24), il se qualifie pourtant en première ligne et termine quatrième à deux tours de Lorenzo Bandini, Walter déclarant forfait sur bris de suspension et Schiller abandonnant sur fuite d'huile,,,.
Faute de moyens financiers suffisants, la Scuderia Filipinetti ne peut pas s'engager pour les deux derniers Grands Prix du championnat du monde qui se déroulent hors d'Europe, aux États-Unis et en Afrique du Sud. Le Grand Prix d'Italie est donc le dernier de la saison pour l'équipe qui n'engage que Siffert au volant de la Lotus 24. Le vendredi, pendant les essais, des soucis de boîte de vitesses ruinent ses qualifications : il effectue ses tours quinze secondes plus lentement que les autres en moyenne. Faute de pièces de rechange, il reprend la séance sans freins sur le train arrière et sort de la piste,. Vingt-sixième des qualifications pour vingt-et-une places sur la grille de départ, sa saison se conclut par une non-qualification. Cet incident complique encore un peu plus ses relations avec son patron, d'autant que peu après Filipinetti exige que la monoplace soit révisée à Genève et non plus dans l'atelier de Siffert à Fribourg. Pourtant, le 20 décembre, lors d'une conférence de presse, Siffert confirme aux journalistes qu'il sera toujours pilote de Formule 1 pour Georges Filipinetti en 1963,.

### 1963: première saison complète en Formule 1

#### Début de saison avec laScuderia Filipinetti
Dès l'entame de la saison, Jo Siffert laisse entendre à Georges Filipinetti qu'il souhaite prendre plus d'indépendance : il est convenu qu'il disposera de sa propre équipe technique, constituée de Jean-Pierre Oberson, d'Heini Mader, remplaçant Michel Piller et de son propre administrateur, Paul Blancpain, un de ses amis pilotes fribourgeois. Si sa monoplace court sous les couleurs de Filipinetti, les primes de départ et d'arrivée sont partagées entre le pilote et le propriétaire de la voiture,.

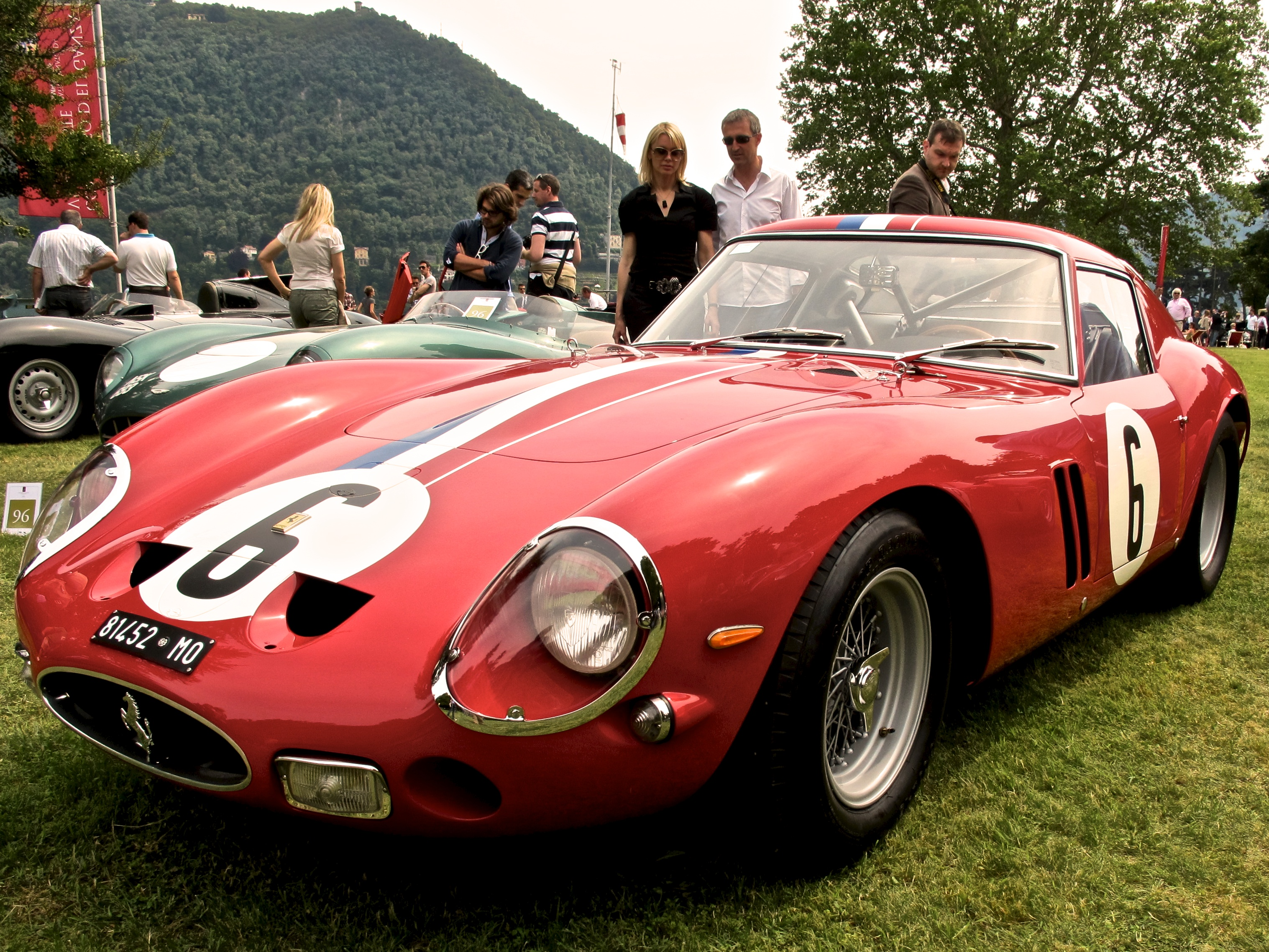
La Ferrari 250 GTO avec laquelle Siffert se classe troisième des 500 kilomètres de Spa-Francorchamps en 1963.

La saison débute hors-championnat du monde, à Snetterton, où se tient le Lombank Trophy. Bien que la Lotus 24-BRM soit juste sortie de révision et parfaitement au point, Siffert commet une erreur dès les essais : il glisse sur une flaque d'eau, quitte la piste et atterrit dans un champ fraichement labouré où la monoplace s'embourbe jusqu'aux trompettes d'admission. Heini Mader commente l'événement ainsi : « Je ne suis pas prêt d'oublier ma première collaboration avec Siffert. On a dû dégager la Lotus à la pelle. Ce jour-là, je me suis demandé si je n'avais pas commis une erreur en le rejoignant,,,,. » Sans même attendre le début de la course, l'équipe rentre en Suisse réparer la monoplace avant le Grand Prix de Pau où, qualifié en milieu de deuxième ligne, Siffert abandonne au seizième tour en raison de problèmes de freins. Après la course, l'équipe prend immédiatement la route pour Bologne où se dispute le Grand Prix d'Imola. Siffert se qualifie à nouveau en deuxième ligne et, au terme d'une course parfaitement gérée, se classe deuxième derrière Jim Clark et monte pour la première fois sur un podium lors d'une épreuve de Formule 1. Pour la première fois depuis ses débuts en compétition, Jo reçoit les félicitations de son père, peu enthousiaste jusque-là,,,. Quatre jours plus tard, à Syracuse, il obtient sa première pole position en Formule 1, devant neuf concurrents, puis remporte sa première victoire dans la discipline, devant Carel Godin de Beaufort et Carlo Abate,,.
Fin 1962, il avait rencontré la mannequin Sabine Eicher et la fréquente depuis de manière assidue. Leur relation est néanmoins parsemée de hauts et de bas car Jo est en constants déplacements et souvent déprimé par ses échecs en course. Ils se marient toutefois à Fribourg à la fin du mois de septembre 1963 et y emménagent ensemble rue Reichlen. Si Sabine met sa carrière entre parenthèses pour suivre le pilote sur les circuits, leur relation se distend peu à peu, d'autant que de nombreuses jolies filles gravitent autour du Suisse qui, à l'instar de Graham Hill, fait des ravages avec sa silhouette élancée, sa fine moustache et sa distinction « britannique ». Rob Walker déclare sobrement qu'il trouvait « la vie sentimentale de Jo extrêmement compliquée… »,,.
Pendant les essais hivernaux d'inter-saison, Siffert a eu l'occasion de piloter une Ferrari 250 GTO (châssis 3909) de l'équipe Filipinetti. À son volant, il prend part aux 500 kilomètres de Spa, épreuve comptant pour le championnat du monde des voitures de sport et, avec son coéquipier Herbert Müller, se classe troisième derrière les deux autres GTO de Willy Mairesse et Pierre Noblet,,. Après cette série de bons résultats, Siffert souhaite prendre part au Grand Prix automobile de Rome mais Filipinetti s'y refuse. Après de longs pourparlers, Georges Filipinetti cède, puis se ravise et envoie un télex aux organisateurs pour interdire à son pilote de s'engager. Siffert, passablement contrarié, se rend donc à Monaco où se déroule le premier Grand Prix du championnat du monde de Formule 1. Conséquence de leur agacement, Siffert et son équipe ont un accident de la route et endommagent la monoplace. Siffert se qualifie douzième sur dix-sept engagés et, en course, abandonne au bout de quatre tours après avoir coulé une bielle,,. De retour en Suisse, Jo contacte le président de la section fribourgeoise de l'Automobile Club de Suisse et son avocat pour rompre son contrat avec Georges Filipinetti : le 28 mai 1963, deux jours après l'échec monégasque, Jo Siffert retrouve son indépendance,.

#### Création duSiffert Racing Team

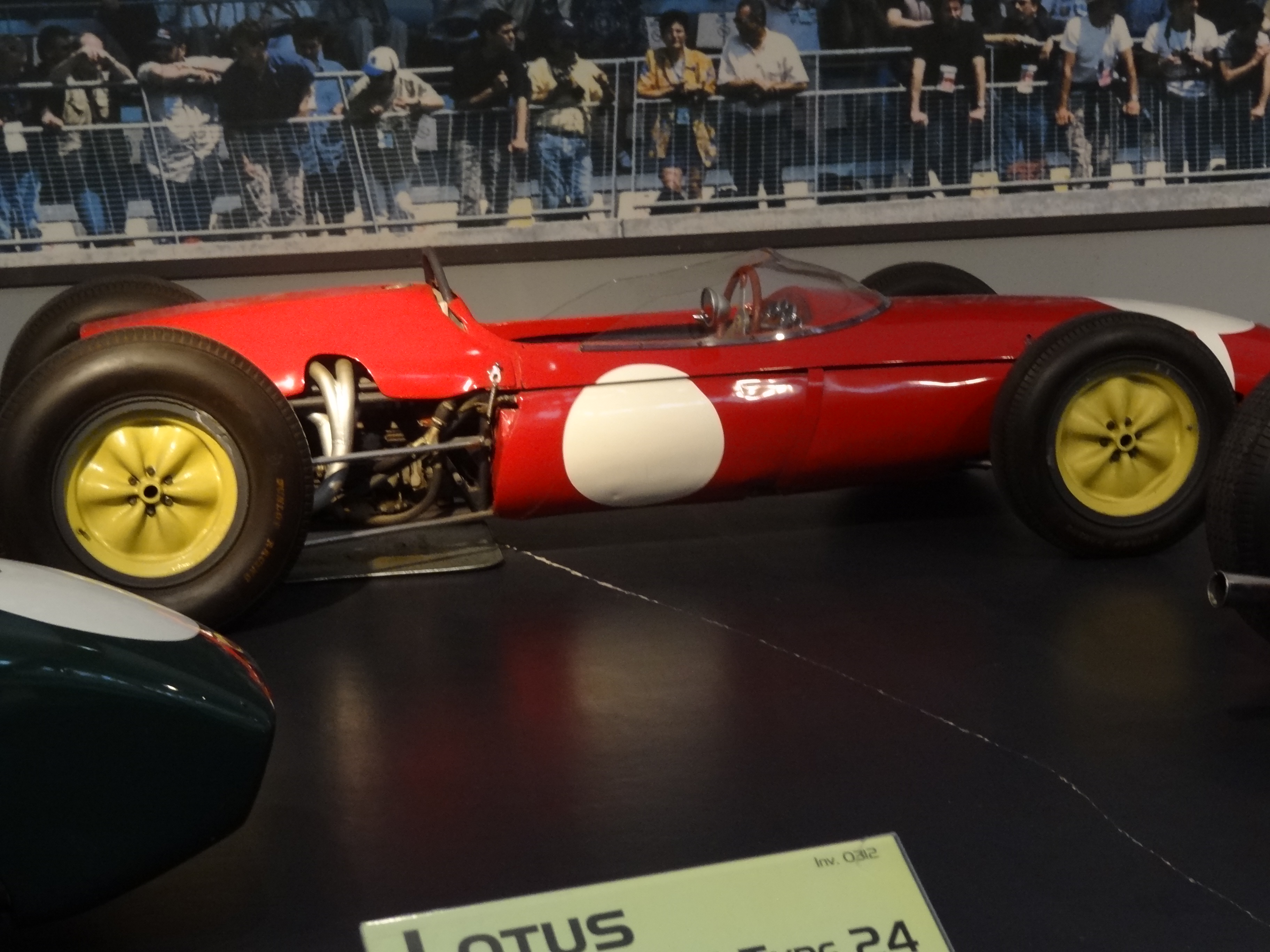
La Lotus 24 de Siffert exposée au Musée National de l'Automobile de Mulhouse.

Siffert rachète la Lotus 24 à son écurie pour disputer les prochaines épreuves de la saison au sein du Siffert Racing Team. En juin, avec l'aide de Mader et Oberson qui lui restent fidèle, il se qualifie quatorzième du Grand Prix de Belgique. En course, piégé par la pluie à l'épingle de la Source, il sort de la piste et ne peut que constater les importants dégâts sur sa monoplace,,,. Quinze jours plus tard, à Zandvoort, il s'élance depuis le fond de la grille mais, au terme d'une constante remontée, termine septième, manquant de peu de marquer son premier point en championnat. À Reims à l'occasion du Grand Prix de France, dixième des qualifications, il inscrit son premier point en championnat en se classant sixième,,,,.
Le Grand Prix de Grande-Bretagne se solde par un abandon au soixante-sixième tour à cause d'un bris de boîte de vitesses. Il dispute la semaine suivante la Solituderennen 1963, hors-championnat, où il abandonne sur casse de soupape : il lui devient urgent d'investir dans la révision de sa monoplace pour poursuivre la saison,,. Une fois le châssis et la boîte de vitesses révisés et un nouveau moteur installé pour le Grand Prix d'Allemagne, la semaine suivante, le vilebrequin casse pendant les essais : l'ancien moteur est réinstallé dans la monoplace mais, en course, alors que Siffert est remonté de la neuvième à la quatrième place, le vilebrequin casse à nouveau. Malgré son abandon, il est classé neuvième,,.

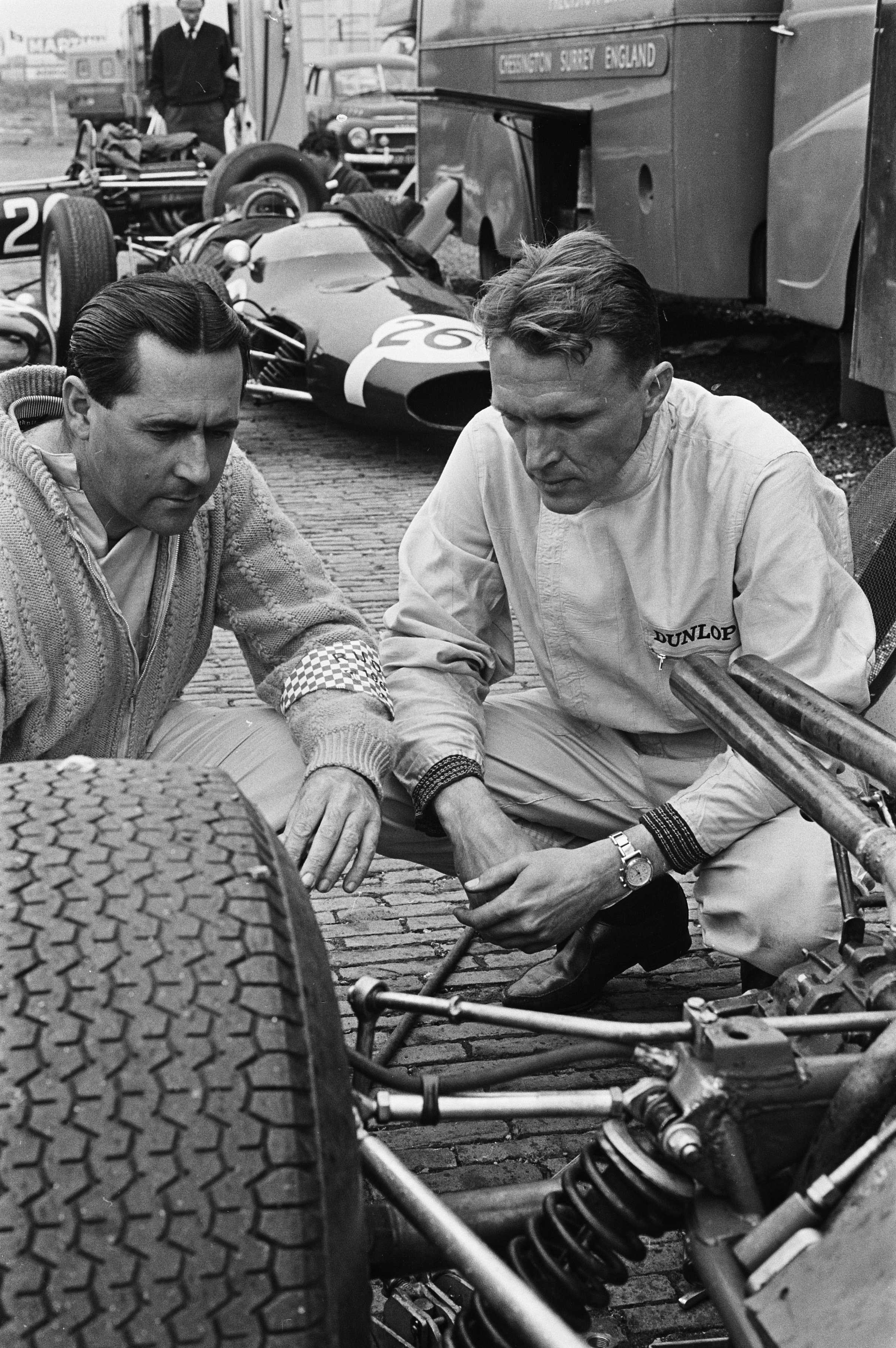
Dan Gurney (à droite de Jack Brabham), fin pilote et fin metteur au point, aidera Heini Mader à améliorer les performances de la Lotus de Siffert.

En août, il se classe sixième du Grand Prix de la Méditerranée à Enna, épreuve hors-championnat du monde de Formule 1 et, après un accident aux essais, termine deuxième de la course de côte de Villars-sur-Ollon, derrière Joakim Bonnier sur Ferguson,,. Pendant l'été, eu égard à ses résultats, il est admis au Grand Prix Drivers' Association, l'association des pilotes de Formule 1, ce qui lui permet de profiter de primes de départ plus importantes,. Le mois de septembre n'est pourtant pas fructueux au plan des résultats : il abandonne au Grand Prix d'Autriche (hors-championnat) sur problème de pompe à essence et au Grand Prix d'Italie sur perte de pression d'huile malgré l'aide de Dan Gurney,,. Heini Mader révèle à cette occasion que Siffert n'était pas un spécialiste des réglages, il prenait la voiture telle qu'elle était et enchaînait ainsi les tours : « En fait, Jo n'avait pas une énorme connaissance technique, il pilotait à l'instinct et quand il n'était pas au top, il pensait toujours que c'était lui qui n'était pas assez performant, pas la voiture. » En Italie, Dan Gurney remarque le comportement étrange de la Lotus et les efforts de son pilote pour la garder en piste. Une fois au stand, il conseille à Mader de modifier les réglages du châssis, ce qui permet à Siffert de se qualifier en seizième position,.
La saison européenne du championnat du monde de Formule 1 terminée, Siffert participe à la course de côte Freiburg-Schauinsland, en Forêt-Noire, où il se classe deuxième au général et vainqueur dans sa catégorie, puis à l'International Gold Cup, hors-championnat du monde de Formule 1, où il abandonne sur problème moteur,,.
Jo Siffert souhaite alors participer à la « tournée américaine » à Watkins Glen International et à l'Autódromo Hermanos Rodríguez mais les organisateurs américains et mexicains ne prennent même pas la peine de répondre à ses demandes d'engagement. L'intervention personnelle de Joakim Bonnier, président du GPDA, permet néanmoins de résoudre le problème,. Comme les Américains n'offrent pas de prime de départ mais seulement la prise en charge des frais de transport des monoplaces, l'équipée américaine se révèle difficile financièrement pour l'équipe Siffert. Grâce à une réduction sur un vol BOAC, obtenue par l'entremise du magazine automobile Powerslide de Rico Steinemann qui couvre les deux courses, Siffert, Oberson et Mader se rendent au Grand Prix des États-Unis où Siffert abandonne sur casse de boîte de vitesses alors qu'il était dixième,. Siffert et ses mécaniciens achètent alors une Pontiac pour aller de New York au Mexique, via Indianapolis et Las Vegas. La boîte de vitesses est réparée pour le Grand Prix du Mexique où Siffert se qualifie en neuvième position et termine à la même place, empochant une prime de 200 dollars. Ils retournent alors à New York, revendent la Pontiac et rentrent en Suisse en faisant un crochet par Londres pour ramener la Lotus par la route,,,.
Meilleur pilote indépendant du plateau des engagés pour sa première saison complète en championnat du monde, Siffert est récompensé par le Wolfgang von Trips Memorial Trophy,.

### 1964: leSiffert Racing Teamcourt avec une Brabham

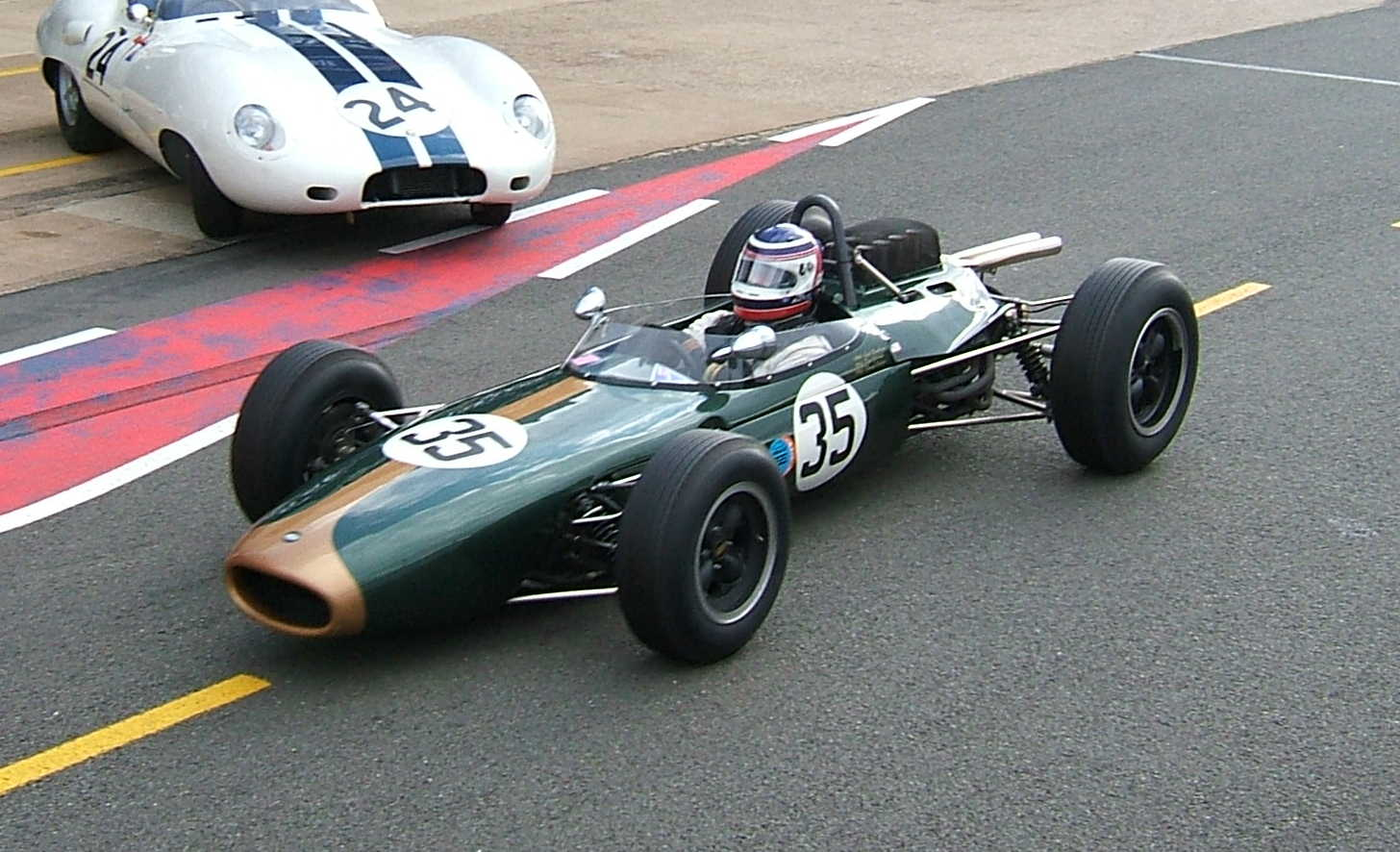
En 1964, Siffert acquiert une Brabham BT11 pour remplacer sa vieille Lotus 24.

Pour 1964, Siffert souhaite remplacer sa Lotus 24, vieille de trois ans et accidentée à plusieurs reprises par une nouvelle Lotus 25 mais son ami Rico Steinemann, devenu importateur Brabham en Suisse, lui suggère d'acquérir une Brabham BT11 conçue par Ron Tauranac. Le délai de livraison étant de plusieurs mois, Siffert prend le départ, début avril, du Grand Prix de Syracuse, hors-championnat, au volant de la Lotus. Aux essais, il perd le contrôle de sa monoplace qui capote sur des ballots de paille : il est désincarcéré alors que l'essence emplit le cockpit. Conduit à l'hôpital, victime de contusions multiples, de coupures et d'une clavicule fissurée, il doit garder un plâtre jusqu'au 5 mai. Dès le lendemain, avec la complicité d'Oberson, il « s'évade » et rentre en Suisse où il poursuit sa convalescence pendant les réparations de sa monoplace,,,. Le 2 mai, alors qu'il s'est déjà débarrassé de son plâtre, il prend le départ du BRDC International Trophy, à Silverstone, toujours au volant de la Lotus. Vingt-et-unième sur la grille de départ, il se classe onzième d'une course remportée par Jack Brabham qui lui annonce que sa BT11 lui sera livrée la semaine suivante pour le Grand Prix de Monaco, épreuve d'ouverture du championnat du monde 1964,,.
À Monaco, l'équipe Siffert constate que la Brabham n'est pas prête et que le pilote doit encore courir avec son antiquité. Il réussit néanmoins à se qualifier, en dix-septième et dernière position, à presque cinq secondes de la pole position de Jim Clark et termine la course à une méritoire huitième place malgré des soucis allumage et d'embrayage, à douze tours du vainqueur Graham Hill,,. Dès la course terminée, Siffert et ses mécaniciens se rendent en Angleterre dans les locaux de Brabham pour terminer eux-mêmes la préparation de la BT11. Les travaux n'étant pas finis, l'équipe part pour le Grand Prix des Pays-Bas sans assurance d'y participer. La première journée d'essais est consacrée au montage final de la voiture et, le lendemain, Siffert se qualifie en dernière position, à quatre secondes de l'avant-dernier, Carel Godin de Beaufort sur une Porsche 718 vieille de trois ans. Après deux tours de course, Seppi rentre au stand à cause d'un problème d'alimentation en essence puis reprend la piste pour terminer treizième, à vingt-cinq tours du vainqueur Jim Clark. Sa seule consolation du week-end reste la remise, lors du cocktail du GPDA, de son trophée Wolfgang von Trips Memorial Trophy pour ses prestations de l'année précédente,,.

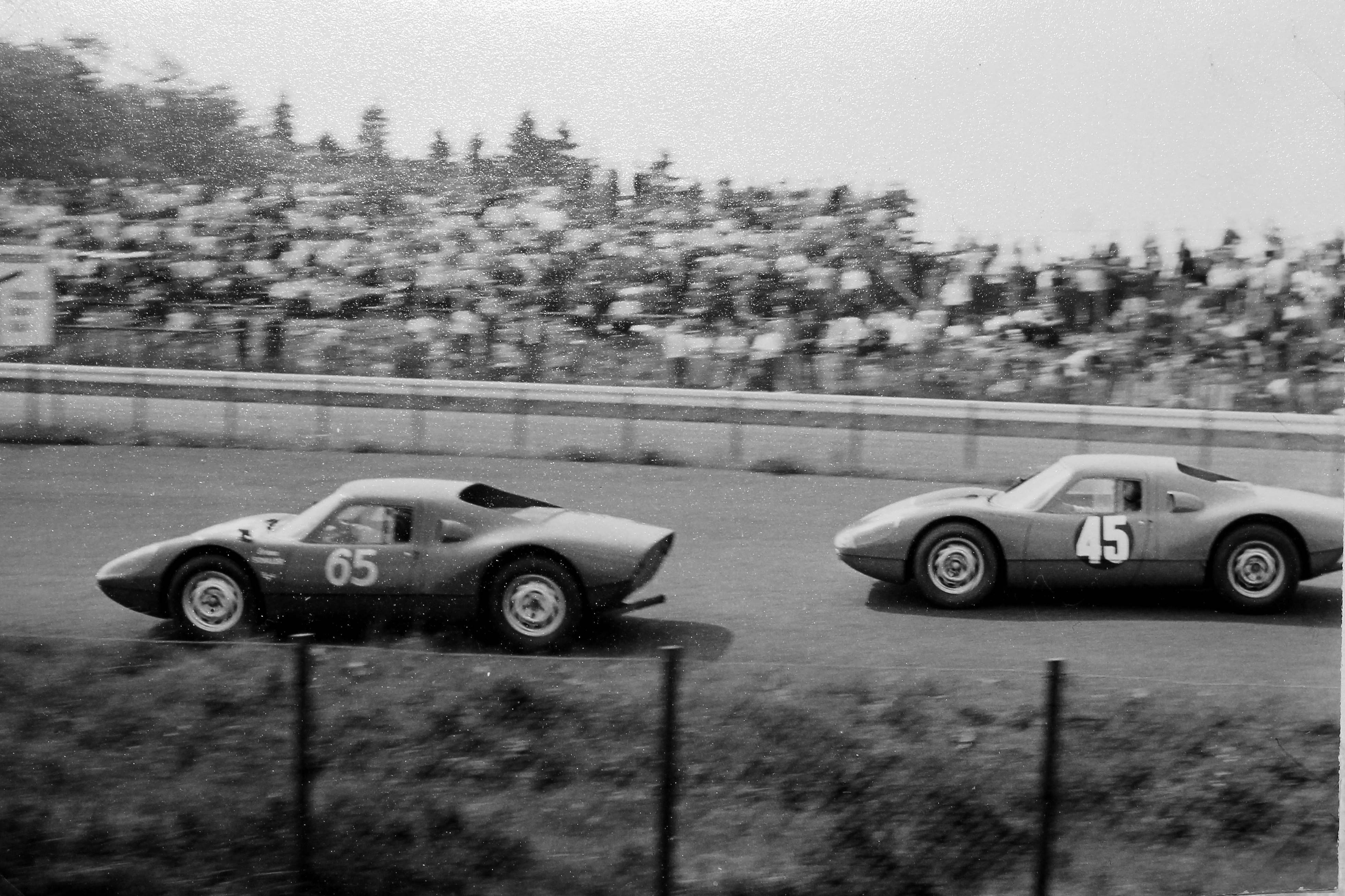
En 1964, Siffert court pour la première fois sur Porsche, aux 1000 kilomètres du Nürburgring, en équipage avec Heinz Schiller. Au volant de la Porsche 904 no 65, il devance Ben Pon et Gerhard Koch.

Heinz Schiller, son ancien coéquipier chez Filipinetti, devenu concessionnaire Porsche à Genève, lui propose alors d'être son équipier aux 1 000 kilomètres du Nürburgring sur une Porsche 904 GTS, livrée le 20 avril au Team Schiller. Partis de la dix-septième place, les deux hommes sont dans les dix premiers pendant la plus grande partie de la course et terminent huitième au classement général et troisième de leur catégorie. Plus tard dans l'année, il renouvelle l'expérience, aux 12 heures de Reims : premier des pilotes Porsche et de la catégorie des moins de 2 litres, il abandonne sur panne d'embrayage dès la première heure, Schiller n'ayant même pas l'occasion de prendre le volant,,,,,,.
Le 9 juin, Joseph Siffert organise une conférence de presse à Fribourg pour annoncer la transformation de son équipe en véritable écurie de course. Présidé par Siffert, le Siffert Racing Team est dirigé par Paul Blancpain et emploie trois mécaniciens, Heini Mader, Jean-Pierre Oberson et Claude Maradan. L'écurie, qui vient d'acquérir un camion-plateau permettant de transporter deux monoplaces et une Brabham BT10 de Formule 2, sera engagée en Formule 1 et en Formule 2 où elle aligne le jeune pilote de Soleure, Franz Dorfliger, issu de la Formule Junior.
À Spa, Siffert se qualifie en treizième position à près de douze secondes de la pole position de Dan Gurney et abandonne sur casse moteur avant la mi-course. Dernier sur la grille de départ du Grand Prix de France, il abandonne dès les premiers tours à cause de son embrayage mais peut toutefois bénéficier de la prime de départ,,,,. La semaine suivante, il dispute dans le même week-end les 12 heures de Reims avec la Porsche 904 et étrenne sa nouvelle Brabham BT10 au Grand Prix de Reims de Formule 2 où il se classe septième,.
Disposant d'un nouveau moteur BRM plus fiable et performant, Siffert se qualifie en dix-septième place au Grand Prix de Grande-Bretagne et se classe onzième de la course. Hors-championnat, à Solitude, il termine septième. Il marque ses premiers points de la saison lors du Grand Prix d'Allemagne où il se qualifie en dixième position pour terminer quatrième à seulement cinq minutes du vainqueur John Surtees. Sur ce tracé éprouvant pour les mécaniques, le V8 BRM l'a certainement aidé, les sept premiers de la course disposant en effet d'un moteur BRM ou d'une mécanique Ferrari,,,,,.

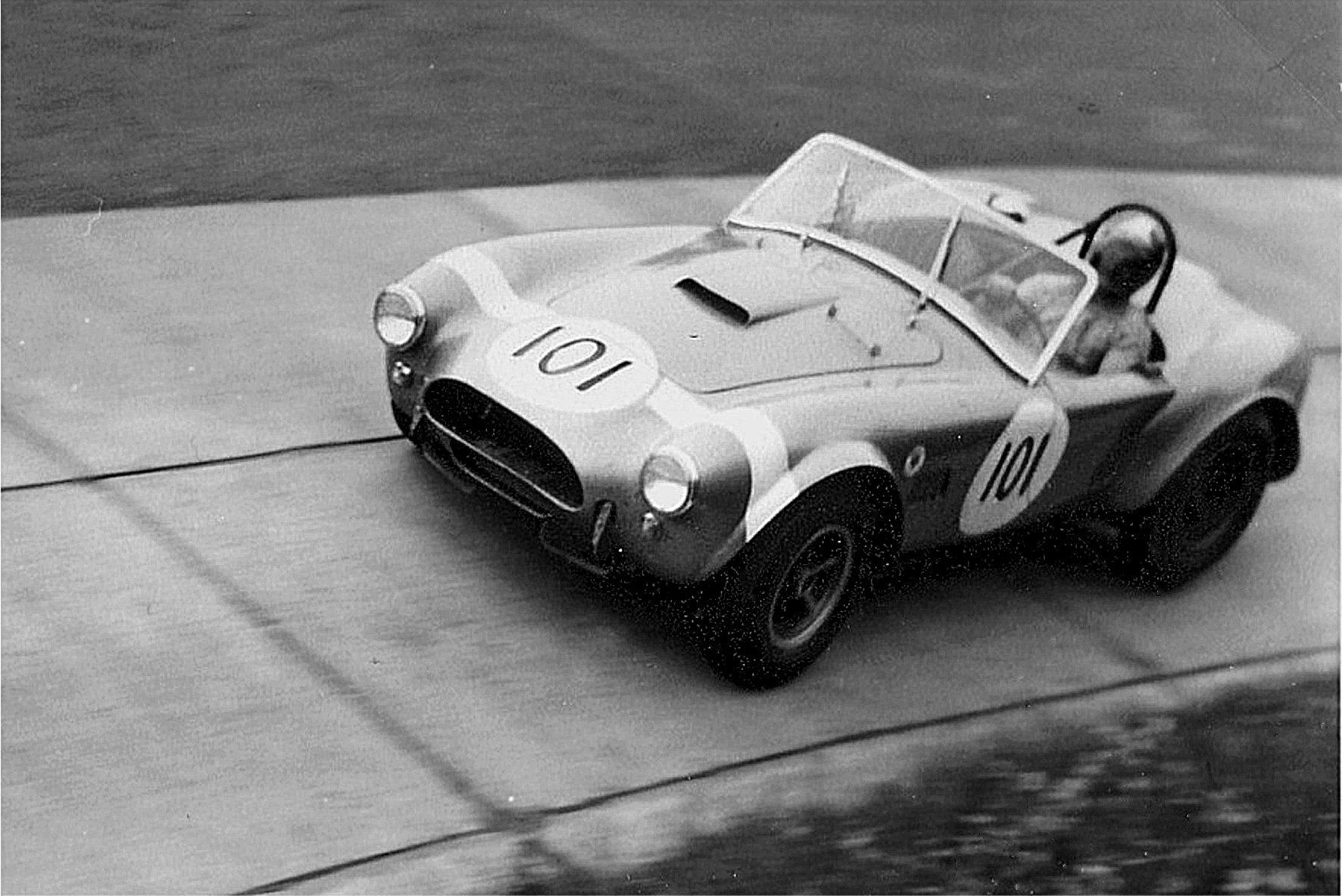
La Shelby Cobra de l'équipage Bondurant/Neerpash/Siffert, ici photographiée au Nürburgring en 1964.

Comme l'année précédente, il dispute la course de côte Freiburg-Schauinsland, non plus au volant de sa Formule 1, mais d'une Cobra 289 de l'équipe de Carroll Shelby, avec comme coéquipiers Jochen Neerpasch et Bob Bondurant et se classe vingtième au général et troisième de la catégorie,,. En août, il s'aligne au Grand Prix de la Méditerranée, hors-championnat à Enna et domine totalement les essais libres et les qualifications. En course, il conserve la tête durant cinquante-huit tours sur soixante et remporte l'épreuve avec un dixième de seconde d'avance sur Jim Clark. Pour la première fois en Formule 1, un pilote indépendant bat le champion du monde en titre,,,,.
Le Grand Prix d'Autriche est plus décevant puisque, qualifié en douzième place, il abandonne après une demi-heure sur casse de suspension avant lors d'une sortie de piste. Heini Mader convoie le moteur BRM à Bourne pour une révision complète avant le dernier Grand Prix européen, en Italie. À Monza, Siffert atteint la sixième place en qualification et termine septième de la course,,,,.
Il participe ensuite, sur une Ferrari 250 GTO, au Tour de France automobile avec son ami David Piper où, malgré un bon début de course (sixième de la première étape et cinquième de la seconde), l'équipage est disqualifié au Mans à cause d'un ravitaillement interdit sur la grille de départ. Faute de moyens financiers, Siffert ne peut pas participer aux derniers Grands Prix de la saison, aux États-Unis et au Mexique. Il fait à nouveau appel à Joakim Bonnier qui demande à son employeur, Rob Walker, de prendre en charge l'engagement de Siffert : la Brabham, repeinte aux couleurs de l'écurie écossaise Rob Walker Racing Team, permet au Suisse de monter sur son premier podium en championnat du monde grâce à sa troisième place à Watkins Glen. Rob Walker n'avait pas vu un de ses pilotes sur le podium depuis Stirling Moss en Allemagne en 1961. La course suivante à Mexico, toujours financée par Walker, est moins satisfaisante puisque Siffert abandonne en début d'épreuve sur casse mécanique,,,,,.
Jo Siffert, avec sept points, se classe dixième du championnat du monde des pilotes et à nouveau meilleur pilote indépendant. Ses prestations de fin de saison conduisent Rob Walker à lui proposer un contrat de pilote pour la saison 1965 : comme à l'époque de la Scuderia Filipinetti, Siffert n'aura plus la charge de travail incombant à tout patron-pilote et pourra se concentrer uniquement sur son pilotage.

### 1965: en Formule 1 au sein duRob Walker Racing Team

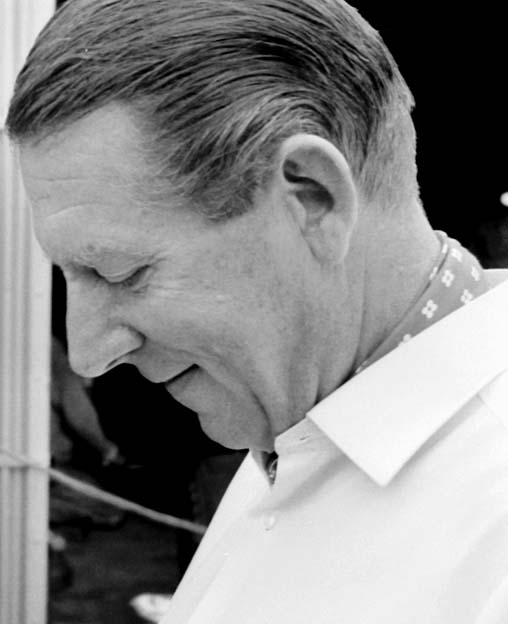
Rob Walker engage Jo Siffert dès la fin de la saison 1964.

Robert Ramsay Campbell Walker, dit « Rob », avait déjà rencontré Siffert en 1963, à l'occasion du Grand Prix de Pau mais n'a commencé à s'intéresser à lui qu'après sa deuxième place derrière Jim Clark au Grand Prix d'Imola et à sa victoire au Grand Prix automobile de Syracuse. Au cours de l'hiver 1964-1965, Walker hésite à garder, aux côtés de Joakim Bonnier, Jochen Rindt ou à le remplacer par Siffert. Lorsque Cooper Car Company signe un contrat avec l'Autrichien, Walker s'empresse de recruter le Suisse. Le contrat (conclu en français, Siffert ne maîtrisant pas l'anglais ni Walker l'allemand) stipule que le Suisse continuera d'aligner sa propre Brabham et sera assisté de ses mécaniciens Oberson et Mader. En revanche, la monoplace sera préparée dans les ateliers de Walker à Dorking,.
La saison officielle débute le jour de l'an 1965 en Afrique du Sud sur le circuit Prince George. Siffert se qualifie en quatorzième place, Bonnier, sur Brabham BT7, étant septième. À l'issue de la course, Siffert se classe septième à deux tours du vainqueur Jim Clark, Bonnier abandonnant sur problème d'embrayage,,.
La saison européenne commence deux mois plus tard, à Brands Hatch où se tient la Race of Champions. Si cette épreuve se tient hors-championnat du monde, elle est très importante puisque la plupart des équipes y prennent part pour étrenner leurs nouvelles monoplaces. L'épreuve constitue une première satisfaction pour Walker puisque, à l'issue des deux manches, Bonnier termine troisième et Siffert sixième,. Ni au Grand Prix de Syracuse, ni au Sunday Mirror Trophy, Siffert ne franchit la ligne d'arrivée, victime d'un surrégime en Sicile alors qu'il luttait en tête contre Clark et John Surtees après s'être hissé en tête au départ et d'un accident à Goodwood où, alors qu'il était sixième, il tape le muret dans une chicane, dérape et percute de plein fouet une barrière. Le châssis de la Brabham est complètement plié et Siffert doit être désincarcéré. Évacué avec des lésions dorsales et une fracture de la jambe, il passe une semaine hospitalisé en Angleterre puis est rapatrié à Fribourg pour y poursuivre sa convalescence,,.
Le 30 mai, engoncé dans un corset et la jambe bandée, il se qualifie en dixième position sur la grille de départ du Grand Prix de Monaco qui lance la tournée européenne du championnat. Dans la douleur (on l'extrait de son cockpit à demi-inconscient), il termine la course sixième, juste devant son coéquipier, à deux tours du vainqueur Graham Hill et offre à son équipe son premier point de la saison,,,.
Sur sa BT10-Repco de Formule 2, il dispute la course de côte du Mont Ventoux (victoire de catégorie) avant de s'aligner en Formule 1 au Grand Prix de Belgique où, qualifié huitième juste derrière Bonnier, il termine à la même place quand son coéquipier abandonne sur panne mécanique,,,.
Giovanni Volpi, fondateur de la Scuderia Serenissima et de l'entreprise de construction automobile Automobili Turismo e Sport, propose à Walker d'engager une voiture aux 24 Heures du Mans 1965 pour Siffert et Juan Manuel Bordeu. Or Siffert s'est déjà engagé auprès de David Piper sur un prototype Ferrari. Finalement, Walker revend son engagement et la Ferrari n'est pas inscrite ; Siffert obtient in-extremis un volant sur une Maserati Tipo 65 privée aux côtés de Jochen Neerpasch. Qualifié vingt-et-unième, il est quatrième dès l'entame de la course mais, sous la pression d'Innes Ireland, sort de la piste, perfore son radiateur et abandonne,.
Au Grand Prix de France, sur le circuit de Charade, Siffert se qualifie en fond de grille mais, en se classant sixième, offre un nouveau point à son écurie. Les trois épreuves suivantes sont plus décevantes : neuvième à Silverstone, treizième à Zandvoort et abandon au Nürburgring,,,,,.
À la mi-août, sur le circuit d'Enna où il a gagné l'année précédente, Siffert s'aligne, en guise d'entraînement, au départ du Grand Prix de Pergusa sur une Cooper T75-Alfa Romeo de l'écurie Alf Francis, se classe dixième et, la semaine suivante, remporte le Grand Prix de la Méditerranée (hors-championnat) au terme d'une lutte intense contre Jim Clark. Après s'être qualifié en troisième position derrière les Lotus officielles de Clark et Mike Spence, il prend la tête dès le début de l'épreuve et résiste jusqu'au drapeau à damiers, à la moyenne de 224 km/h. Rob Walker exulte : il s'agit de la première victoire en Formule 1 pour son écurie depuis celle de Stirling Moss en Allemagne en 1961. Le 25 août, Siffert engage sa Formule 1 à la course de côte Saint-Ursanne - Les Rangiers et remporte l'épreuve sous le mauvais temps, devant 30 000 spectateurs,,,,,,.
Le championnat du monde reprend en septembre à Monza où le Suisse abandonne sur bris de boîte de vitesses. S'il n'inscrit pas de point au Grand Prix des États-Unis en terminant onzième, il glane trois nouvelles unités au Mexique où il termine quatrième, derrière Richie Ginther, Dan Gurney et Mike Spence. Onzième du championnat du monde avec cinq points quand son coéquipier n'en a marqué aucun, Siffert n'a aucune difficulté à convaincre Rob Walker d'engager sa monoplace au Grand Prix automobile du Rand 1965, disputé sur le circuit de Kyalami en Afrique du Sud, où il conclut l'année par une cinquième place,,,,.

### 1966: unique pilote chez Rob Walker en Formule 1 et débuts en voitures de sport

#### Les remaniements du début de saison
En 1966, la réglementation de la Formule 1 évolue et autorise une cylindrée des moteurs atmosphériques augmentée jusqu'à 3 000 cm3 tandis que le poids minimal des voitures passe de 450  à   500 kg. Rob Walker doit investir dans l'achat d'une nouvelle monoplace, ce qui plombe ses finances. Il incite Joakim Bonnier à le quitter pour n'avoir qu'une monoplace à acheter. Siffert conseille à son ex-coéquipier de créer sa propre écurie de course : Siffert devient ainsi l'unique pilote du Rob Walker Racing Team et Bonnier fonde le Joakim Bonnier Racing Team, les deux écuries choisissant de se fournir chez Cooper Car Company et commandant une Cooper T81 à moteur V12 Maserati. La maigreur du budget de Walker l'oblige à se séparer des mécaniciens attitrés de Siffert, Jean-Pierre Oberson et Heini Mader, immédiatement embauchés par Bonnier,,.
Bien que les équipes soient informées du changement de réglementation depuis 1964, aucune n'est prête pour le début de saison : le Grand Prix d'Afrique du Sud, qui inaugure traditionnellement le championnat du monde, est ainsi disputé hors-championnat. Le jour de l'an 1966, Siffert, sur la Brabham BT11-BRM dont la cylindrée est portée à 2 000 cm3, termine second de la course, derrière la Lotus officielle de Mike Spence,.

#### Les débuts en championnat du monde des voitures de sport
Le championnat du monde ne débutant qu'en mai à Monaco, Siffert meuble son temps libre en courant dans diverses disciplines. Le gentleman-driver zurichois Charles Vögele, désireux de participer à quelques épreuves d'endurance, demande à Rico Steinemann, rédacteur en chef du magazine automobile Powerslide, de lui trouver un copilote et l'équipage Vögele/Siffert prend le départ des 12 Heures de Sebring, deuxième manche du championnat du monde des voitures de sport, avec une Porsche 906 aux couleurs suisses. Elle surprend tout le monde en terminant sixième du classement général et troisième de sa catégorie derrière une Porsche et une Ferrari d'usine. Un mois plus tard, la même équipe termine cinquième des 1 000 km de Monza (troisième manche du championnat) et deuxième de catégorie toujours derrière la Porsche officielle de l'équipage Gerhard Mitter/Hans Herrmann,,,,.
En juin, le Team Charles Vögele s'engage aux 1 000 km du Nürburgring, sixième manche du championnat. Durant les essais, Ferdinand Piëch, petit-fils de Ferdinand Porsche et responsable du programme compétition de l'usine Porsche souhaite évaluer Siffert au volant d'une voiture officielle ; le Suisse égale les performances des pilotes d'usine et, s'il n'est pas retenu (au profit de Nino Vaccarella) pour cette épreuve, est pressenti pour piloter une Porsche officielle lors des prochaines 24 Heures du Mans. La course se termine prématurément pour l'équipe amateur avec un bris de châssis après une douzaine de tours,,,.
Pour les 24 Heures du Mans 1966, septième manche du championnat, Porsche engage cinq 906, dont une pour l'équipage Jo Siffert/Colin Davis, le fils du Bentley Boy Sammy Davis, vainqueur de l'épreuve en 1927. Le duo se révèle le plus rapide du peloton des Porsche lors des essais et se qualifie en vingt-deuxième position sur la grille de départ. Dixièmes après huit heures de course, ils terminent quatrième du classement général derrière les Ford GT40 de 7 litres de cylindrée et remportent la catégorie 2 litres ainsi que le Prix de la Performance qui gratifie la plus grande distance parcourue en fonction de la cylindrée,,,,.
Plus tard, en juillet, Vögele et Siffert participent à la huitième manche du championnat, le Grand Prix du Mugello, mais abandonnent sur un problème de suspension peu après la mi-course. En fin de saison, Siffert est, pour la seconde fois, pilote officiel Porsche aux 500 km de Zeltweg et, après avoir réalisé le meilleur tour en course, termine deuxième derrière l'autre équipage officiel Mitter/Hermann,,.

#### Des résultats beaucoup moins bons en monoplaces
Début avril, Joakim Bonnier engage Siffert pour disputer le Sunday Mirror Trophy de Goodwood de Formule 2 sur une Cooper-BRM ; il s'y classe septième. La semaine suivante, toujours pour Bonnier en Formule 2, engagé au Grand Prix de Pau, il ne prend pas le départ après un accident aux essais,,. Début mai, Siffert étrenne sa Cooper sur le circuit de Syracuse à l'occasion du Grand Prix automobile de Syracuse 1966 où il abandonne à cause d'un problème de transmission. La semaine suivante, au BRC International Trophy, il est victime d'une soupape défectueuse, d'ennuis d'embrayage et d'un accident. La monoplace devant être réparée, le pilote suisse participe au Grand Prix d'ouverture du championnat du monde de Formule 1, à Monaco, au volant de la Brabham sous-motorisée. Qualifié en treizième position à plus de quatre secondes de la pole position de Jim Clark, il abandonne sur panne d'embrayage,,,,.
La suite de la saison, au volant de la Cooper T81, est tout aussi décevante : au Grand Prix de Belgique, une surchauffe le relègue en fond de grille puis, en course, il est victime d'un accident au départ où huit pilotes sont éliminés ; en France, des problèmes de carburant et une surchauffe provoquent un nouvel abandon ; à Brands Hatch, il termine à dix tours du vainqueur ; à Zandvoort, son moteur l'oblige à abandonner à onze tours du but tandis qu'il ne prend pas le départ du Grand Prix d'Allemagne à cause d'un différend entre son écurie et les organisateurs de la course quant aux primes de départ (il profite de cette disponibilité dans son emploi du temps pour remporter la course de côte de Saint-Ursanne-Les Rangiers, comme l'année précédente) ; il abandonne à nouveau, sur casse moteur à Monza,,,,,,.
Au mois d'août, Jo Siffert participe, en compagnie notamment de Graham Hill et Jochen Rindt, au tournage du film Grand Prix de John Frankenheimer, mettant en vedette James Garner, Yves Montand et Toshirō Mifune. Le film évoque la lutte, sur les plus grands circuits internationaux, de quatre pilotes pour le gain du titre de champion du monde. Les scènes de course sont tournées sur les circuits de Charade, Monaco, Spa, Zandvoort, Brands Hatch et Monza. Le pilote suisse, outre de nombreuses scènes sur piste, dont une où il est doublé par James Garner, apparaît également dans quelques scènes « sans casque ». Il profite du tournage pour côtoyer un de ses héros de jeunesse, Juan Manuel Fangio,,.
Siffert sauve sa saison au Grand Prix des États-Unis où il manque de peu de rééditer son exploit de 1964 en terminant quatrième, derrière les deux Cooper T81 de Jochen Rindt et John Surtees qui n'ont pu empêcher Clark de mener sa Lotus à la victoire, puis abandonne une énième fois, sur casse de suspension, au Mexique,,.
Si la saison 1966 a été une déception en monoplace avec la quatorzième place au classement des pilotes, les bons résultats en championnat du monde des voitures de sport permettent à Siffert de signer deux contrats intéressants pour 1967. En effet, Porsche lui renouvelle sa confiance et lui propose de disputer l'intégralité du championnat du monde d'endurance au sein de son équipe officielle. De plus, BMW, qui vient de mettre au point un nouveau moteur de 2 litres de cylindrée et souhaite faire son retour à la compétition en Formule 2, le sollicite pour participer à plusieurs épreuves tout au long de la saison.

### 1967: Formule 1, Formule 2 et voitures de sport

#### Nouvelles déceptions en monoplaces

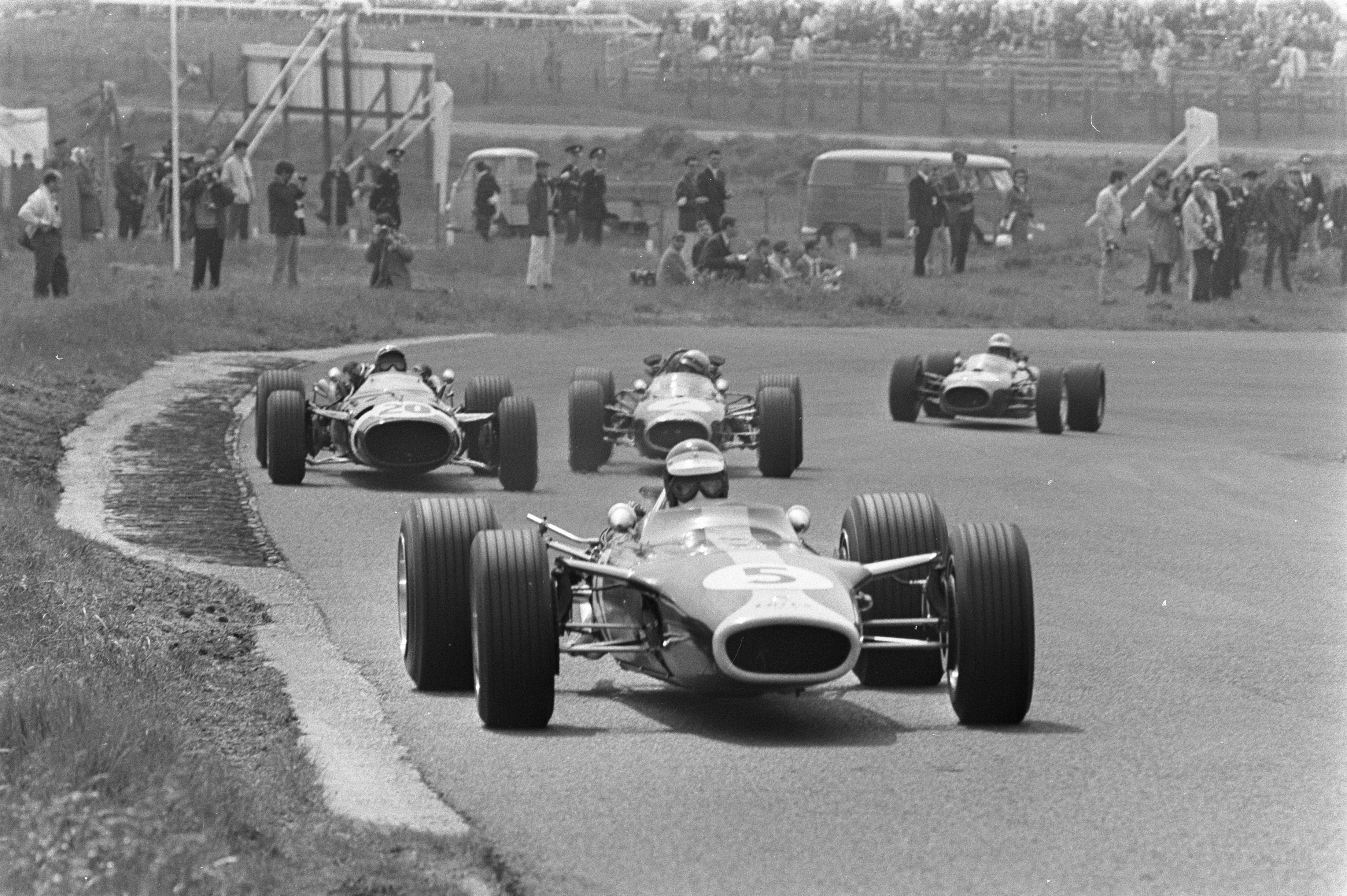
Joseph Siffert (no 20) au Grand Prix des Pays-Bas 1967, précédé sur l'image par Jim Clark et devançant Jack Brabham et Jackie Stewart. Il est en réalité très attardé et compte plusieurs tours de retard sur eux.

En championnat du monde de Formule 1 1967, Rob Walker s'associe à Jack Durlacher pour fonder le Rob Walker/Jack Durlacher Racing Team qui poursuit en championnat du monde avec Siffert et la Cooper T81-Maserati. Comme de coutume, la saison débute en Afrique du Sud qui se déroule pour la première fois sur le nouveau circuit de Kyalami où Siffert est hors du rythme en qualifications. Seizième au départ, il pointe en septième position au bout de dix tours mais son moteur défaillant le force à abandonner à la mi-course. Hors-championnat, le début de saison est plus satisfaisant puisqu'il se classe troisième de la Race of Champions de Brands-Hatch où il effectue un tête-à-queue durant le tour de décélération, victime de son enthousiasme,,,,.
Au cours de la saison, il monte à deux autres reprises sur le podium hors-championnat du monde, lors du BRDC International Trophy de Silverstone (derrière Mike Parkes et Jack Brabham) et au Grand Prix de Syracuse où une pierre perfore son radiateur, le forçant à réduire l'allure en fin d'épreuve,,,.
Pour Siffert, la saison de Formule 2 commence en avril avec le B.A.R.C. "200" Wills Trophy à Silverstone. BMW ne disposant pas de son propre châssis, le Suisse pilote une LolaT100 qui tombe en panne d'injection à la mi-course. Il dispute quatre autres courses sur circuit en Formule 2 sans plus de résultat : accident à l'Eifelrennen, abandon sur perte de pression d'huile au Grand Prix d'Albi, neuvième du Grand Prix de Rome et abandon sur casse moteur au Grand Prix d'Espagne à Jarama. Ce n'est que sur route, lors de la course de côte de Saint-Ursanne qu'il a déjà remporté à plusieurs reprises, que Siffert s'illustre au volant de la BMW en remportant un nouveau succès,,,,,,.
En championnat du monde de Formule 1, les résultats sont peu glorieux puisqu'il faut attendre la cinquième épreuve, le Grand Prix de France, pour que Siffert inscrive ses premiers points sur le nouveau circuit Bugatti du Mans où les moteurs Repco de Jack Brabham et Denny Hulme démontrent leur suprématie sur toutes les autres mécaniques. En effet, plus tôt dans l'année, Siffert a abandonné à Monaco sur casse moteur, a terminé à sept tours du vainqueur à Zandvoort puis septième à Spa,,,,.
Siffert ne marque à nouveau des points que lors de sa course fétiche, à Watkins Glen où il réédite sa performance de la saison précédente en se classant au pied du podium. Il a entretemps cassé un moteur au Grand Prix de Grande-Bretagne, terminé à deux tours du vainqueur sur le Nürburgring, cassé son démarreur avant la course au Canada (non partant) puis abandonné en Italie après être sorti de la piste à cause d'une crevaison,,,,.
La dernière course de la saison, au Mexique, se solde par une douzième place due à une nouvelle surchauffe moteur le relèguant à six tours du vainqueur. Avec 6 points acquis en deux occasions, le Suisse termine douzième du classement des pilotes : il devient de plus en plus difficile pour les écuries privées de rivaliser avec les équipes d'usine comme Brabham-Repco, Lotus-Cosworth, BRM ou Ferrari, d'autant que de nouvelles équipes comme Honda ou Eagle permettent à leurs pilotes de jouer les trouble-fêtes dans le haut du classement général,.

#### Première saison complète prometteuse chez Porsche

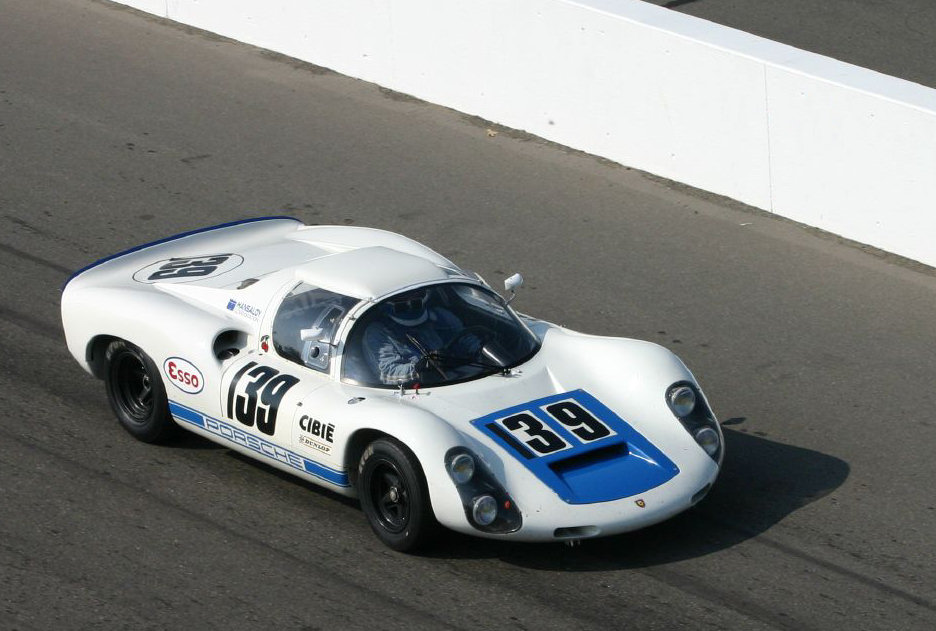
Siffert remporte sa première victoire de catégorie dès sa première course au volant d'une Porsche 910.

Siffert a signé un contrat portant sur plusieurs manches du championnat du monde des voitures de sport 1967 en catégorie P (prototypes fermés de 3 litres de cylindrée maximale) en obtenant le droit de disputer à sa discrétion les épreuves hors-championnat au sein des écuries qu'il souhaite.
Il dispute, aux côtés de Hans Herrmann, les 24 Heures de Daytona au volant de la nouvelle Porsche 910 tandis que ses équipiers Rindt/Mitter et Schütz/Stommelen disposent d'une Porsche 906. En théorie incapables de rivaliser avec les Ford et Chaparral Cars de 7 litres ou même contre les Ferrari, les pilotes de la 910 se hissent à la quatrième place du classement général et remportent la victoire dans leur catégorie, grâce notamment à une stratégie osée consistant à n'utiliser qu'un seul train de pneumatiques pour toute la course,,.
Deux mois plus tard, le duo Siffert/Herrmann termine à nouveau quatrième au classement général des 12 Heures de Sebring et deuxième de leur catégorie derrière la Porsche officielle de l'équipage Patrick/Mitter. Aux 1 000 kilomètres de Monza, où Siffert réalise le meilleur temps des qualifications dans la catégorie 2 litres, le duo se classe cinquième du général (et deuxième de classe) malgré un affaissement de la suspension avant. Il obtient une nouvelle victoire de catégorie (deuxième au général) lors des 1 000 kilomètres de Spa,,,.
Pour la Targa Florio, Porsche engage six 910 sur les 72 kilomètres de routes de Sicile. Siffert dispose d'une voiture plus puissante dont le moteur à huit cylindres à plat a été porté à 2,2 litres. Troisième après le premier tour, le Suisse est second dans la deuxième boucle quand sa boîte de vitesses se bloque. Après réparations, Herrmann repart de la onzième place pour terminer l'épreuve (remportée par la Porsche officielle de Stommelen et Paul Hawkins) sixième,.

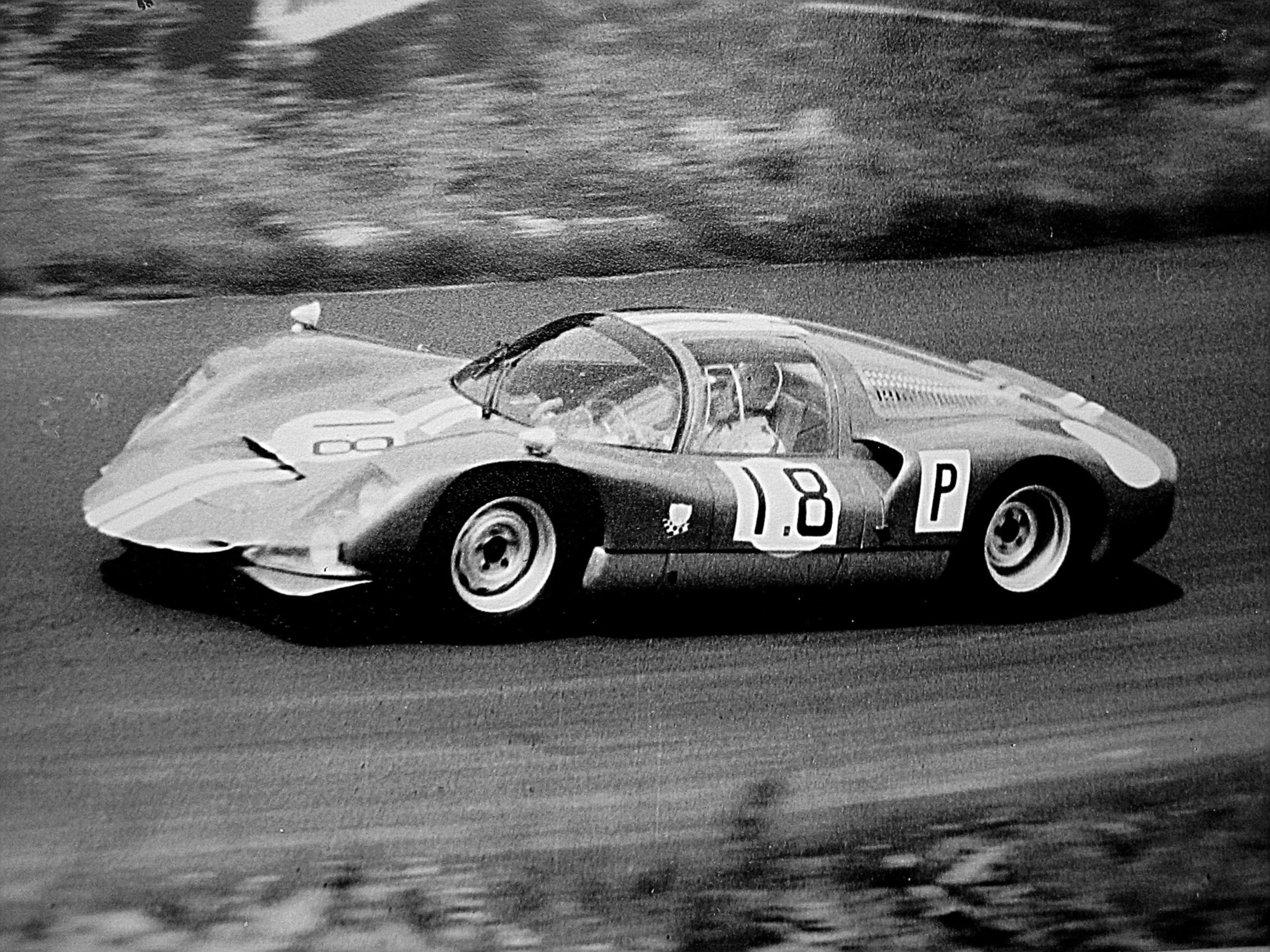
Joseph Siffert dispute sa première course d'endurance sur Porsche en 1966. Il est photographié ici au volant d'une 906 privée, au Nürburgring, où il abandonne sur casse de châssis.

Les six voitures sont engagées aux 1 000 kilomètres du Nürburgring et, si Siffert est à nouveau le plus rapide des Porschistes lors des qualifications et pointe en tête à l'issue du premier tour, il abandonne sur casse de soupape. À l'occasion des 24 Heures du Mans 1967, Porsche espère obtenir une victoire de catégorie et, pour multiplier ses chances, engage trois modèles différents : une 906, deux 910 et deux nouveaux prototypes 907 langheck pour les équipages Mitter/Rindt et Siffert/Herrmann. En course, Siffert doit s'arrêter dans la ligne droite des Hunaudières pour réparer une courroie de pompe à essence mais cet incident ne l'empêche pas de terminer cinquième du classement général en remportant la victoire dans sa catégorie ainsi que le Prix de la Performance pour la deuxième année consécutive. Hans Herrmann confie : « L'indice de performance nous a rapporté un chèque de 20 000 francs. Nous sommes allés à la banque le lundi matin pour le toucher et, à la sortie, nous avons compté l'argent sur le capot de la voiture. Le guichetier nous avait donné 10 000 francs de trop ! Jo est alors immédiatement allé les rendre… »,,,
Libre de ses engagements hors-championnat, Siffert accepte l'offre de David Piper de partager un prototype Ferrari 365 P2/3 lors des 12 Heures de Reims. Au volant d'une voiture vieille de deux ans, Siffert se classe septième des qualifications et, en course, profite des abandons successifs des Lola-Chevrolet pour pointer à la deuxième place. Toutefois, à un quart d'heure de l'arrivée, Siffert, qui n'a jamais surveillé la jauge de pression d'huile, regagne son stand moteur fumant et en ressort juste avant le drapeau à damier pour se classer deuxième derrière l'équipage Guy Ligier/Jo Schlesser sur Ford. Plus tard dans l'année, Piper l'invite à disputer les 1 000 kilomètres de Paris sur une Ferrari 412P de l'écurie Maranello Concessionnaires. Troisième des qualifications, Siffert réalise le meilleur tour en course et se classe cinquième, victime de problèmes mécaniques,,,.

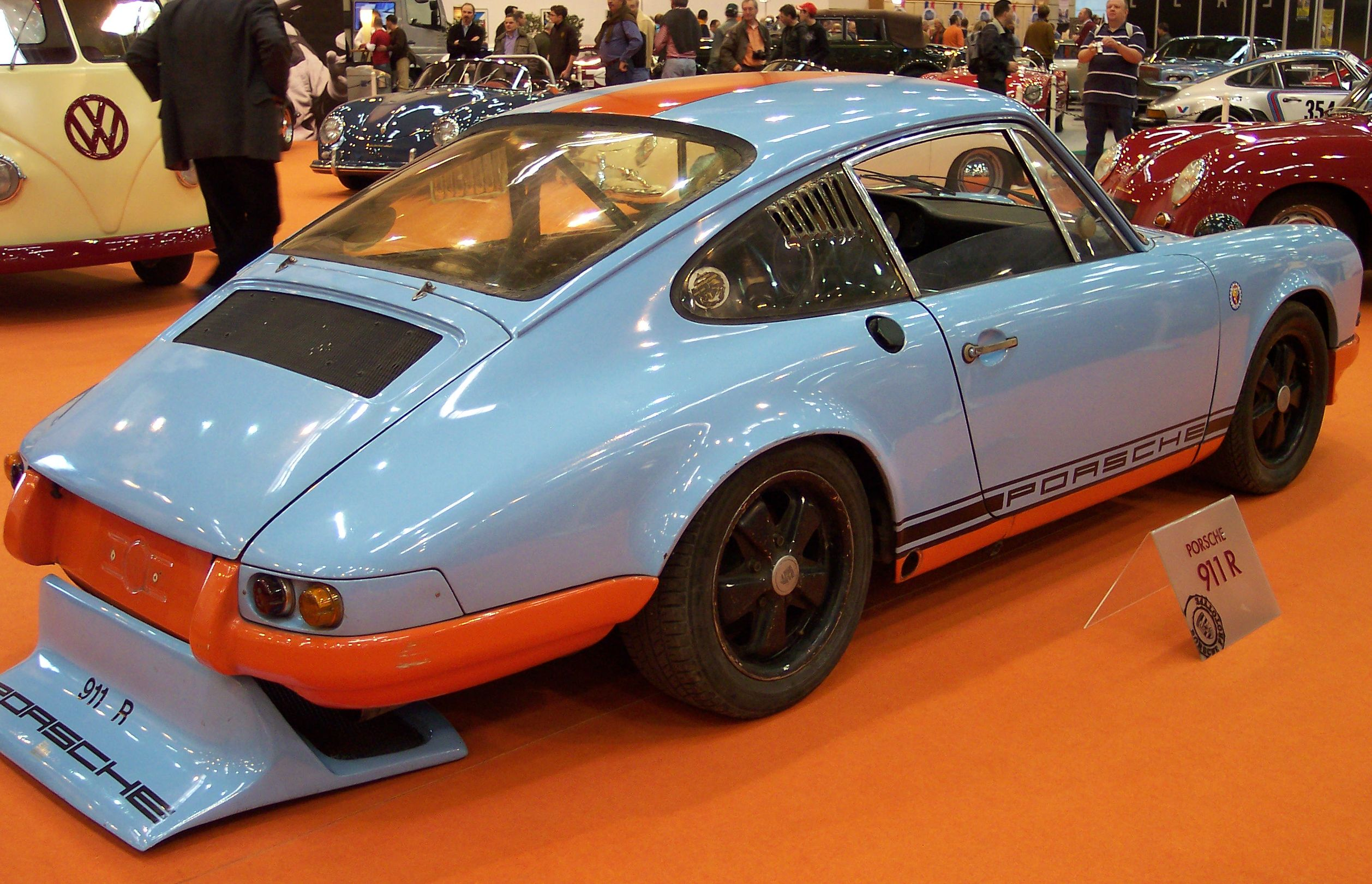
La 911 R du quintuple record du monde de vitesse, rachetée en 1970 par Siffert et repeinte aux couleurs du pétrolier Gulf pour les besoins du film Le Mans de Lee H. Katzin.

Au Circuito del Mugello, l'équipage Siffert/Herrmann est le seul des officiels Porsche à ne pas voir l'arrivée à cause d'ennuis d'injection. Lors des 6 heures de Brands Hatch, Ferrari, pour augmenter ses chances de remporter le championnat, engage Jackie Stewart, un temps convoité par Porsche. L'écurie allemande réplique en engageant Graham Hill pour épauler Jochen Rindt et Bruce McLaren aux côtés de Siffert. Siffert/McLaren sont en tête lorsqu'un arrêt au stand désastreux (un cric se brise sous la voiture) leur fait perdre deux tours ; ils terminent troisième, laissant la victoire à la Chaparral de Phil Hill/Mike Spence qui devance le duo Stewart/Amon : Porsche rate le titre mondial pour deux points, au profit de Ferrari,,.
En fin de saison, Jo Siffert et ses compatriotes Rico Steinemann, Charles Vögele et Dieter Spoerry se rendent sur l'anneau de vitesse de Monza pour battre plusieurs records du monde de vitesse en catégorie Grand Tourisme mais le moteur de la Porsche 906 initialement prévue casse au bout de 2 000 km. Les règles du record sont strictes : Porsche n'a que 48 heures pour réitérer sa tentative. Le département compétition envoie in-extremis, directement par la route, les deux premiers exemplaires de sa Porsche 911 R, en test dans la région de Stuttgart. En quatre jours, les quatre amis battent les records du monde des 10 000 miles, 15 000 km, 20 000 km, 72 heures et 96 heures,,,.

### 1968: succès dans toutes les disciplines

#### Pole position, victoire et meilleurs tours en course en Formule 1

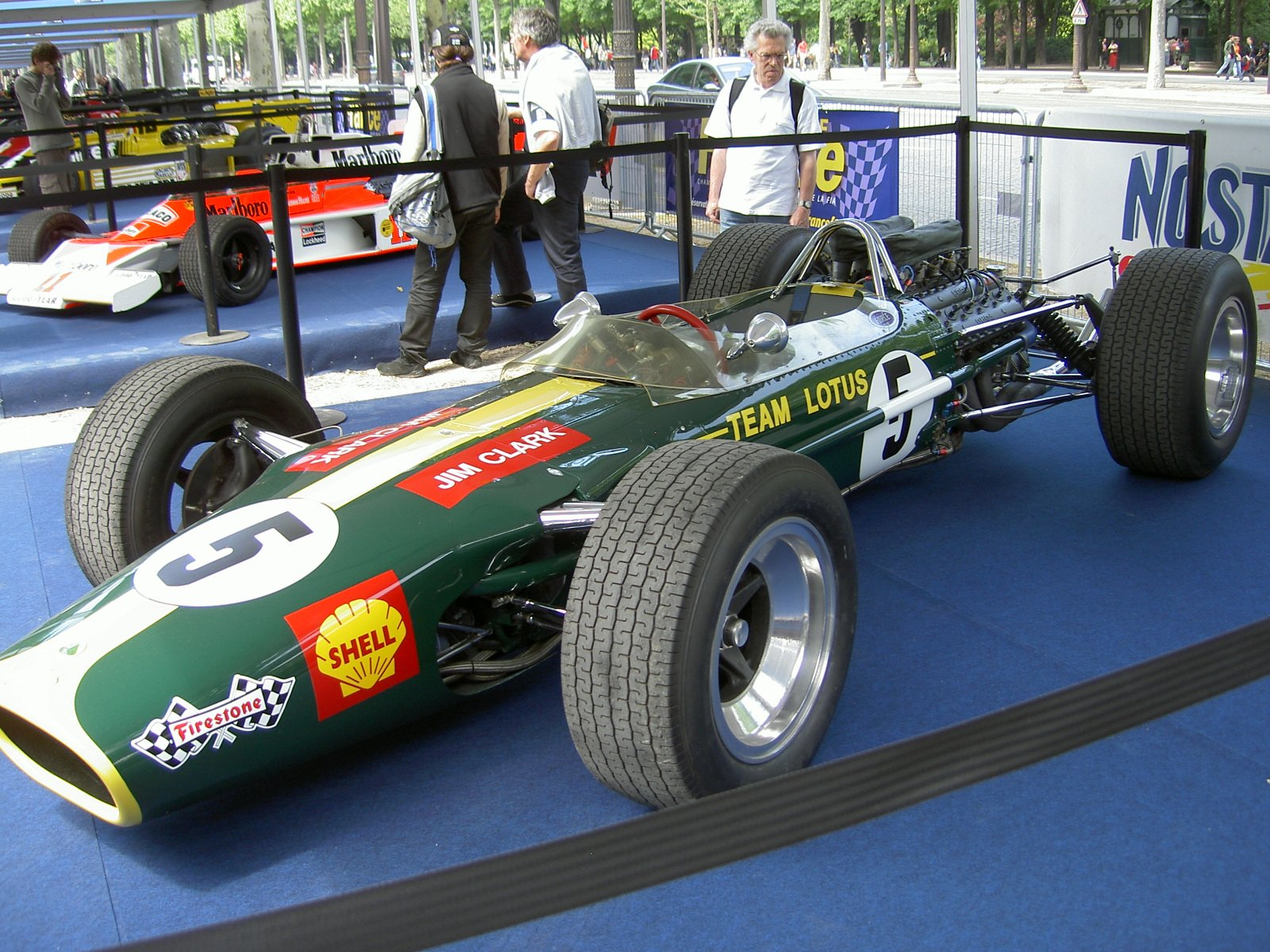
Jo Siffert ne peut profiter de sa « Lotus 49 ex-Jim Clark » qui brûle avant même qu'il n'ait disputé la moindre course avec elle.

Dans le courant de l'année 1967, Franco Lini, responsable de l'écurie Ferrari de Formule 1 depuis 1966, entre en contact avec Siffert pour discuter de l'éventualité de remplacer Lorenzo Bandini, mort des suites d'un accident au Grand Prix de Monaco et Mike Parkes gravement accidenté en Belgique. Si Enzo Ferrari décide finalement d'engager Jacky Ickx, les contacts sont maintenus et, en avril 1968, Siffert est invité à tester une monoplace de Formule 2 à Maranello,.
D'autre part, British Racing Motors est également intéressé par le pilote suisse. Fort de ces sollicitations, Siffert peut aisément renégocier son contrat avec Rob Walker : il poursuit avec lui à condition de bénéficier d'une monoplace plus performante que la Cooper T81. Siffert a tout à gagner à continuer au sein de l'écurie privée : unique pilote, il bénéficie de toute l'attention des mécaniciens et peut également continuer à courir d'une part avec BMW en Formule 2, d'autre part en endurance avec Porsche, sans conflit d'intérêts. Sur les conseils de Ken Tyrrell, Walker commande à Colin Chapman une Lotus 49-Ford-Cosworth. L'accord prévoit même que Walker deviendra concessionnaire Lotus pour le Somerset et qu'une nouvelle monoplace lui sera proposée dans le courant de la saison.
En 1968, bien que techniquement dépassée, la Cooper T81 permet à Siffert de se classer septième de la manche inaugurale du championnat en Afrique du Sud, à trois tours du vainqueur Jim Clark sur Lotus 49. Juste après la course, cette Lotus est livrée à Rob Walker qui la repeint aux couleurs de son écurie et l'engage à la Race of champions 1968 de Brands Hatch, hors-championnat. Lors des premiers essais, Siffert se rend compte qu'il n'a encore jamais piloté de monoplace aussi performante et égale le record du tour du circuit. Toutefois, lors des derniers essais libres, le Suisse perd le contrôle de la Lotus sur une piste sale et humide et ne peut participer à l'épreuve. La monoplace est envoyée à Dorking pour réparation tandis que Siffert rentre à Fribourg. Pendant le week-end, Walker apprend que son garage de Dorking vient de partir en fumée, ainsi que la nouvelle Lotus 49, deux nouveaux moteurs Ford-Cosworth et l'ancienne Cooper T81-Maserati,,,.
Pour le BRDC International Trophy 1968 de Silverstone, Siffert dispose enfin d'une Lotus 49 : Jack Durlacher, agent de change londonien et associé de Rob Walker, a racheté la monoplace utilisée la saison précédente par Clark en Formule Tasmane. La voiture débarque à Hambourg quelques jours avant la course et Siffert se qualifie en huitième position avant d'abandonner à mi-course sur problème d'embrayage. Les épreuves suivantes sont tout aussi décevantes faute de fiabilité : abandon au Grand Prix d'Espagne (transmission), à Monaco (différentiel), septième place en Belgique à trois tours du vainqueur à cause d'une perte de pression d'huile et nouvel abandon aux Pays-Bas sur casse de boîte de vitesses,,,,,,,.

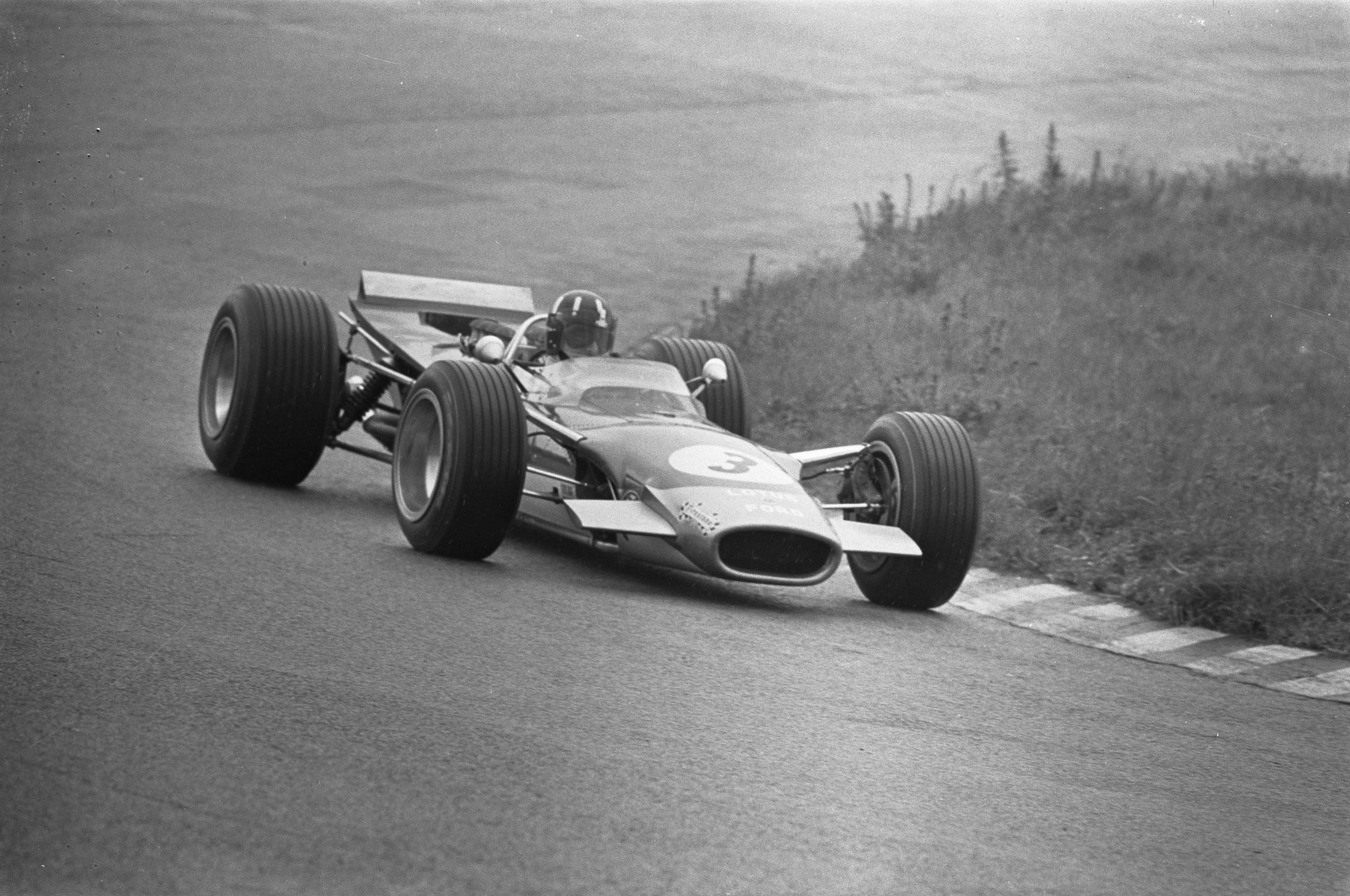
Jo Siffert obtient sa première victoire en championnat du monde avec une Lotus 49B (ici pilotée par Graham Hill à Zandvoort).

La voiture est fiabilisée pour le Grand Prix de France où Siffert se classe onzième, à six tours du vainqueur. Trois semaines avant le Grand Prix de Grande-Bretagne, Rob Walker prend livraison d'une nouvelle Lotus 49B et les mécaniciens, dont Jean-Pierre Oberson qui fait son retour auprès de son ami suisse, commencent son montage. La 49B a un empattement allongé qui la rend plus stable que sa devancière et reçoit une boîte de vitesses Hewland en lieu et place de la ZF Friedrichshafen qui causait des soucis (rupture d'embrayage, panne de transmission). La voiture n'étant pas prête, Siffert rate la première séance d'essais libres du Grand Prix de Grande-Bretagne. Lors de la seconde session, grâce à des pneus neufs et une boîte de vitesses parfaitement étagée, il se qualifie en quatrième position sur la grille de départ. La course est un « festival Lotus » : Jackie Oliver, deuxième sur la grille passe les premiers tours en tête puis cède le commandement à son coéquipier Graham Hill, parti de la pole position, qui mène jusqu'à son abandon. Oliver repasse en tête jusqu'à abandonner à la mi-course ; Siffert, qui n'a jamais pointé au-delà de la troisième place, conserve la tête jusqu'à l'arrivée et remporte sa première victoire en championnat du monde de Formule 1 en réalisant son premier meilleur tour en course, en dépit des attaques incessantes de Chris Amon. Il s'agit de la première victoire d'un Suisse en championnat du monde. Rob Walker n'avait pour sa part plus connu la victoire depuis 1961 avec Moss. Le Suisse fête son succès de manière assez spéciale puisque, sitôt la cérémonie du podium terminée, il file vers l'aéroport en combinaison de course prendre un avion en direction de l'Allemagne pour disputer la Internationales Solitude-Rennen auf dem Hockenheimring mais, n'ayant pas roulé lors des essais, il est interdit de départ,,,,,,.
Dans le brouillard et sous la pluie du Nürburgring où se dispute le Grand Prix d'Allemagne, Siffert abandonne au bout de six tours sur panne d'allumage. Il en est de même à Monza (casse de suspension alors qu'il était deuxième) puis au Canada où il abandonne sur fuite d'huile après avoir établi le meilleur tour en course,,,,,.
Siffert retrouve son circuit fétiche de Watkins Glen et s'y met à nouveau en valeur en se classant cinquième. Il fait encore mieux lors de la seconde épreuve de la tournée américaine, au Mexique, en obtenant sa première pole position. Il n'en profite pas puisqu'il est huitième à la fin du premier tour. Ne se résignant pas, il reprend la tête au vingt-deuxième tour avant de dégringoler en douzième et dernière position. Son opiniâtreté est telle qu'il remonte petit à petit ses adversaires pour accrocher le point de la sixième place finale après avoir à nouveau établi le meilleur tour en course. Avec 12 points, sa septième place au championnat et ses premiers meilleurs tours, pole position et victoire, le Suisse réalise sa meilleure saison depuis ses débuts,,,,.

#### Succès en voitures de sport

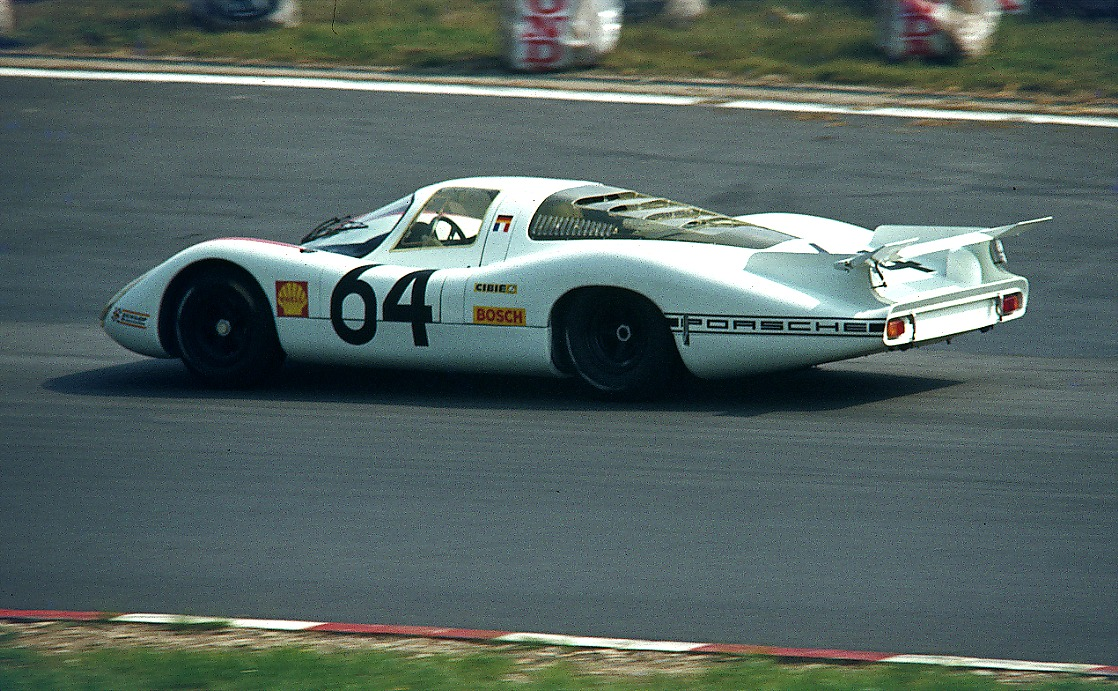
Jo Siffert fait débuter la 908 Langheck aux 1000 kilomètres de Monza.

En Championnat du monde des voitures de sport, Porsche est désormais engagé en catégorie « P3.0 » et peut lutter pour la victoire au classement général et non plus seulement se contenter de victoires de catégorie. Pour les 24 Heures de Daytona, Porsche Works Team engage cinq 907 langheck. En dépit de la pole position de Jacky Ickx sur une Ford GT40 de l'écurie de John Wyer, l'équipage Siffert/Herrmann prend rapidement la tête pour ne plus la quitter jusqu'à deux heures du but où le câble d'accélérateur casse. La réparation effectuée, le duo se retrouve second, derrière l'autre Porsche officielle de Vic Elford/Jochen Neerpasch/Rolf Stommelen. Les dirigeants de l'équipe, estimant que Siffert et Herrmann méritent la victoire, leur octroient alors la voiture de tête : le nouvel équipage Siffert/Herrmann/Elford/Neerpasch/Stommelen remporte ainsi la course devant l'équipage Siffert/Herrmann. Pour la première course de la saison, le Suisse termine donc premier et deuxième. Les 12 Heures de Sebring 1968 sont tout aussi satisfaisantes puisque Siffert réalise la pole position et que le duo Siffert/Herrmann remporte l'épreuve devant la Porsche officielle de Elford/Neerpasch,,,,.
Lors des 6 Heures de Brands Hatch, Siffert réalise à nouveau la pole position mais, après avoir tenu la tête pendant l'essentiel de la course, le duo abandonne sur problème de freins. Le Suisse est toutefois profondément choqué par la mort de Jim Clark le même jour à Hockenheim, lors d'une course de Formule 2. Le journaliste Jacques Deschenaux, son ami et collaborateur, déclare d'ailleurs : « C'est la seule fois que je l'ai vu pleurer,. »
Quinze jours plus tard, aux 1 000 kilomètres de Monza, il dispose d'une nouvelle Porsche 908 langheck qui manque toutefois de mise au point : les coéquipiers terminent dix-neuvièmes, à vingt-sept tours de la GT40 victorieuse,,.
Désireux de réitérer sa victoire de l'année précédente, Porsche engage à la Targa Florio une solide équipe où, pour la première fois, Siffert n'est pas associé à Herrmann mais à Stommelen, le tenant du titre. Dès le premier tour, un roulement de roue brisé leur fait perdre plus d'une heure. L'équipage ne couvre finalement que neuf tours et se classe dix-huitième, la victoire revenant à la Porsche officielle de Elford/Maglioli. Porsche tient à tout prix à remporter sa « course nationale », les 1 000 km du Nürburgring et pour ce, alloue à Siffert une Porsche 908 neuve, qu'il partage avec Vic Elford, récent vainqueur de la Targa. Les essais se passent très mal en raison de problèmes de moteur et l'équipage se qualifie à la vingt-septième place. Le départ « type Le Mans » où les pilotes traversent la piste en courant pour sauter dans la voiture et démarrer, permet au Suisse de s'élancer en troisième position et de mener dès la fin du premier tour : l'équipage remporte l'épreuve sans avoir quitté la tête tout au long des quarante-quatre tours. Vic Elford déclare simplement : « J'ai été associé à Jo car Von Hanstein considérait que nous formerions le duo le plus fort et nous avons facilement gagné. »,,,,,
Si les 6 Heures de Watkins Glen se soldent par un abandon à cause d'un nouveau bris de roulement de roue, les 500 kilomètres de Zelweg se déroulent pour le mieux. En raison de la faible distance de l'épreuve, Siffert, seul au volant de la 908, réalise la pole position, le meilleur tour en course et s'adjuge une nouvelle victoire après avoir relégué tous ses adversaires, sauf Hermann, à un tour. Juste après le tour d'honneur, Siffert doit ranger sa voiture, en panne de transmission, sur le bord de la piste : le Suisse a exploité son matériel à la limite de ses possibilités. La dernière manche du championnat est la plus prestigieuse et Porsche souhaite y briller. Les 24 Heures du Mans 1968 se déroulent exceptionnellement en septembre à cause des événements de Mai 68. Au volant d'une 908 langheck, partagée avec Hans Herrmann, Jo se qualifie en pole position et occupe la tête de la course pendant les trois premières heures. Après une lutte contre Elford, il abandonne sur casse de transmission (Elford étant victime du même mal un peu plus tard). Si Pedro Rodríguez et Lucien Bianchi offrent la victoire à Ford, Porsche ne peut que se féliciter de voir les amis suisses de Siffert, Rico Steinemann/Dieter Spoerry, se classer deuxièmes au général et vainqueurs de leur catégorie sur une 907 LH semi-officielle. Si, une nouvelle fois, Porsche se classe deuxième du championnat du monde, cette fois à trois points de Ford, de grands espoirs pointent pour la saison suivante,,,,,,,.
Conscient de la valeur de leur pilote, les dirigeants de Porsche accèdent à sa requête de financer une écurie semi-officielle pour participer aux courses hors-championnat ou épauler l'équipe officielle en championnat. L'écurie Hart ski Racing Team, composée de Siffert, Steinemann et Spoerry participe ainsi aux 200 miles du Norisring où Siffert se classe troisième devant Steinemann sur 911 R. Siffert prend ensuite le départ du Grand Prix du Mugello au volant d'une 910 partagée avec Steinemann. Après avoir battu le record du tour et après quatre boucles de soixante-six kilomètres en tête, il laisse le volant à son compatriote qui effectue trois tête-à-queue et rentre de façon impromptue au stand, désabusé après son premier tour ; Siffert étant déchaussé et déshabillé, Steinemann repart pour une seconde boucle et crève en coupant un virage. Siffert reprend alors le volant et, grâce à deux tours à fond, termine en seconde position, non sans enrager en déclarant : « Nous aurions pu gagner… » Il ne montre toutefois pas sa déception à son compatriote qui vient d'apprendre qu'il est promu directeur sportif de l'équipe Porsche en remplacement de von Hanstein qui se consacrera aux relations publiques de la firme. Siffert prend le départ de trois autres courses au sein du Hart ski Racing Team, remportant la course d'Enna, se classant premier de la Swiss Hockenheim (où seulement cinq voitures sont engagées) et cinquième du Prix des nations d'Hockenheim,,,,,,.

#### Premier podium en Formule 2

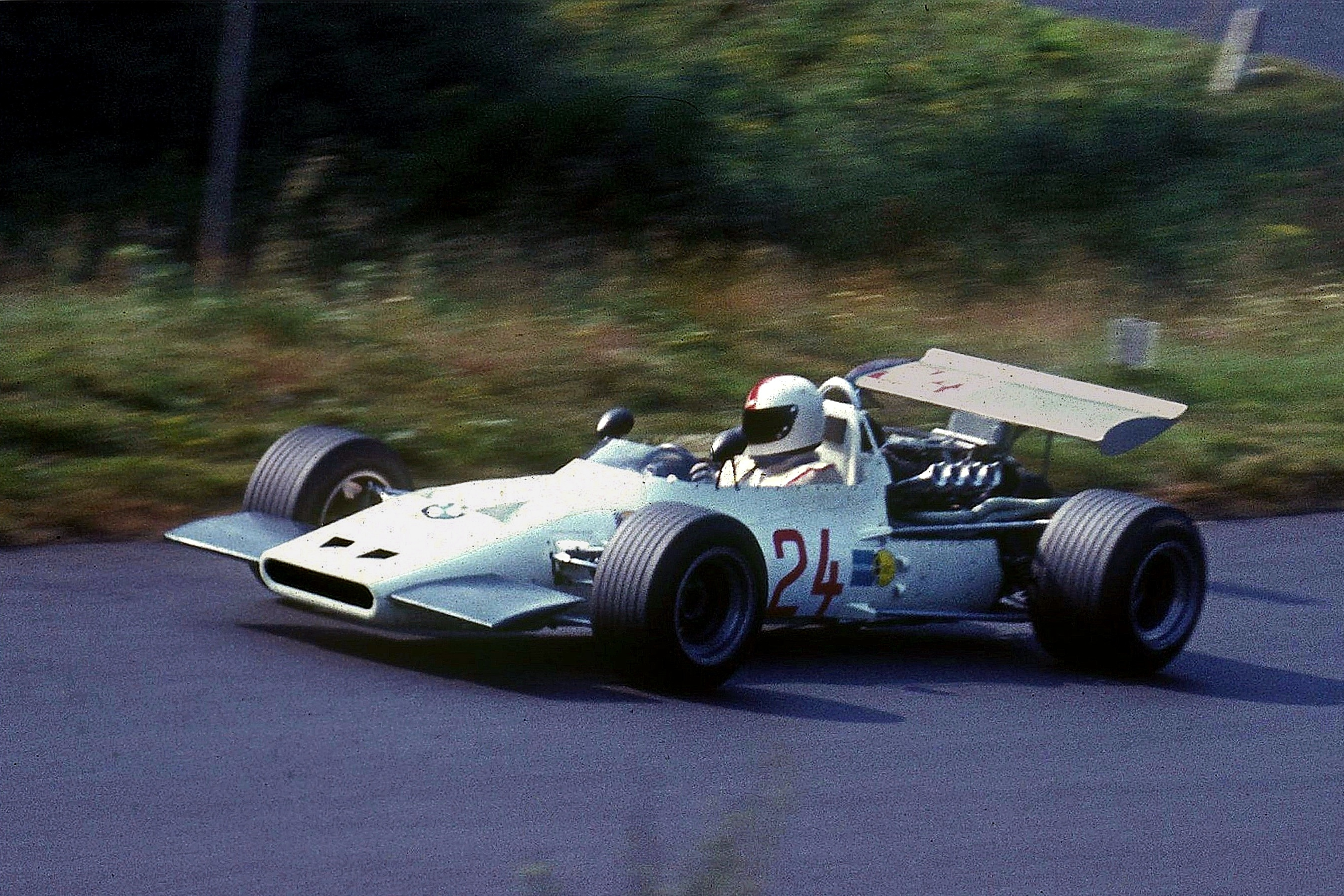
En 1968, Jo Siffert dispute trois courses de Formule 2 sur une Lola T102-BMW (pilotée ici par Gerhard Mitter au Nürburgring).

Faute de disponibilités, le Suisse ne peut disputer que les trois dernières courses de la saison de Formule 2 pour BMW qui engage désormais une Lola T102 pour remplacer la T100. Au ADAC Preis von Baden-Württemberg, il abandonne sur accident ; à Albi, il se classe quatrième derrière Henri Pescarolo, Peter Gethin et Piers Courage tandis qu'à Vallelunga, il termine à une lointaine dix-septième place,,,,.
Il est alors invité à la Temporada Argentina, une série de quatre courses sur diverses pistes argentines avec son compatriote Clay Regazzoni au sein de l'écurie Tecno des frères Luciano et Gianfranco Pederzani. Au volant d'une Tecno 68, il abandonne lors de la première manche à Buenos Aires à cause d'une casse de fusée d'essieu, se classe septième sur le circuit Oscar Cabalen de Córdoba puis quatrième à San Juan avant d'obtenir son premier podium dans la discipline, lors de l'ultime manche, à Buenos Aires, derrière Courage et Jochen Rindt,,,,,.
Au cours de l'automne 1968, Joseph commence à voir Simone Guhl, une secrétaire fribourgeoise travaillant à Genève, fille du propriétaire de la brasserie Beauregard (qui fusionne avec la Brasserie du Cardinal de la famille Blancpain en 1970). Peu après, Joseph et Sabine se séparent et Seppi se met en ménage avec Simone.

### 1969: Formule 1, Formule 2, Sport et CanAm

#### Dernière saison en Formule 1 avec Rob Walker

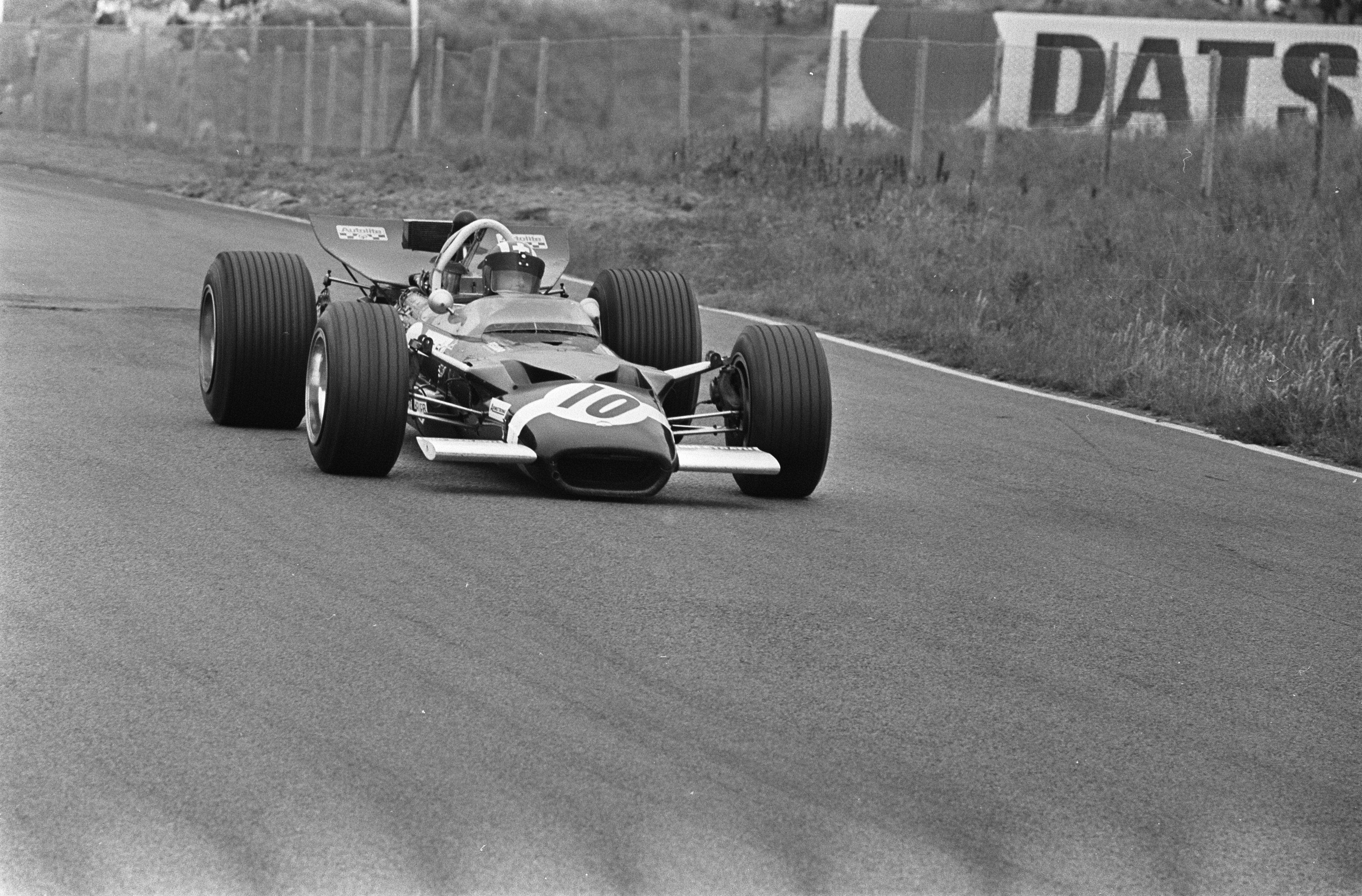
Joseph Siffert sur Lotus 49B en 1969 à Zandvoort.

La saison suivante, Siffert poursuit en Formule 1 au sein du Rob Walker Racing dans un contexte économique difficile. Pour lutter contre les grosses écuries d'usine, l'équipe écossaise doit faire appel à de nombreux sponsors et la livrée de la Lotus 49B s'orne d'autocollants de partenaires techniques comme Firestone, Ferodo ou Ford mais aussi de partenaires apportés par Siffert comme Hart Ski ou Heuer. L'horloger suisse Jack Heuer a pris la décision de parrainer son compatriote après une partie de golf avec Paul Blancpain, l'administrateur du pilote. Dès lors, Siffert devient l'ambassadeur de la marque : en échange de 25 000 francs suisses, il arbore un macaron sur sa combinaison, porte une montre Heuer Autavia au poignet et sa monoplace reçoit un autocollant sur sa carrosserie,,,,.
Le début de saison est riche de promesses avec une quatrième place lors du Grand Prix inaugural en Afrique du Sud puis deux nouveaux podiums : Siffert se classe troisième du Grand Prix de Monaco, derrière Graham Hill et Piers Courage puis grimpe d'une marche lors du Grand Prix des Pays-Bas à Zandvoort où il est le dauphin de Jackie Stewart. Hors-championnat, il se classe quatrième de la Race of champions 1969 de Brands Hatch lors de laquelle Ron Tauranac lui propose de piloter une BT25-Repco pour les 500 miles d'Indianapolis 1969. Siffert, intéressé mais trop gourmand sur le plan financier est finalement écarté au profit de Peter Revson,,,,,.
À ce moment de la saison, il pointe au deuxième rang du classement du championnat derrière Jackie Stewart. Le reste de l'année est beaucoup plus maigre en résultats, tant en championnat du monde qu'hors-championnat : onzième du  BRDC International Trophy 1969, abandon au Grand Prix d'Espagne à cause d'une fuite d'huile et neuvième en France,,,,,.
Quatrième des qualifications du Grand Prix d'Allemagne, il est deuxième dès le premier tour mais renonce, sur problème de suspension, alors qu'il est troisième à deux tours du but. Quatre pilotes seulement franchissant la ligne d'arrivée, il récolte les points de la cinquième place. La fin de la saison ne lui permet plus d'inscrire de point puisqu'il est huitième en Italie et abandonne au Canada (transmission cassée), sur le Glen (panne d'alimentation) et au Mexique (sortie de piste après une poussette de Piers Courage),,,,,,.
Il se classe finalement neuvième du classement du championnat du monde des pilotes avec quinze points, soit trois de plus que l'année précédente. Rob Walker cherche à prolonger son contrat pour 1970 mais les problèmes financiers de l'équipe ne lui permettent pas de faire face aux sollicitations de Ferrari, BRM ou March,.

#### Un podium en Formule 2 avec BMW

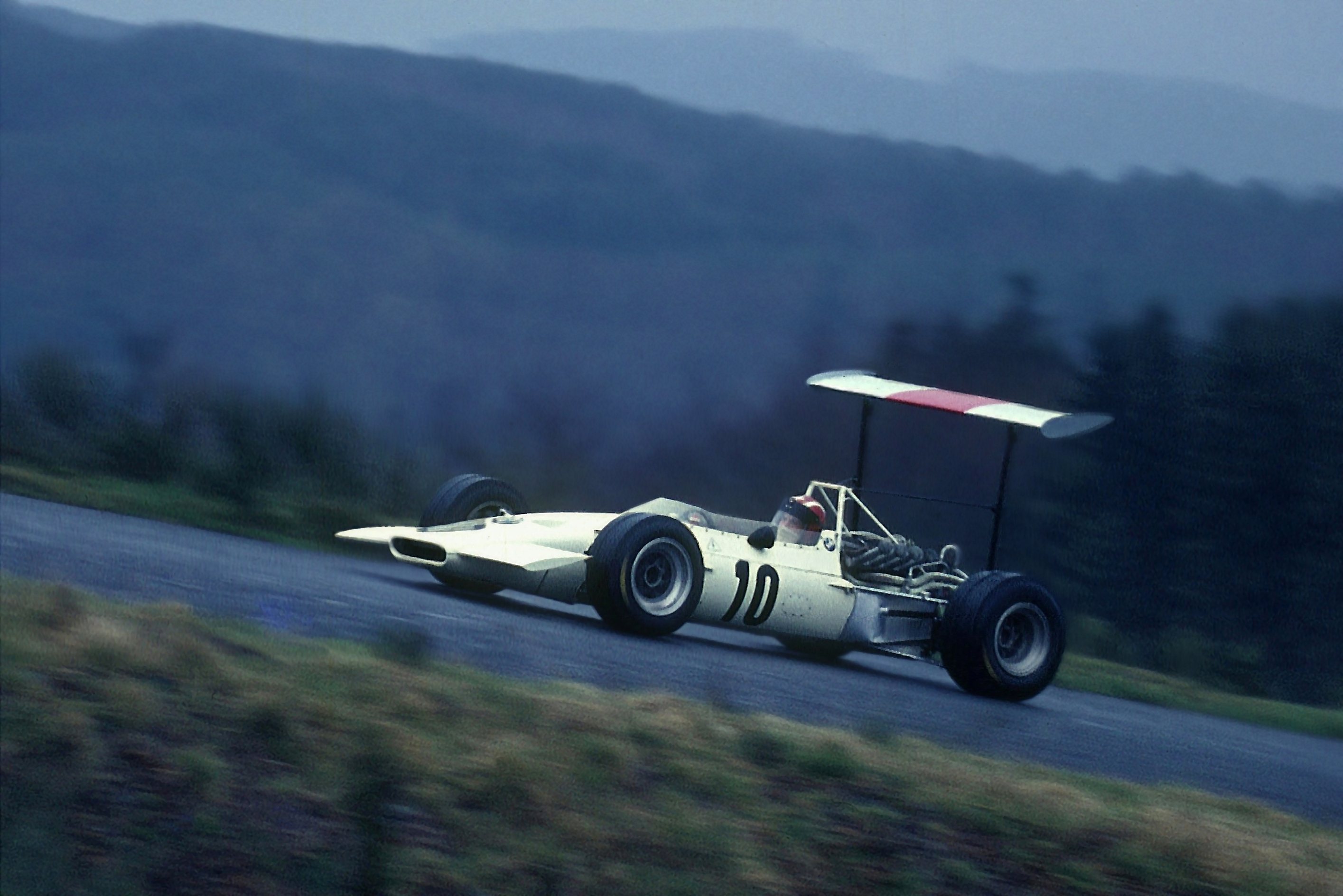
Joseph Siffert sur Lola T102-BMW au Nürburgring en 1969.

En raison d'un calendrier très chargé, Siffert ne prend part qu'à cinq épreuves du championnat d'Europe de Formule 2. L'équipe BMW entame la saison avec une version revue du châssis Lola T102. S'il abandonne lors du B.A.R.C. "200" Wills Trophy de Thruxton à cause d'un problème de réservoir d'huile, il monte sur le podium de la deuxième épreuve de la saison en terminant second de l'Eifelrennen derrière Stewart sur Matra, non sans avoir conquis la pole position. Il abandonne à nouveau au Grand Prix du Limbourg à Zolder à la suite d'un accident,,,,.
Pour le Grand Prix de Reims, il dispose d'une nouvelle monoplace, le premier châssis BMW. Toutefois la BMW 269 n'est pas encore fiabilisée et cette première sortie se solde par un abandon sur casse moteur. La seconde n'est pas plus glorieuse avec un nouvel abandon à cause d'un radiateur endommagé lors du Grand Prix de la Méditerranée à Enna. À l'issue de la saison, il apparaît que l'équipe BMW n'est pas encore de taille à rivaliser avec Brabham, Tecno Matra ou Lotus. Les dirigeants allemands demandent donc à Siffert de les aider à poursuivre le développement de leur monoplace en 1970 dans la mesure de ses disponibilités,,.

#### Paternité
En 1969, Simone Guhl est enceinte, ce que Siffert, soucieux des strictes lois helvètes en la matière, ne veut pas rendre public. Il demande à Rob Walker de l'héberger en Angleterre mais se voit opposer un refus. Guy Ligier accepte d'accueillir la future mère à son domicile de Vichy pour qu'elle poursuive sa grossesse hors de Suisse ; le 3 juillet, quelques jours après le Grand Prix automobile des Pays-Bas 1969 où Siffert termine deuxième, Simone accouche de Véronique. Siffert divorce de Sabine courant 1969,.

#### Porsche champion du monde en Sport

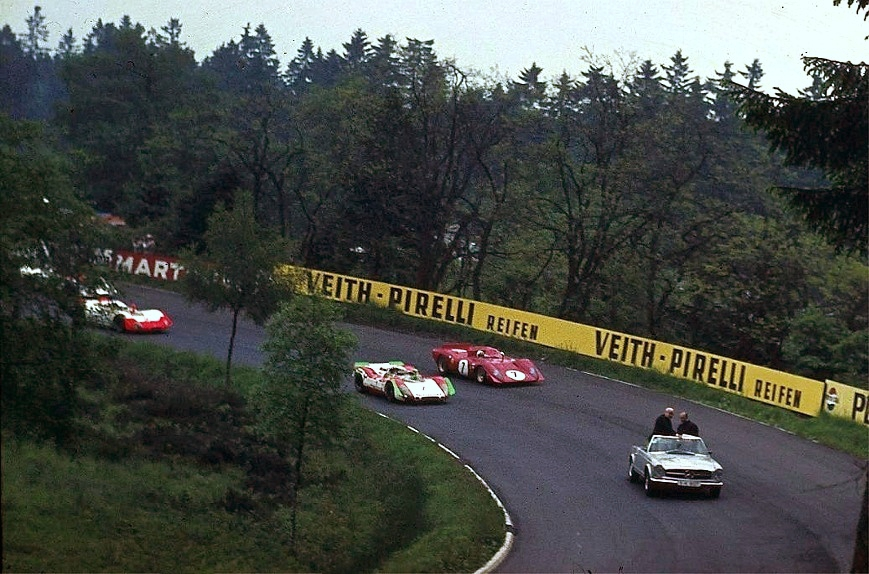
Joseph Siffert, sur Porsche 908/2, au départ des 1000 kilomètres du Nürburgring.

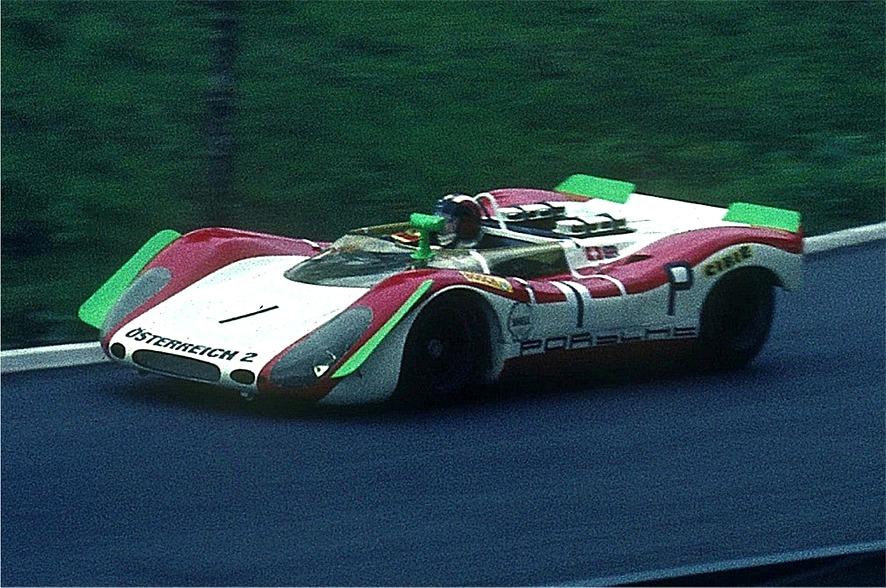
Joseph Siffert, sur Porsche 908/2, remporte les 1000 kilomètres du Nürburgring.

Malgré quatre victoires en neuf courses avec l'équipe officielle Porsche, Jo n'était pas pleinement satisfait de sa saison 1968 et évoque, avec le nouveau directeur sportif Rico Steinemann, un changement de partenaire : si Hans Herrmann s'est toujours avéré loyal et expérimenté, Siffert estime que le retour de Ferrari en championnat implique d'engager un pilote encore plus performant. Les 24 Heures de Daytona, épreuve inaugurale, est la dernière course disputée par le duo Siffert/Herrmann. Porsche y engage cinq Porsche 908 langheck et fait appel à deux nouveaux pilotes, Richard Attwood et Brian Redman. Les voitures allemandes tiennent longtemps les avant-postes, Siffert réalisant même le meilleur tour en course mais les pilotes se plaignent d'envahissantes fumées d'échappement dans l'habitacle avant que leurs arbres à cames ne cassent les uns après les autres,,,.
Pour les 12 Heures de Sebring, Siffert est associé à Redman au volant d'un nouveau spider Porsche 908/2 de trois litres mais des ennuis de châssis les forcent à abandonner, comme pour l'équipage Herrmann/Ahrens/Stommelen. De retour en Europe, le tandem Siffert/Redman fait meilleure figure en enchaînant les succès. Aux 6 Heures de Brands Hatch, après une séance d'essai très médiocre, Siffert décide de faire monter des pneus Firestone de Formule 1 sur sa 908/2 et obtient la pole position en améliorant sa performance d'une seconde au tour tandis qu'en course, Redman se révèle aussi véloce que son coéquipier. Aux 1 000 kilomètres de Monza, seul l'équipage Siffert/Redman sur 908 LH est capable de tenir le rythme des Ferrari, qui abandonnent sur casse moteur pour Mario Andretti et éclatement de pneu pour Pedro Rodríguez, laissant Siffert récupérer la victoire,,,,,.
Ces deux victoires laissent croire à une nette domination des Porsche alors que les pilotes Ferrari, notamment Andretti, Rodríguez et Chris Amon donnent beaucoup de fil à retordre aux Porschistes, qui bénéficient toutefois de montures plus fiables.
Porsche, pour contrer ses rivaux, dévoile sa nouvelle Porsche 917 K (pour kurz queue courte) 4, 5 litres lors du Salon automobile de Genève et la teste sur le circuit du Mans avant de l'engager à Spa où Siffert et Redman, en dépit de bons temps aux essais, choisissent de ne pas l'utiliser en course, « ne la sentant pas. »
À Spa, Redman s'octroie la pole position au volant de la 908 LH et réalise le meilleur tour en course. Alors que Siffert précédait, à 230 km/h de moyenne, Rodríguez tapi dans son aspiration, il double par l'intérieur la 907 plus lente de Von Wendt en haut du raidillon de l'Eau-Rouge ; Rodríguez tente alors de forcer le passage et touche la voiture de l'Allemand qui sort de la piste, passe à travers un panneau publicitaire et finit sa course dans un buisson de noisetiers. Indemne, Von Wendt vient se plaindre auprès de Joseph, vainqueur de l'épreuve alors que Mitter, sur la 917, abandonne sur casse moteur au bout d'un tour de l'attitude de Rodríguez ; le Suisse lui répond alors vertement : « C'est bien fait pour toi, tu n'as qu'à regarder un peu plus souvent dans tes rétroviseurs. »,,,,.

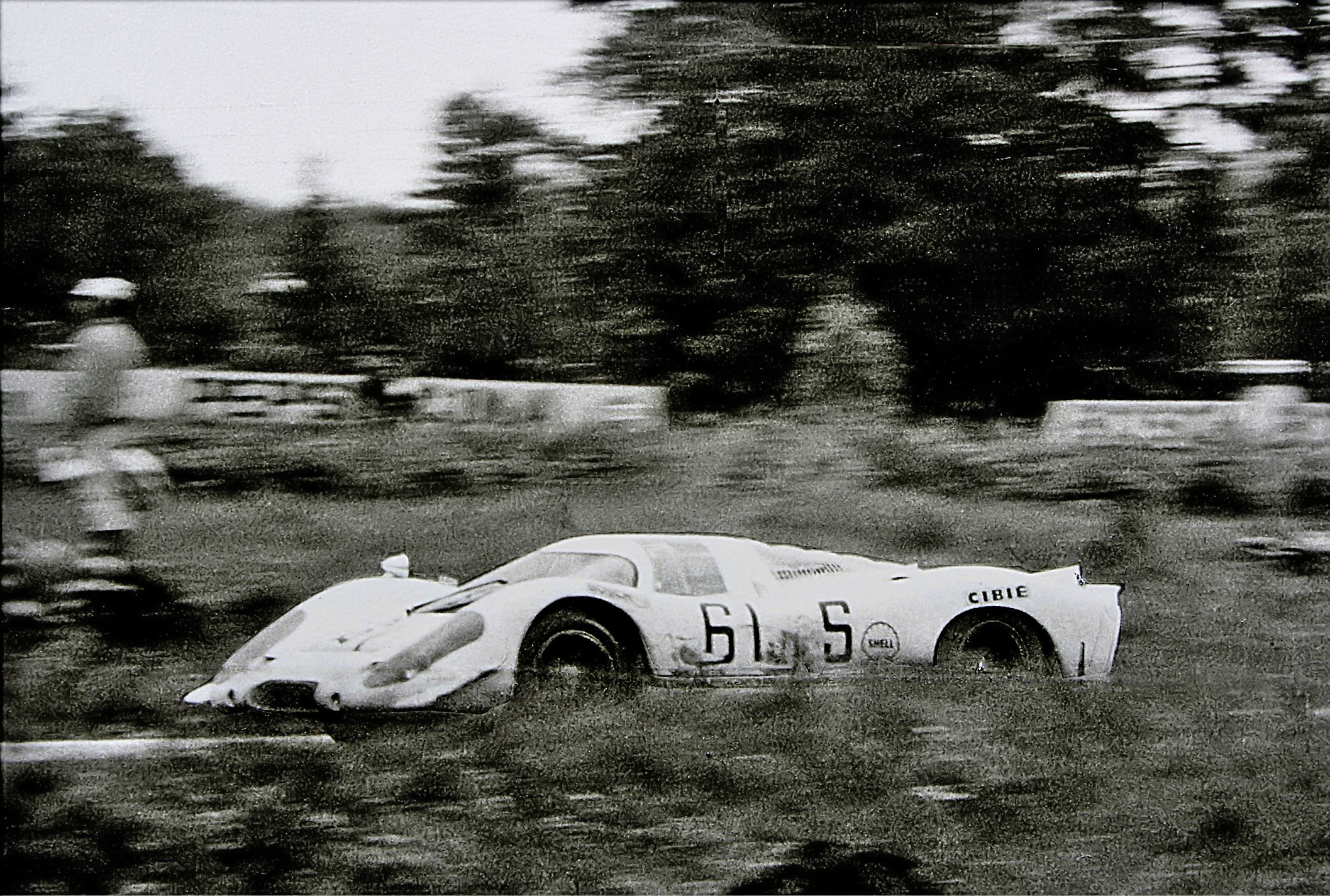
Frank Gardner, au volant de la voiture la plus dangereuse qu'il eût jamais conduite lors de la première course de la 917, au Nürburgring.

Lors des 1 000 kilomètres du Nürburgring, Siffert accidente son spider 908/2 au cours des essais : la voiture s'envole hors de la piste et bascule, piégeant le Suisse dans le cockpit. Il avoue alors avoir eu peur de mourir piégé dans un brasier. Au volant d'une 908/2 de réserve, il obtient la pole position puis la victoire. Rico Steinemann engage la 917 K aux mains de David Piper et Frank Gardner mais la course se déroule très mal : après un tour d'essai, Piper s'extrait de la voiture terrifié par son comportement, tandis que Gardner déclare qu'il s'agit de la voiture la plus dangereuse qu'il eût jamais conduite,.
Pour les 24 Heures du Mans 1969, Porsche engage quatre 917, dont une spécialement mise au point par Redman et Siffert. Pourtant, le Suisse préfère courir au volant d'un spider 908/2 muni de deux dérives verticales, pour lui assurer une meilleure tenue de route dans la ligne droite des Hunaudières. Si, sur la 917, Stommelen réalise la pole position, Siffert obtient la troisième position sur la grille. Après deux heures de course, le Suisse passe en tête avant d'abandonner après soixante tours sur casse de boîte de vitesses. Pour les 6 Heures de Watkins Glen, Siffert et Redman disposent toujours du spider 908/2, aux couleurs de Porsche of Austria. Siffert réalise la pole position et le tandem obtient une nouvelle victoire au classement général. La dernière épreuve de la saison se déroule à Zeltweg où Siffert est pour la première fois associé à Kurt Ahrens sur une 917 aux couleurs de l'équipe semi-officielle Karl Freiherr von Wendt. Après six mois de développement la 917 est enfin prête, aux yeux du Suisse, à s'aligner en championnat : s'il n'obtient ni la pole position, ni le meilleur tour en course, il remporte la course. Porsche remporte le championnat du monde avec 45 points, vingt de plus que Ford, Siffert ayant remporté six courses, cinq sur 908 et une sur 917,,,,,.

#### Podium en CanAm

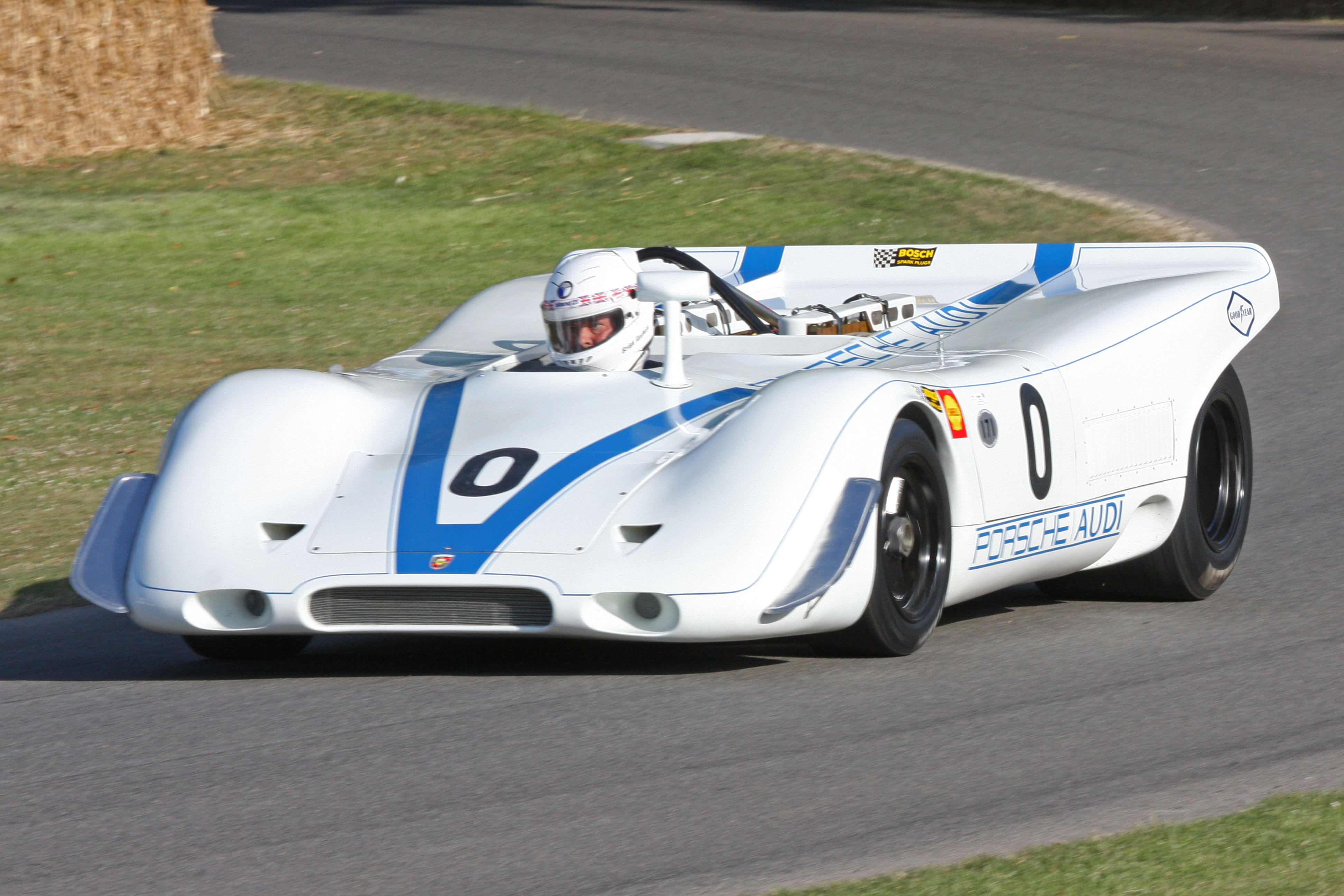
Le spider Porsche 917 PA, utilisé par Siffert en CanAm en 1969, en exhibition en 2009.

Le lendemain des 6 Heures de Watkins Glen, se déroule la Can-Am Watkins Glen, une épreuve du championnat CanAm coorganisé par l'Association canadienne de rallye et le Sports Car Club of America. Se tenant exclusivement en Amérique du Nord, cette compétition oppose des voitures de sport à carrosserie ouverte, sans limitation de puissance. Plusieurs concurrents des 6 Heures, plus attirés par les primes de départ que par la possibilité de briller face à des voitures autochtones de sept litres et plus de 600 chevaux, décident d'y participer. Au volant de la 908/2, Siffert s'y classe sixième et premier pilote européen,.

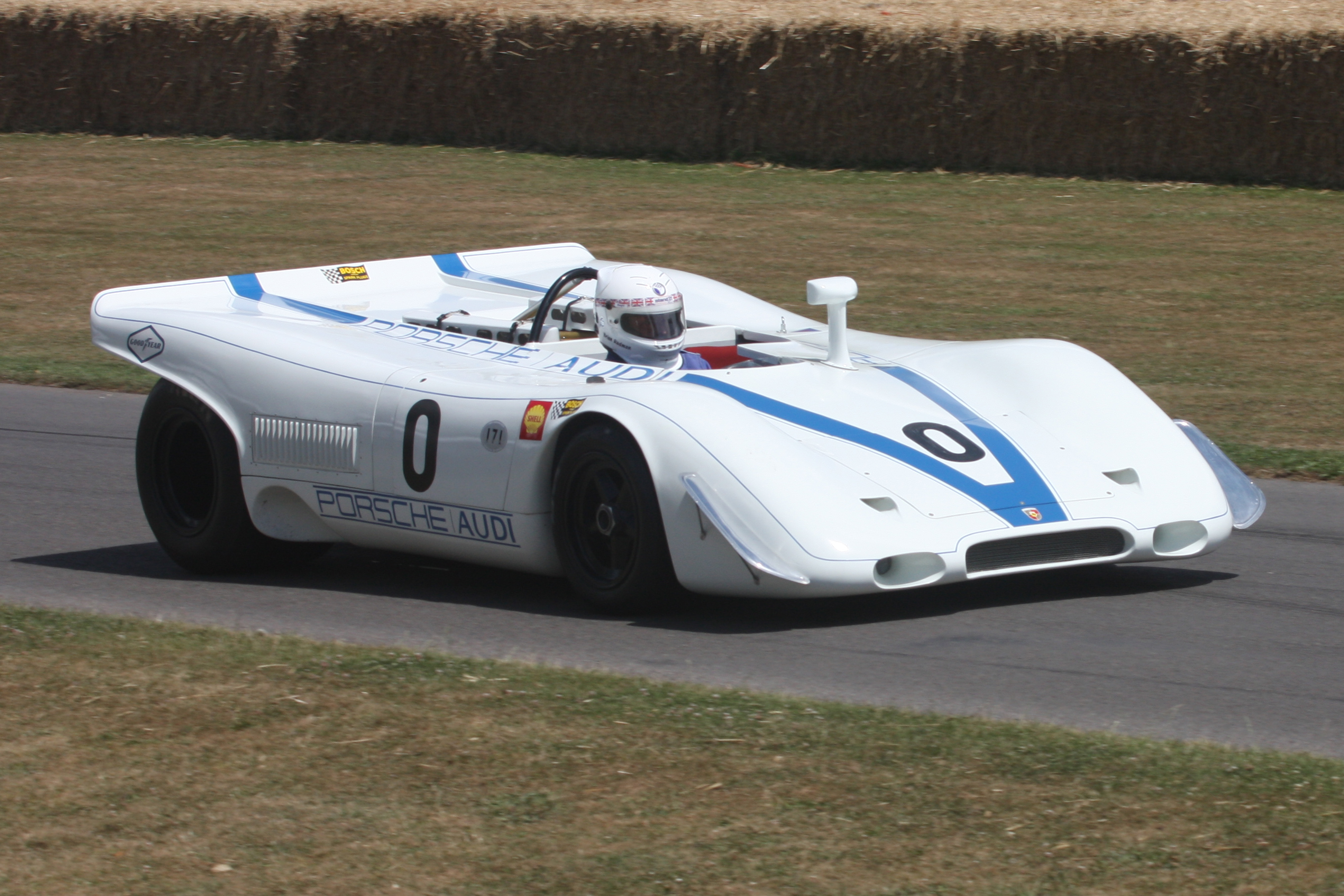
Siffert se classe quatrième de la CanAm 1969 sur ce spider Porsche 917 PA.

Pour Porsche, il s'agit surtout d'un test majeur car Richie Ginther, ancien pilote désormais directeur de Porsche California, souhaite engager un spider 917 dans cette série. À la suite de cette première expérience satisfaisante sur 908/2, Porsche mandate Siffert pour participer à plusieurs épreuves CanAm pour « déverminer » le spider 917. Lors de la course de Mid Ohio, la 917 PA (pour Porsche-Audi) de Siffert se classe quatrième ; s'il casse son moteur à Elkhart Lake après un surrégime dû à un levier de vitesses défaillant, il monte sur le podium dès son quatrième départ, en finissant troisième à Bridgehampton puis est quatrième dans le Michigan. Il dispute ensuite le Grand Prix du Japon, à Fuji, une épreuve ouverte à toutes les catégories où sont présentes de nombreuses voitures japonaises aux spécifications CanAm. Il pilote une Porsche 917 semi-privée de David Piper (le contrat précise que Porsche assure l'entretien, la révision et les services du Suisse pour tout engagement hors-championnat). Faute de pneumatiques adaptés à une piste rendue très abrasive à cause des dépôts de poussière volcanique du Mont Fuji, Siffert ne se qualifie qu'en septième position. En course, il se hisse rapidement en tête mais termine finalement sixième après de nombreux changements de pneumatiques. Sitôt l'épreuve terminée, il prend l'avion pour disputer la prochaine manche CanAm à Laguna Seca où il termine cinquième après avoir perdu son aileron avant quand Dan Gurney le coince contre une barrière de sécurité. Il est quatrième au Texas après un abandon à Riverside sur fuite d'huile. Siffert termine le championnat à la quatrième place et empoche une prime de résultat assez importante. Malgré cette première expérience assez prometteuse, les dirigeants de Porsche ne souhaitent pas s'engager en CanAm en 1970, conscients qu'ils ne pourront jamais se battre pour la victoire face aux McLaren et Lola beaucoup plus puissantes,,,,,,,,,,,.

#### Tractations de fin de saison
Siffert est désormais considéré comme un pilote de référence dans la plupart des disciplines. Il est recontacté par Franco Lini qui a réussi à convaincre Enzo Ferrari de lui proposer un programme en Formule 1 ou en Voitures de Sport, voire un double contrat. Porsche, uniquement engagé en Endurance, ne se résout pas à l'idée de voir le Suisse courir pour eux en Endurance et pour leur principal concurrent sur le marché de la voiture particulière en Formule 1. BRM se montre également intéressé par le recrutement de Siffert en Formule 1. Rico Steinemann et Ferdinand Piëch proposent alors à Siffert une rallonge financière à condition qu'il dispute sa saison de Formule 1 chez March Engineering, écurie qui débute dans la discipline. Le Suisse accepte l'offre et devient donc le coéquipier de Chris Amon au sein de l'écurie de Max Mosley. Il poursuit donc l'aventure en Endurance avec Porsche et la Formule 2 avec BMW,,.
Le 5 décembre, Porsche présente sa nouvelle équipe pour 1970 après une démonstration de leurs 908 et 917 K pilotées par Siffert et Pedro Rodríguez. Le Mexicain est lui aussi au centre du marché des transferts d'intersaison : il quitte Ferrari en Formule 1 pour rejoindre BRM afin de pouvoir piloter pour Porsche en Endurance. Porsche annonce également que John Wyer, qui engageait auparavant des Ford puis des Mirage de sa propre fabrication, devient le partenaire de la firme grâce au soutien du pétrolier Gulf Oil

### 1970: pilote d'usine dans toutes les disciplines

#### Saison catastrophique en Formule 1

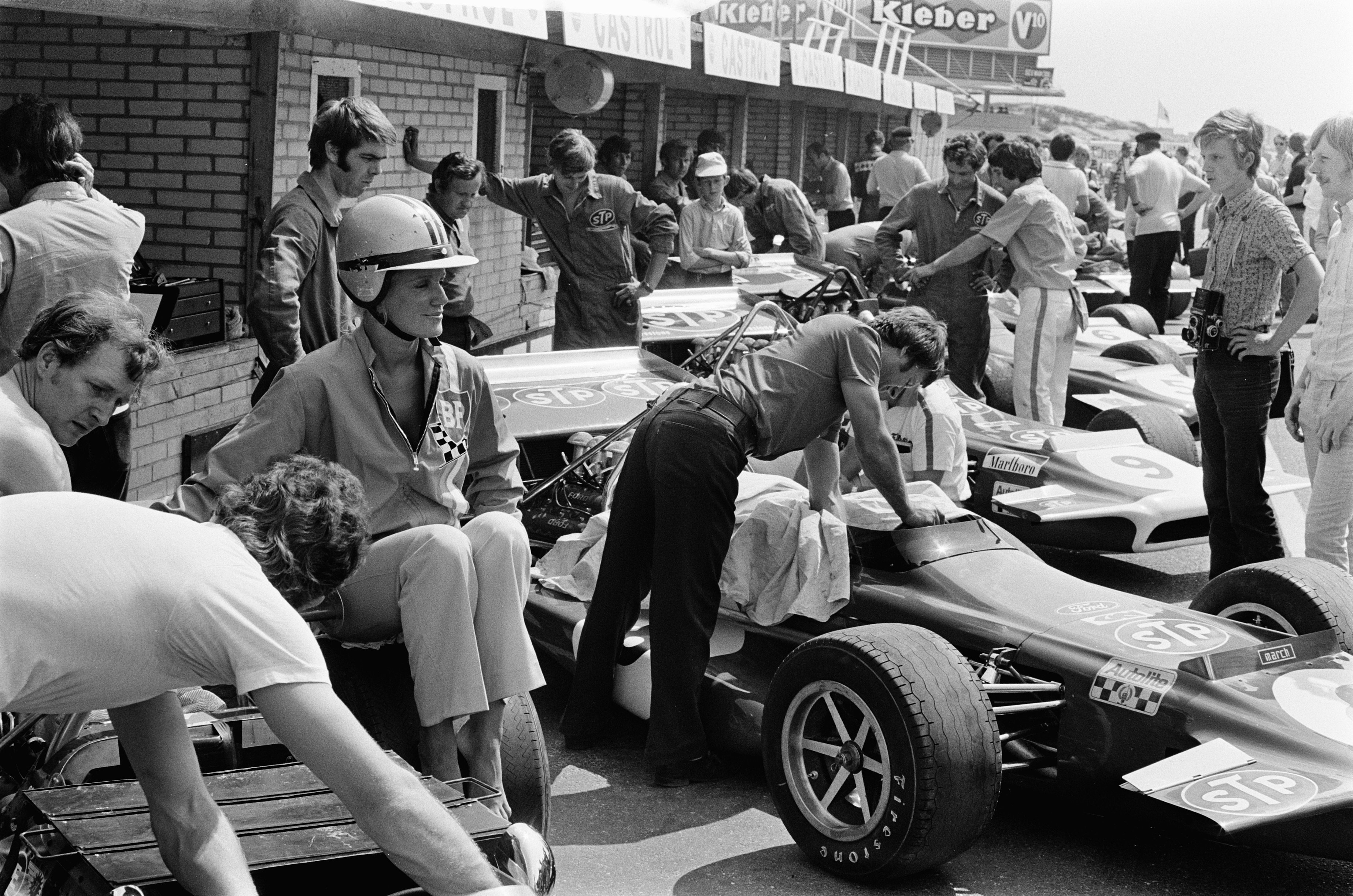
Les March 701 de Chris Amon (premier plan) et Joseph Siffert (second plan) au Grand Prix des Pays-Bas 1970.

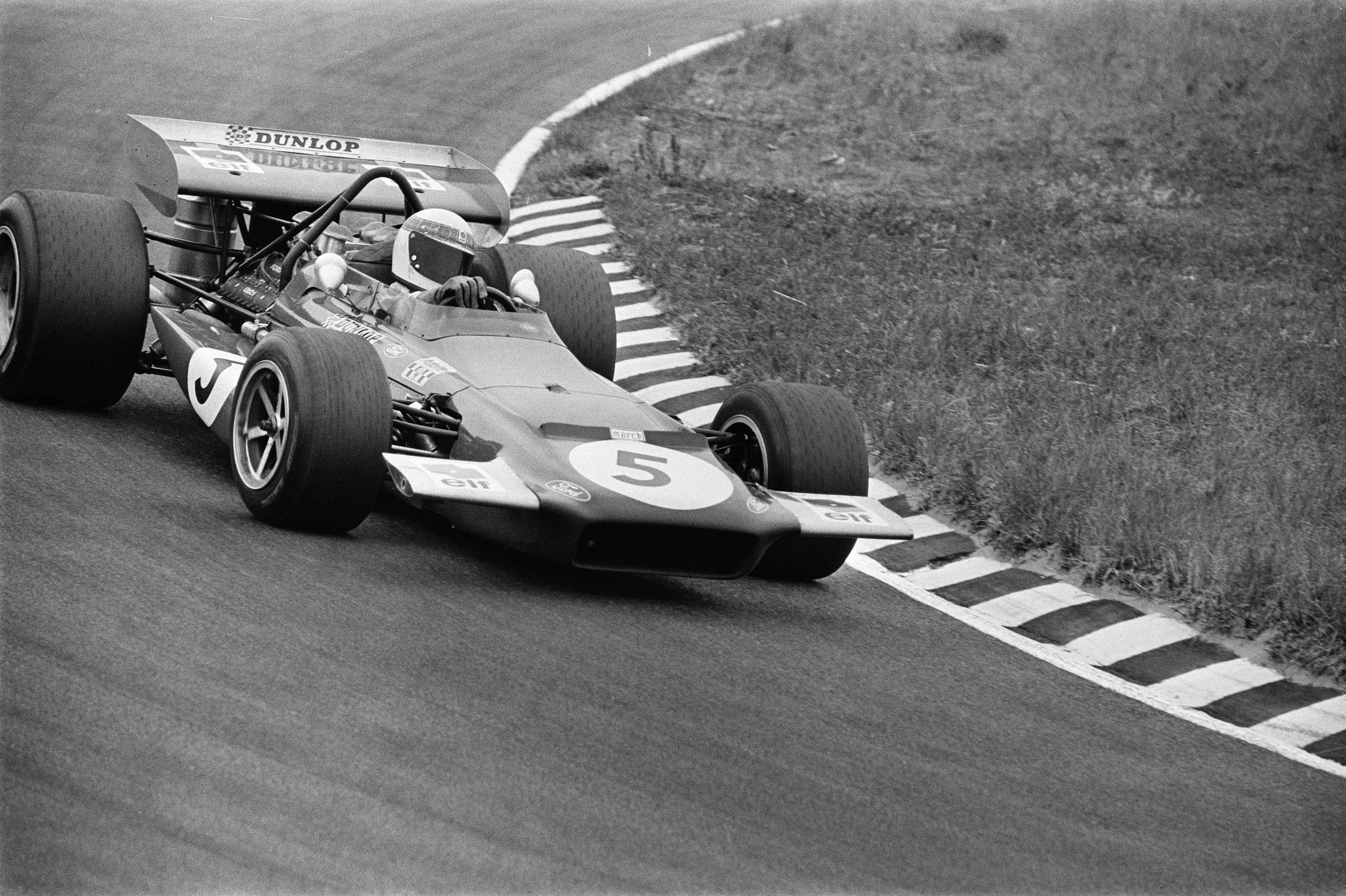
La March 701 (pilotée ici par Jackie Stewart à Zandvoort) ne permet pas à Siffert d'inscrire le moindre point en 1970.

En 1970, Siffert ne dispute que les Grands Prix comptant pour le championnat du monde. À Kyalami, March, bien que novice, convoie cinq 701, trois pour l'équipe officielle, les autres pour les pilotes Tyrrell Racing Jackie Stewart et Johnny Servoz-Gavin. Si les qualifications se déroulent au mieux avec deux 701 en première ligne et Siffert neuvième, le résultat de la course est plus mitigé, Stewart terminant troisième et Siffert dixième après une pirouette dans le cinquante-quatrième tour. Au Grand Prix d'Espagne, sur le nouveau circuit de Jarama, les organisateurs annoncent que dix-sept places sont disponibles sur la grille et que seuls le champion en titre et le premier pilote de chaque équipe sont qualifiés d'office. Victime de problèmes techniques, le Suisse, avec le vingtième temps, ne peut pas prendre le départ malgré une pétition des autres pilotes demandant la présence de vingt monoplaces sur la grille,,,.
À Monaco, le Suisse arbore un nouveau macaron sur sa combinaison : Marlboro, dont le siège social européen est en Suisse, emploie comme consultant en sport automobile l'ancien pilote helvète Toulo de Graffenried qui s'est empressé de négocier avec son compatriote. Grâce à une voiture moins capricieuse, Siffert se qualifie en sixième ligne et atteint la troisième place en course à vingt boucles du but. Des problèmes d'allumage le font finalement chuter à la huitième place. À Spa, dans une ambiance lourde après la mort de Bruce McLaren quelques jours plus tôt, le Suisse est à nouveau victime d'ennuis d'allumage et se classe septième,,,,.
Ces abandons ne sont que le début d'un long chemin de croix : il renonce à Zandvoort sur casse moteur, à Charade sur accident après que ses freins se sont bloqués puis à Brands Hatch sur bris de roulement de roue,,,.
La huitième place en Allemagne est ensuite son meilleur résultat de la saison puisqu'il n'est que neuvième en Autriche et abandonne à Monza sur panne de moteur. Cette course est mal vécue par le Suisse, à la fois touché par la mort de Jochen Rindt lors des essais et réjouit de la première victoire de son compatriote Clay Regazzoni,,,.
Les trois dernières courses sont autant de déceptions : abandons sur casse moteur au Canada et au Mexique et neuvième sur le Glen,,,.
Sa saison se solde par un score vierge alors qu'avec le même matériel, Stewart termine sixième avec 25 points, Amon huitième avec 23 points, Mario Andretti quinzième avec 4 points, Servoz-Gavin vingt-et-unième avec 2 points et François Cevert vingt-deuxième avec 1 point : sa décision est prise, il ne poursuivra pas avec l'équipe de Bicester qui n'a jamais été en mesure de lui fournir une monoplace fiable,

#### Première victoire en championnat d'Europe de Formule 2

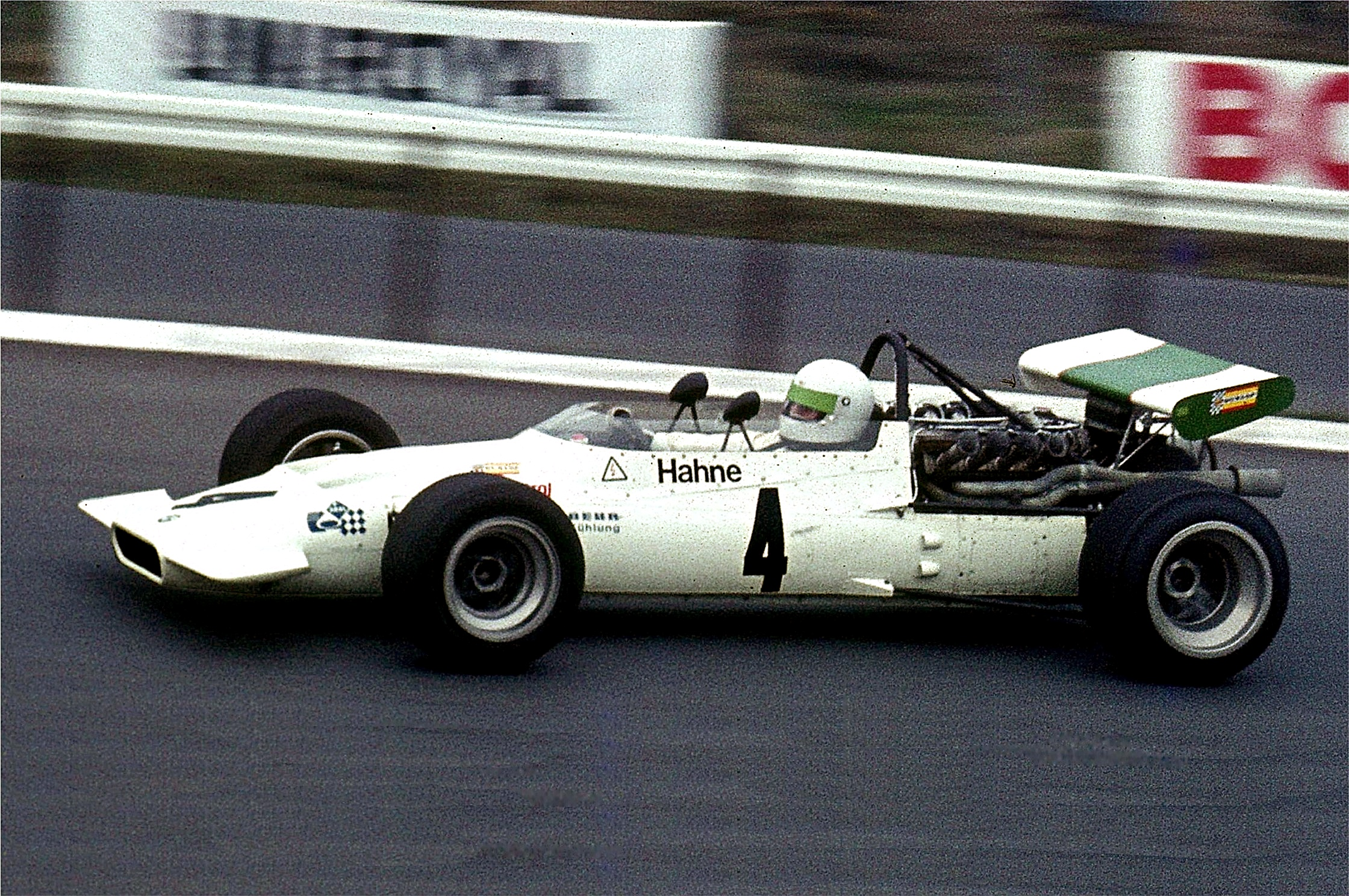
En 1970, Siffert remporte sa première victoire en championnat d'Europe sur une BMW (ici Hubert Hahne au Nürburgring en 1970).

En 1970, le moteur BMW reçoit une culasse fiabilisée ; associé, selon les courses et les pilotes, à un châssis 269 ou 270, il permet à la monoplace, aux mains de Jacky Ickx, Dieter Quester, Hubert Hahne et Jo Siffert, de devenir compétitive. Si le Suisse abandonne à Thruxton pour la première course de la saison (et abandonnera plus tard au Castelet, à Salzbourg et à Imola) il se classe cinquième et premier des pilotes BMW à Zolder avant de remporter sa première victoire dans la discipline lors du Grand Prix de Rouen avec un centième de seconde sur son compatriote Clay Regazzoni sur Tecno. À Enna, Clay obtient sa revanche en remportant la course avec trois centièmes d'avance sur Siffert,,,,,,,,,.
À la fin de la saison, BMW, qui grâce à deux victoires pour Ickx et Quester et une victoire pour Hahne et Siffert, a démontré son savoir-faire tant au niveau de la conception de châssis que de la performance de ses moteurs, choisit de quitter la discipline (avant d'y revenir avec succès dès 1972 mais uniquement en tant que motoriste). Siffert disputera quelques épreuves en 1971, au sein de sa propre écurie.

#### Rivalité avec Rodríguez en Endurance chez Porsche-Wyer

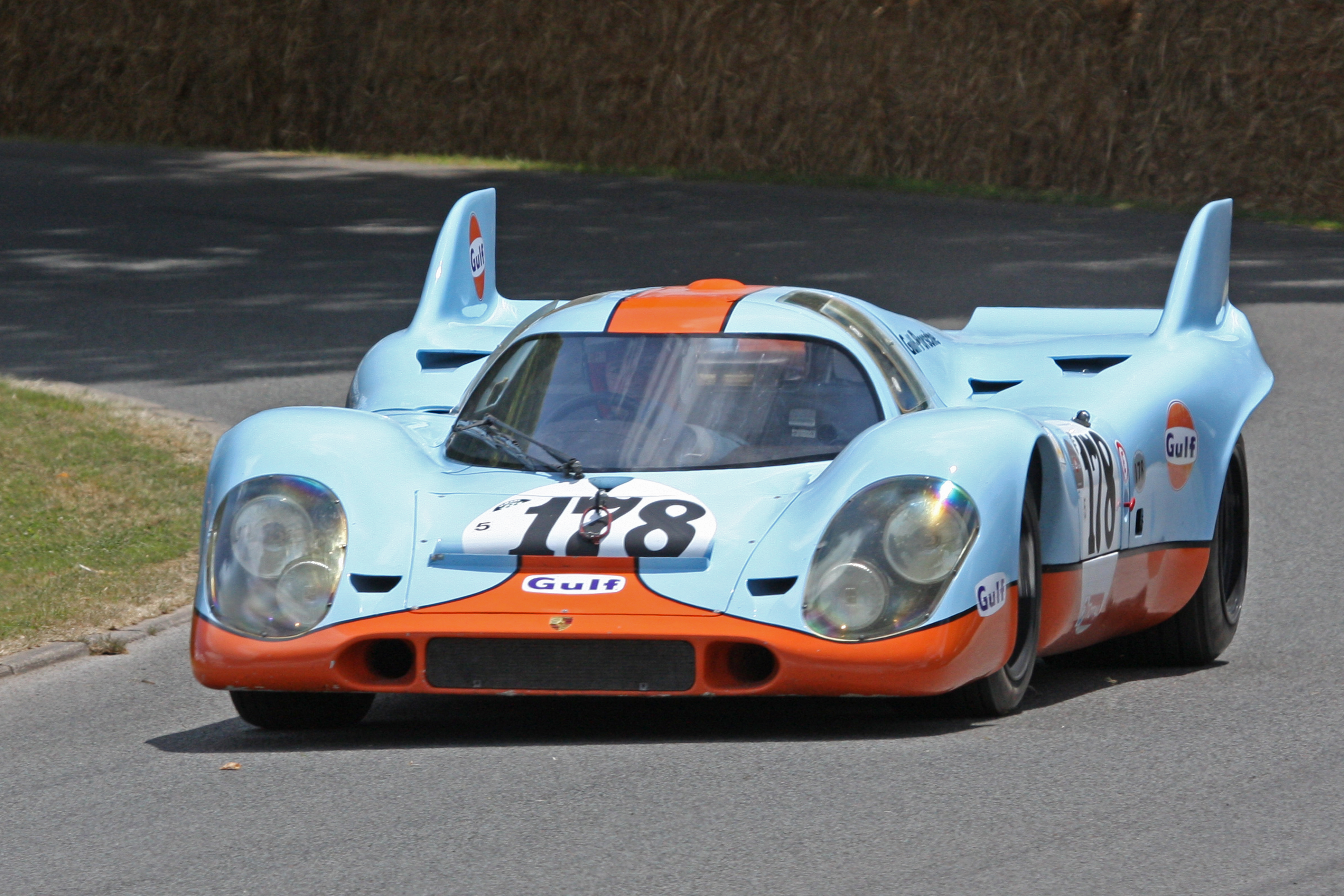
La 917 K en livrée Gulf Wyer de Joseph Siffert en démonstration à Goodwood en 2009.

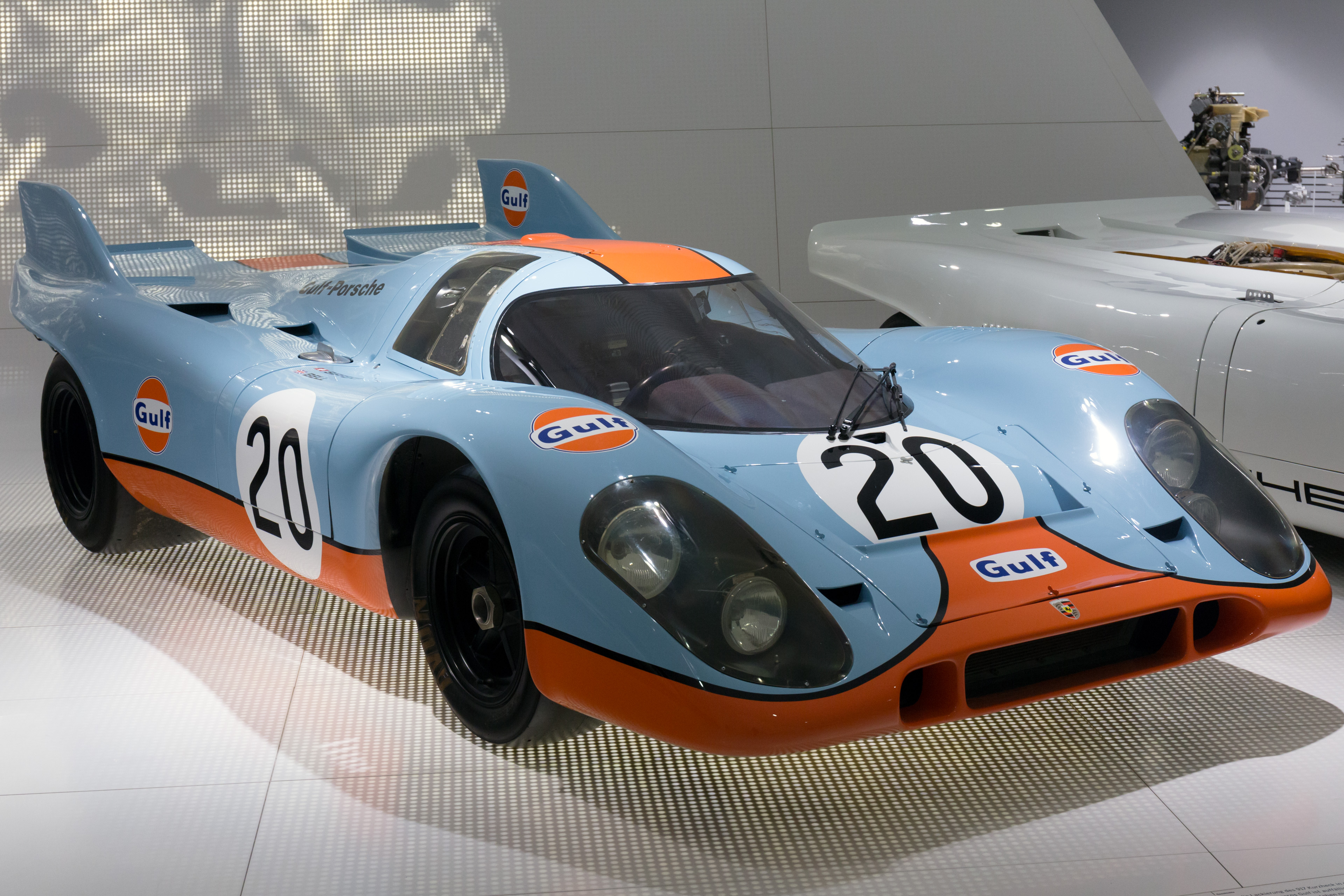
La 917 K de Joseph Siffert exposée au musée Porsche de Stuttgart.

En Endurance, l'usine Porsche ne peut plus assumer seule un engagement en championnat du monde et recherche un partenaire privé épaulé par un commanditaire solide. Dès le printemps 1969, John Wyer, qui a déjà obtenu des résultats satisfaisants avec des Ford puis des Mirage, est approché par la direction de Porsche qui annonce leur partenariat début décembre 1969. Les Porsche, parées aux couleurs orange et bleu ciel du pétrolier Gulf Oil sont engagées au nom de l'écurie J.W. Automotive Engineering Limited, les initiales se référant au concessionnaire automobile anglais John Willment, beau-frère d'Hans Herrmann et ancien coéquipier de Wyer,.
Wyer engage deux Porsche 917 confiées aux équipages Joseph Siffert/Brian Redman et Pedro Rodríguez/Leo Kinnunen. Les premiers conservent leur statut de pilote officiel Porsche alors que le Mexicain et le Finlandais sont contractuellement liés à John Wyer.
À Daytona, Siffert doit se déplacer à l'aide de béquilles à la suite d'un accident de karting lors du Festival de la presse sportive de Berlin où il s'est brisé la cheville en évitant un groupe de spectateurs qui traversait la piste. Malgré une gêne pour freiner, il conquiert une place en première ligne sur la grille de départ aux côtés de Mario Andretti et prend la tête de la course dès son lancement. Au cours de la nuit, l'équipage perd beaucoup de temps à cause d'une suspension avant faussée puis d'un embrayage récalcitrant, Siffert devant le sursolliciter pour ralentir la voiture à cause de ses difficultés à appuyer sur la pédale de frein. Afin de rattraper le temps perdu au stand, le Suisse augmente son rythme, réalise le meilleur tour en course et dépasse Jacky Ickx pour se classer second, derrière le duo Rodríguez/Kinnunen,,,,.
Aux 12 Heures de Sebring, la première ligne est la même qu'à Daytona et Andretti et Siffert sont en lutte constante jusqu'à ce que Vic Elford prenne la tête sur une 917 K semi-privée Porsche of Austria. Siffert rencontre alors des problèmes électriques puis abandonne sur casse de moyeu de roue à moins d'une heure du but. Wyer lui demande alors de basculer sur la voiture de ses coéquipiers et de rattraper le retard sur la Ferrari de tête et l'équipage Rodríguez/Kinnunen/Siffert termine quatrième de la course,,

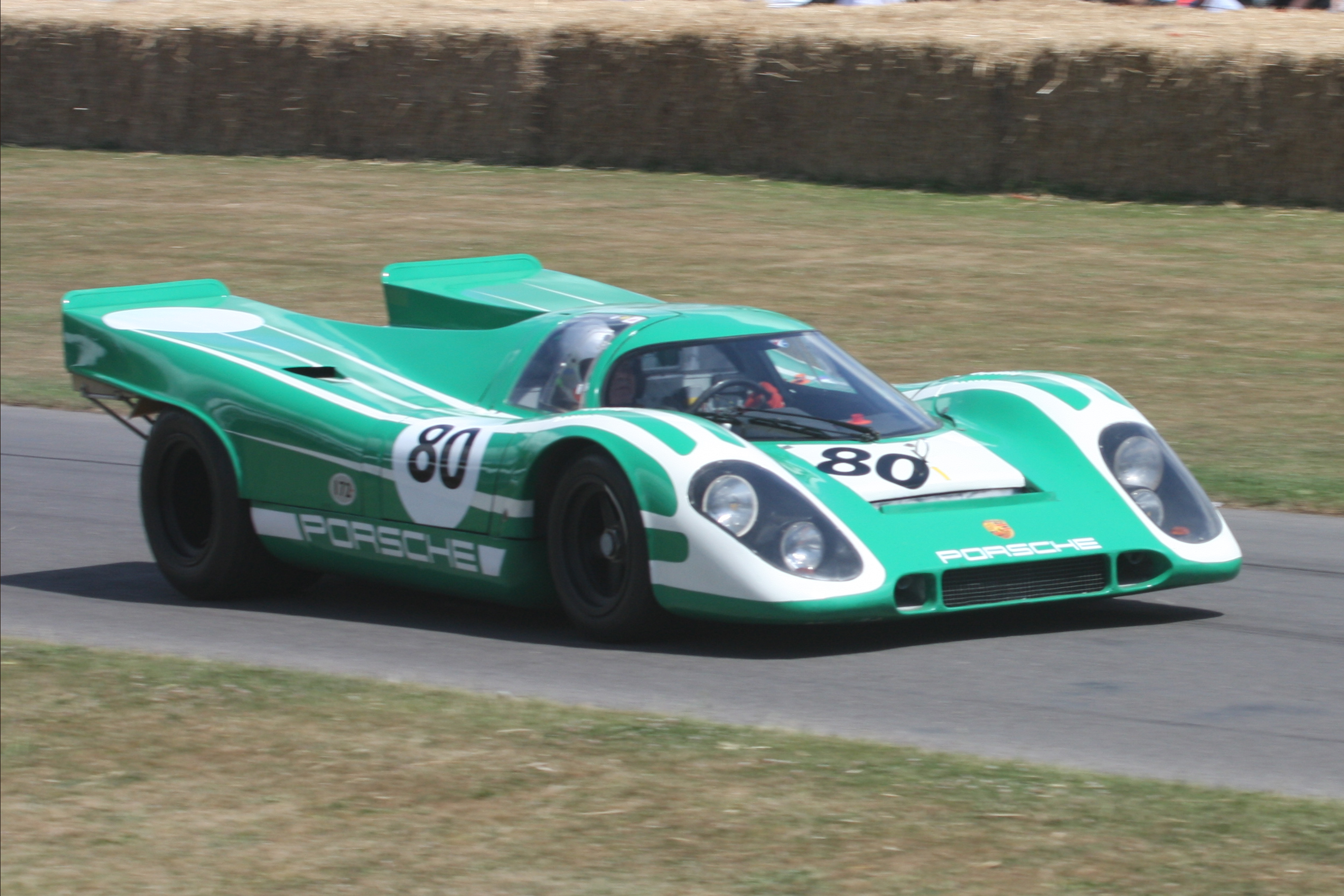
La 917K de David Piper sur laquelle Siffert remporte la course de Thruxton (ici en démonstration à Goodwood en 2009).

La saison européenne se poursuit à Brands Hatch, circuit très sinueux qui ne convient pas à la puissante 917 où Siffert n'est que cinquième sur la grille et Rodríguez septième. En course, Siffert est le premier à rentrer au stand sur crevaison alors que Rodríguez se porte en tête puis remporte la victoire, Siffert et Redman abandonnant après avoir été sortis de la piste par une Ferrari. Hors-championnat, Siffert remporte la course de Thruxton au volant de la 917 privée de son ami Piper avant de disputer les 1 000 kilomètres de Monza où il ne peut tirer aucun avantage de sa pole position : une touchette avec un retardataire l'envoie dans le muret et le relègue à la douzième place finale, la victoire revenant à Rodríguez,,,,.
De course en course naît une profonde rivalité entre le Suisse et le Mexicain : si Siffert se considère comme le premier pilote de l'équipe, les résultats plaident en faveur de son rival qui a déjà remporté trois victoires en quatre épreuves. John Wyer déclare dans sa biographie : « Jo se considérait comme meilleur que Pedro et n'avait de cesse de le démontrer. Pedro était sûr d'être plus fort et ne sentait nul besoin de le démontrer,. »

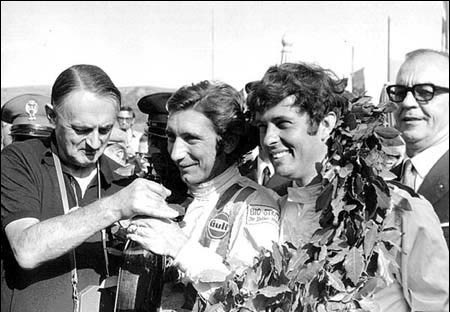
Joseph Siffert et Brian Redman après leur victoire à la Targa Florio 1970.

Pour la Targa Florio, Porsche engage des spider 908/3 de trois litres en catégorie prototype. Siffert réalise la pole position et le duo Siffert/Redman remporte sa première victoire de l'année, devant leurs coéquipiers et rivaux Rodríguez/Kinnunen, diminués toutefois par une grippe du mexicain,,,.
Les 1 000 kilomètres de Spa constituent le point culminant de la rivalité entre le Suisse et son coéquipier mexicain, tous deux au volant d'une 917 K. Siffert souhaite rééditer sa performance de la saison précédente mais a des soucis lors des essais, les pneus déjantant en raison de la force centrifuge : Siffert et Redman en perdent chacun un alors qu'ils roulent à fond et doivent faire preuve de toute leur maîtrise de pilotage pour rester en piste. Rodríguez ne rencontre pas ce problème et réalise la pole position avec quatre secondes d'avance sur le Suisse. Au départ, Siffert bondit de la deuxième place et se porte à la hauteur de Rodríguez au moment d'aborder le Raidillon de l'Eau Rouge. Aucun des deux pilotes ne lève le pied et ils abordent le virage et la montée portière contre portière (la trace du pneu avant gauche de Siffert reste imprimée sur la portière droite de Rodríguez). Siffert prend finalement l'avantage puis cinq tours plus tard, Rodríguez passe en tête. Le reste de la course n'est qu'une empoignade entre les deux hommes qui s'échangent le meilleur tour en course. Si le Mexicain réalise le meilleur temps au tour, il abandonne sur problème de boîte de vitesses et de fuite d'huile. Le Suisse remporte l'épreuve à la moyenne de 240,460 km/h pendant un peu plus de quatre heures, arrêts au stand compris,,,,. Cet épisode témoigne de la lutte fratricide que se livrent les deux pilotes, Siffert, en sortant de sa voiture déclarant : « Ce petit salopard essaie de me sortir de la piste chaque fois qu'il le peut,. »

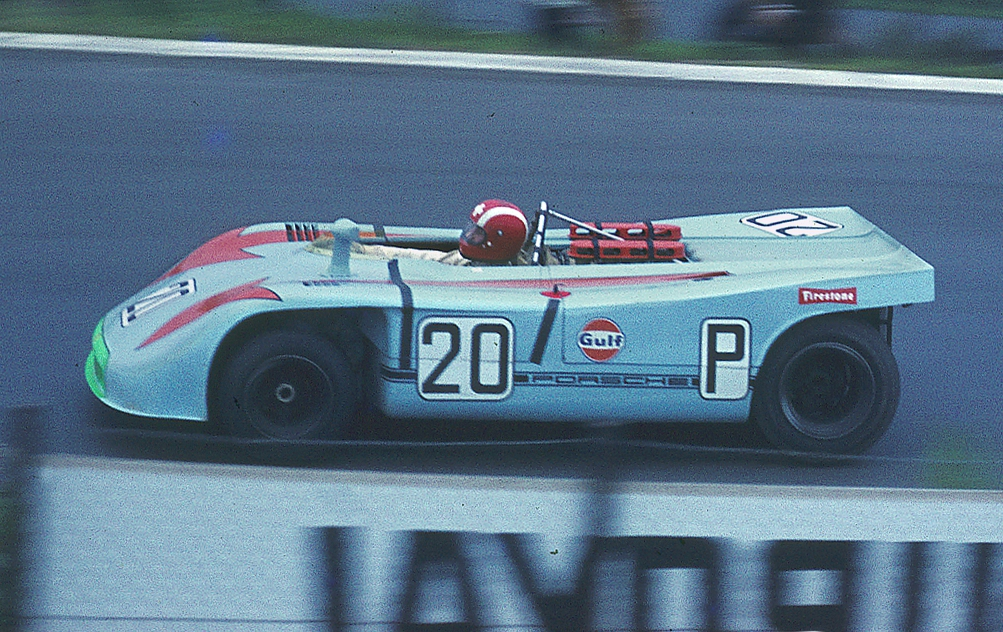
Joseph Siffert sur Porsche spider 908/3 en 1970 au Nürburgring.

Siffert se remarie avec Simone, à Londres le 21 mai 1970, entre les épreuves de Spa et du Nürburgring ; son témoin est Rico Steinemann,.
Au Nürburgring, sur un spider 908/3, Siffert réalise la pole position avec une seconde d'avance sur Rodríguez mais n'en tire pas profit : il abandonne à la mi-course sur perte de pression d'huile. Si Rodríguez établit le meilleur tour en course, Kinnunen sort de la piste dès le onzième tour : c'est le premier double abandon de la saison pour Porsche-Wyer-Gulf,,,.
Pour les 24 Heures du Mans, Porsche a grand espoir de remporter la course après la finale serrée de l'année précédente. John Wyer engage une troisième voiture pour Mike Hailwood et David Hobbs (troisièmes en 1969 sur Ford GT40-Wyer) pour épauler ses pilotes réguliers. Si les pilotes Wyer disposent d'une 917 K, Porsche, via l'équipe Porsche KG Salzburg, engage une nouvelle 917 LH (pour langheck longue queue), plus stable dans les Hunaudières, pilotée par Vic Elford/Kurt Ahrens/Rico Steinemann et qui réalise la pole position, Siffert partant troisième et Rodríguez cinquième. Sur la grille, on compte onze Ferrari venues disputer la victoire à sept Porsche 917 et deux 908/3 (dont une est en fait une voiture-caméra chargée de réaliser des prises de vues pour le film Le Mans avec Steve McQueen). Parti en tête, Siffert est vite débordé et lâché par Elford mais son aisance dans le trafic lui permet de regagner du terrain. Au terme de la première heure, le classement officiel donne Siffert troisième à un tour d'Elford. Siffert porte une attaque au vingt-troisième tour et les deux leaders négocient côte à côte la Courbe Dunlop, Elford conservant l'avantage. L'équipage Siffert/Redman prend la tête à la quatrième heure et, petit à petit, accroît son avance lorsque, vers deux heures du matin, Siffert rate une vitesse, provoque un surrégime et rejoint son stand pour abandonner. La Porsche de Richard Attwood/Hans Herrmann prend alors la tête et remporte l'épreuve. Herrmann, battu d'une centaine de mètres l'année précédente, décide alors de mettre immédiatement un terme à sa carrière pendant que les dirigeants de Porsche savourent leur première victoire dans la grande classique mancelle. Chez John Wyer Automotive Engineering, la déception est immense, aucune des trois voitures ne recevant le drapeau à damier. Le plus déçu est Brian Redman qui déclare : « Nous menions le Mans, Jo et moi, avec quatre tours d'avance… Et puis Jo a raté une vitesse, juste devant les stands… C'était la fin… »,,,,
Aux 6 Heures de Watkins Glen, Joseph Siffert obtient la pole position mais cède la victoire à son rival mexicain pour une minute (le lendemain, il termine également second lors de l'épreuve de CanAm disputée sur la même piste, avec la même voiture). Il a sa revanche lors de la dernière manche du championnat, à Zeltweg où il ravit la victoire au détenteur de la pole position, Rodríguez. À l'issue de la course, Redman, satisfait de sa saison qui se termine par une victoire mais également éprouvé par la rivalité entre ses coéquipiers, annonce sa retraite sportive,,,,.
La première saison de Siffert au sein de l'équipe de John Wyer est mitigée pour le Suisse : malgré plusieurs victoires, il a été dominé par son partenaire d'écurie pendant l'ensemble de la saison. Toutefois, Porsche remportant le championnat avec 63 points contre 37 pour Ferrari, les deux parties décident de poursuivre ensemble l'aventure en 1971. Hors-championnat, sur une Porsche de l'Escuderia Montjuich, il termine troisième des 6 Heures du Jarama puis second des 9 Heures du Rand à Kyalami associé à Ahrens sur une Porsche 917 du Martini Racing,,.

### 1971: la mort en fin de saison

#### Meilleure saison depuis ses débuts en Formule 1

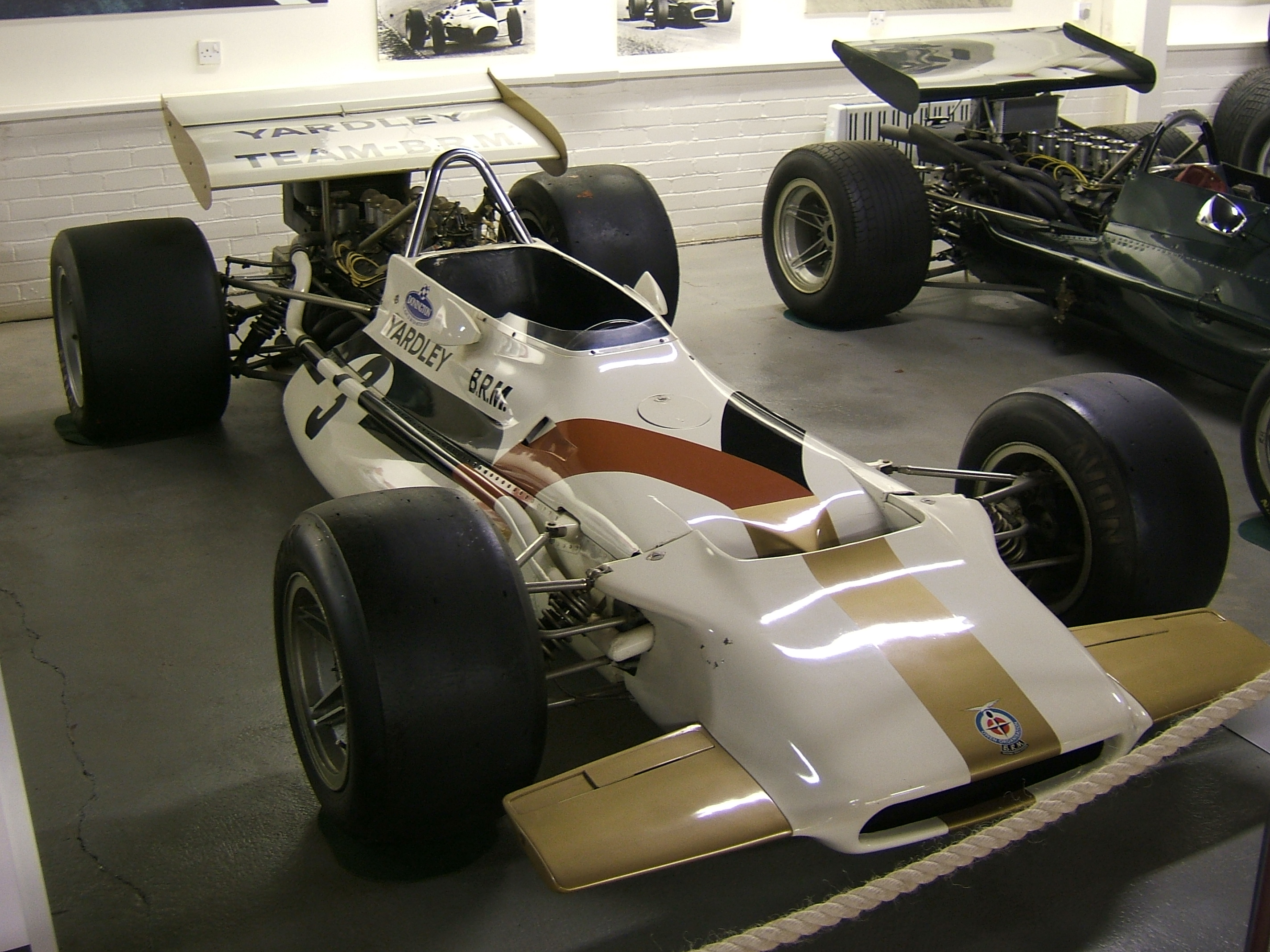
Siffert débute chez Yardley-BRM au volant de la P153 de la saison précédente.

Le 28 janvier 1971, Simone donne naissance à leur second enfant, Philippe, tandis que Joseph Siffert rejoint British Racing Motors dont il connaît bien les mécaniques qu'il a utilisées à de nombreuses reprises. Porsche appuie ce transfert puisque BRM ne fabrique pas de voitures particulières pouvant concurrencer leurs produits et que les deux entités promeuvent le même manufacturier de pneumatiques, Firestone. Si l'équipe est soutenue par le parfumeur londonien Yardley, Siffert négocie un arrangement qui lui permet de conserver ses partenaires personnels, Heuer et Marlboro. BRM dispose, en la personne de Tony Southgate, d'un ingénieur compétent qui a parfait la mise au point des châssis BRM P153 et conçu la nouvelle P160, les deux voitures disposant d'un bloc à douze cylindres en V. Le seul écueil pour Siffert réside dans le fait qu'il devient le coéquipier de son « meilleur ennemi » Pedro Rodríguez qui effectue sa seconde saison au sein de l'équipe,,.
En guise d'échauffement pour la saison, Siffert participe, hors-championnat, au Grand Prix de la république d'Argentine à Buenos Aires, au volant de la March 701 de la saison précédente qu'il a rachetée et s'y classe sixième malgré une casse de suspension. Le championnat commence mal pour Siffert au sein du Yardley Team BRM : au Grand Prix inaugural, à Kyalami, il ne dispose que d'une ancienne P153 avec laquelle il se qualifie en fond de grille quand Rodríguez est dixième au volant de la nouvelle P160. Le Suisse abandonne au trente-et-unième tour sur surchauffe moteur, son rival mexicain abandonnant deux boucles plus tard pour la même raison,,,,,,.
Afin de tester la P160, Siffert prend le départ du Questor Grand Prix (hors-championnat) où il se classe sixième après un souci de suspension dans la deuxième manche. Toujours hors-championnat, il dispute le Spring Trophy à Oulton Park au volant de la P153 engagée par ses soins et abandonne à cause d'un problème de distributeur alors que Rodríguez remporte la course sur une P160 officielle,,.

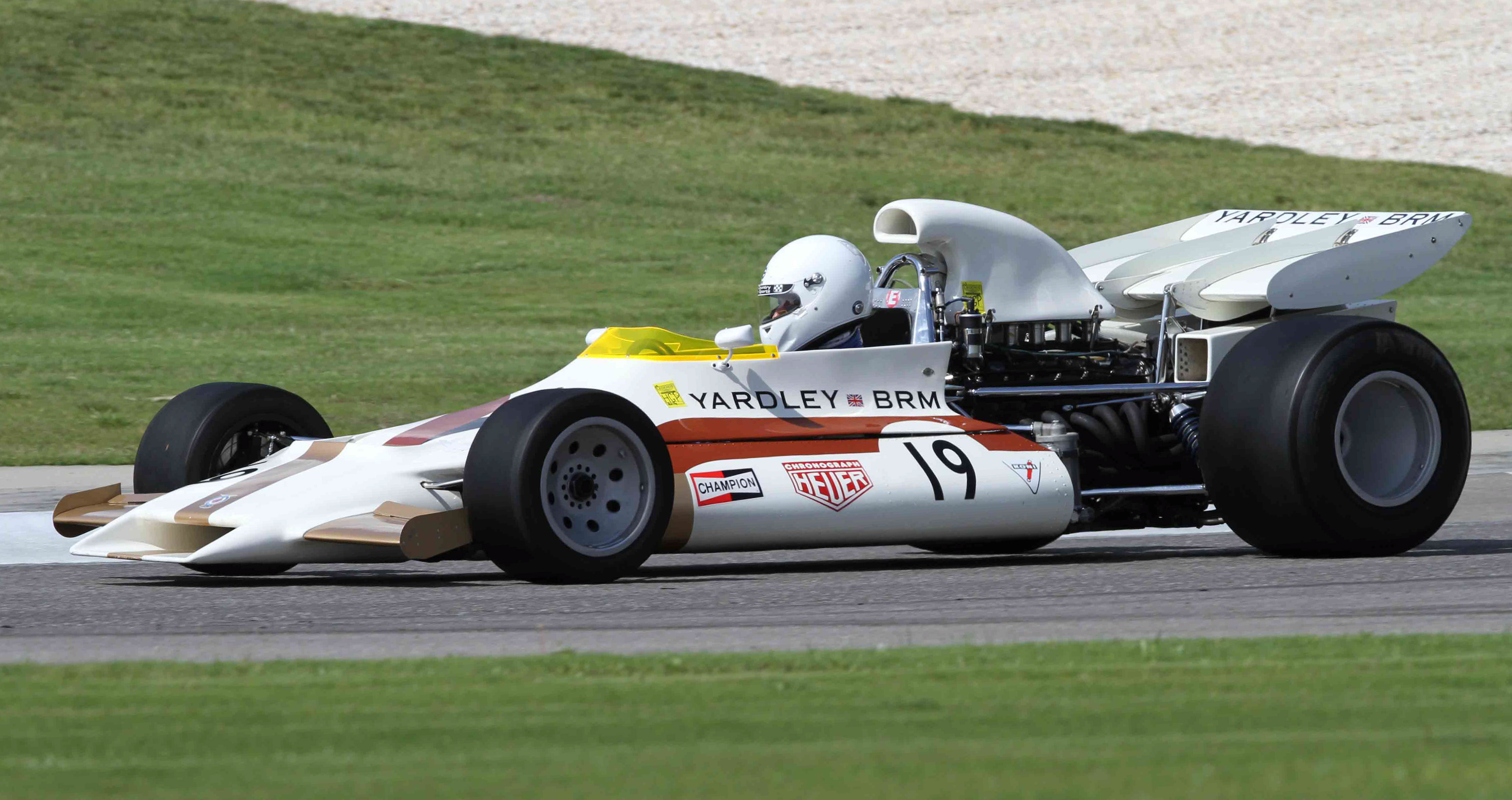
Siffert poursuit chez Yardley-BRM au volant de la nouvelle P160.

En championnat, les résultats sont aussi décevants : Siffert abandonne au cinquième tour du Grand Prix d'Espagne (problème d'accélérateur sur la nouvelle P160) quand Rodríguez se classe quatrième. Avide de revanche, le Suisse se qualifie en troisième position au Grand Prix de Monaco, Rodríguez étant cinquième. La course est une nouvelle déception avec un abandon sur problème mécanique alors que Rodríguez est neuvième. Entretemps, Seppi a à nouveau abandonné sur problème mécanique lors de l'BRDC International Trophy 1971 de Silverstone,,,,.
La suite de la saison est plus satisfaisante puisque Siffert obtient son premier point, à Zandvoort, depuis plus de deux ans. Toutefois, sa performance est éclipsée au sein de l'équipe par le podium de Rodríguez qui, qualifié second, termine la course à la même place, derrière Jacky Ickx. Au Grand Prix suivant, en France sur le nouveau circuit du Castellet, Siffert peut enfin profiter pleinement de son résultat : qualifié en sixième position, juste derrière Rodríguez, il termine au pied du podium tandis que le Mexicain abandonne ; cette course est la parfaite revanche sur l'épreuve espagnole de début de saison. La lutte intestine pour la suprématie au sein de l'écurie ne dure pourtant pas puisque la semaine suivante, Rodríguez se tue au volant d'une Ferrari au cours d'une épreuve d'Interserie sur le Norisring : tassé contre le muret par un adversaire, le Mexicain meurt à 31 ans dans l'incendie de sa voiture. Siffert apprend la nouvelle alors qu'il se repose à son domicile entre deux épreuves et reste atterré,,,.
En Grande-Bretagne, bien que profondément touché par la mort de Rodríguez, le Suisse semble libéré de la pression qu'ils s'infligeaient mutuellement et se qualifie en troisième position. Il en est de même au Grand Prix d'Allemagne mais à chaque fois, il ne convertit pas ces bonnes places sur la grille en points (neuvième et abandon). En Autriche, au contraire, le Suisse réussit une exceptionnelle performance en réalisant un Grand Chelem : il réalise en la pole position devant Jackie Stewart, mène l'épreuve de bout en bout en obtenant le meilleur tour en course et franchit en tête la ligne d'arrivée. Cette victoire, sa seconde en championnat du monde en 93 départs, sera sa dernière. La fête est d'autant plus belle pour le Suisse qu'elle se déroule sous les yeux de sa mère qu'il a invité à assister à la course pour fêter ses soixante ans et qu'elle a été acquise dans la difficulté puisqu'il a terminé la course avec une crevaison lente,,,,,,.
Désormais choyé au sein de son écurie, il brille en qualifications en Italie en obtenant une nouvelle troisième place puis il accroche la première ligne derrière Stewart au Canada. Mais à nouveau il ne profite pas de ces avantages en terminant à deux reprises neuvième à cause d'une surchauffe en Italie et d'un tête-à-queue au premier tour au Canada. La fin de saison se déroule sur son circuit fétiche de Watkins Glen où il se qualifie en troisième ligne avant de monter sur son sixième et dernier podium, terminant juste derrière François Cevert qui remporte sa première course dans la discipline. La saison de Formule 1 du Suisse est sans commune mesure avec la précédente puisqu'il réalise son meilleur parcours dans la discipline : cinquième du championnat du monde à égalité de points avec Jacky Ickx avec 19 points, une pole position, un record du tour, une victoire, deux podiums, résultats qui ont largement contribué à la seconde place de BRM au championnat des constructeurs. Satisfait de leur pilote, BRM confirme la présence de Siffert au sein de l'écurie en 1972, malgré le retrait de Yardley, un nouveau commanditaire ayant été démarché : Marlboro devient à la fois partenaire de BRM et de son premier pilote,,,,.

#### En lutte contre Rodríguez en Endurance
En Voitures de Sport, Siffert poursuit sa collaboration avec l'écurie de John Wyer qui aligne, selon les épreuves, des 917 ou des 908/3. La retraite de Brian Redman l'oblige à partager sa voiture avec un nouvel équipier, Derek Bell. Celui-ci confie : « Rodríguez a eu la priorité pour choisir son partenaire, ce ne fut pas moi. J'étais un second choix et j'ai été avec Siffert. »
La saison débute aux 1 000 kilomètres de Buenos Aires où deux 917 sont engagées pour les tandems Siffert/Bell et Rodríguez/Oliver. Si Rodríguez s'empare de la pole position, Siffert, en embuscade en troisième place, mène une course régulière et remporte l'épreuve avec son nouveau partenaire, avec un tour d'avance sur son rival mexicain, victime d'une crevaison,,,.
Cette victoire à l'occasion de l'épreuve d'ouverture reste sa seule de la saison en championnat. À Daytona, alors qu'il apprend que sa compagne vient d'accoucher d'un garçon, il est victime d'une bielle coulée après six heures de course et enrage de voir le Mexicain remporter l'épreuve pour la quatrième fois en dépit d'une boîte de vitesses endommagée. Aux 12 Heures de Sebring 1971, il est dominé par Rodríguez en qualification et doit donner son maximum en course. Victime d'une panne d'essence après vingt-cinq tours alors qu'il est en tête, le Suisse gare sa 917 K sur le bord du circuit et demande l'aide d'un commissaire qui l'amène à son stand à moto récupérer un bidon. Il roule à fond, obtenant le record du tour et termine troisième sous le drapeau à damier, devant le duo Rodríguez/Oliver. Les organisateurs leur infligent quatre tours de pénalité pour avoir utilisé un « moyen extérieur » pour se rendre au stand et Siffert/Bell sont finalement classés cinquièmes, derrière leurs rivaux,,,,.
Pour les 1 000 kilomètres de Brands Hatch, Porsche fait grimper ses moteurs à cinq litres et 630 chevaux bien que la configuration du circuit favorise plutôt les prototypes de trois litres. Si une casse de moyeu fait perdre beaucoup de temps à l'équipage Siffert/Bell, ils se classent troisième au classement général et premier de leur catégorie, Rodríguez/Oliver abandonnant sur panne d'alimentation. Hors-championnat, à Thruxton, au volant de la 917 K de David Piper, Siffert réalise un coup du chapeau en obtenant la pole position, réalisant le meilleur tour en course et remportant l'épreuve. Aux 1 000 kilomètres de Monza, Siffert est victime d'un incident lors d'un arrêt au stand lorsque le système de ravitaillement en essence répand 200 litres de carburant sur sa voiture ; il se classe second derrière Rodríguez, auteur du meilleur tour en course,,,,,,.

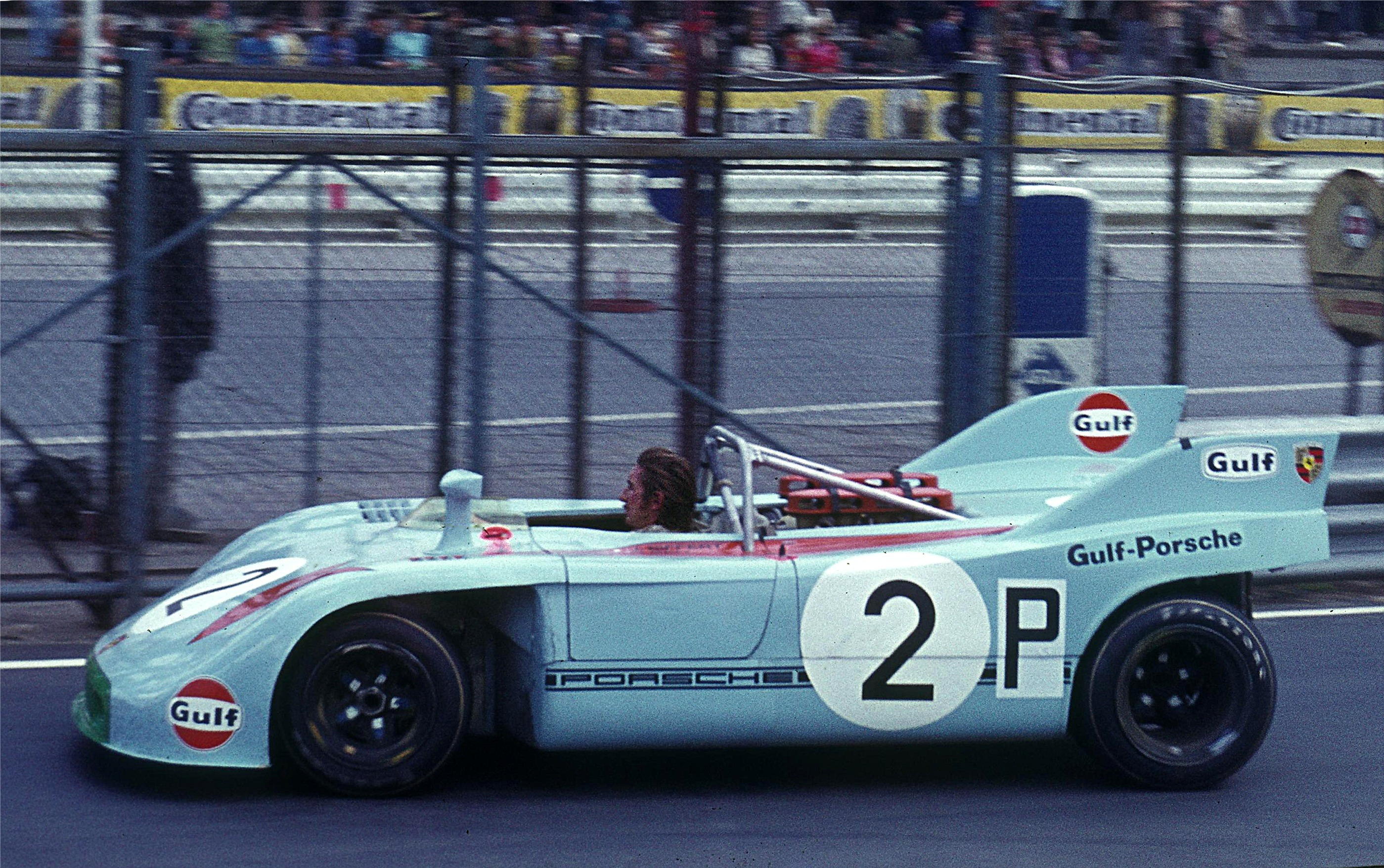
Au Nürburgring, en 1971, Joseph Siffert doit partager une 908/3 avec son rival Pedro Rodríguez.

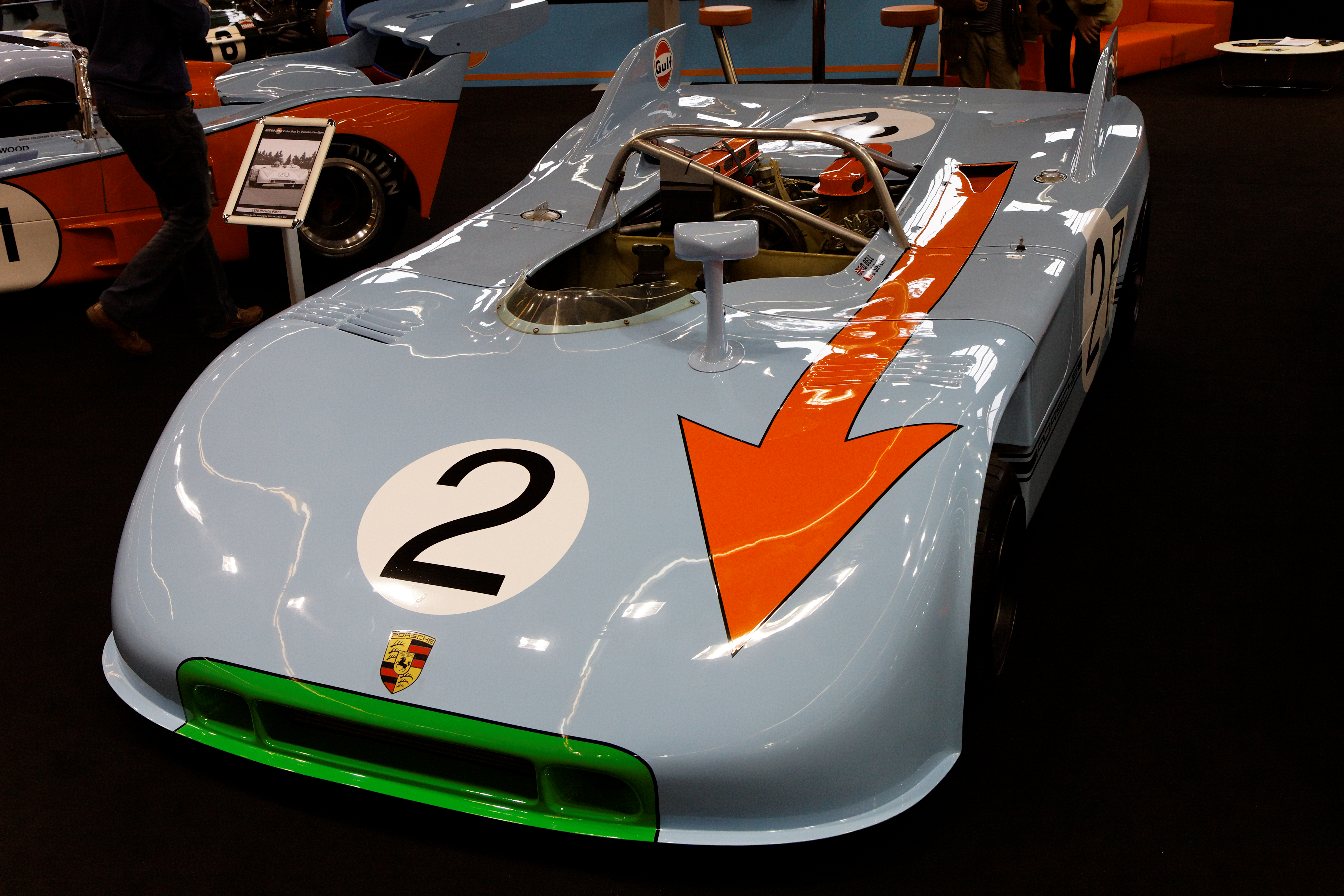
La 908/3 partagée par Siffert et Rodríguez au Nürburgring en exposition à Rétromobile en 2011.

Aux 1 000 kilomètres de Spa, Derek Bell réalise la pole position tandis que son équipier ne participe pas aux qualifications, étant en train de courir en Formule 1 à Silverstone. En course, le Suisse réalise le meilleur tour mais ne peut empêcher Rodríguez de remporter l'épreuve : une consigne d'équipe lui demandant de laisser le Mexicain gagner, Siffert franchit la ligne avec quatre dixièmes de seconde de retard sur son rival,.
Pour la Targa Florio, Siffert retrouve Brian Redman, déjà lassé de sa retraite. Siffert, revanchard après le résultat imposé de l'épreuve précédente, cherche à imposer sa domination sur Rodríguez et, lors des essais, sort violemment de la route en « surconduisant » et les mécaniciens doivent travailler d'arrache-pied pour réparer le spider. Conscient que la tension entre les deux pilotes est à son paroxysme, John Wyer impose que Redman et Rodríguez prennent le départ pour éviter une lutte directe entre les rivaux. Dès le premier virage, la direction, mal réparée, casse et Redman s'encastre dans un mur : le réservoir explose et le pilote, sévèrement brûlé, doit être évacué vers l'hôpital ; Rodríguez/Müller abandonnent également sur accident,,.
Aux 1 000 km du Nürburgring, Siffert prend la cinquième place des qualifications, juste devant son rival. Après seulement sept tours, le Suisse abandonne sur bris de châssis. Wyer, pour accroître les chances de victoire, lui demande de remplacer Jackie Oliver au volant de la 908/3. Les deux « rivaux-partenaires » domptent leur spider très instable pour prendre la deuxième place de la course derrière la 908/3 du Martini Racing pilotée par Vic Elford/Gérard Larrousse,,.

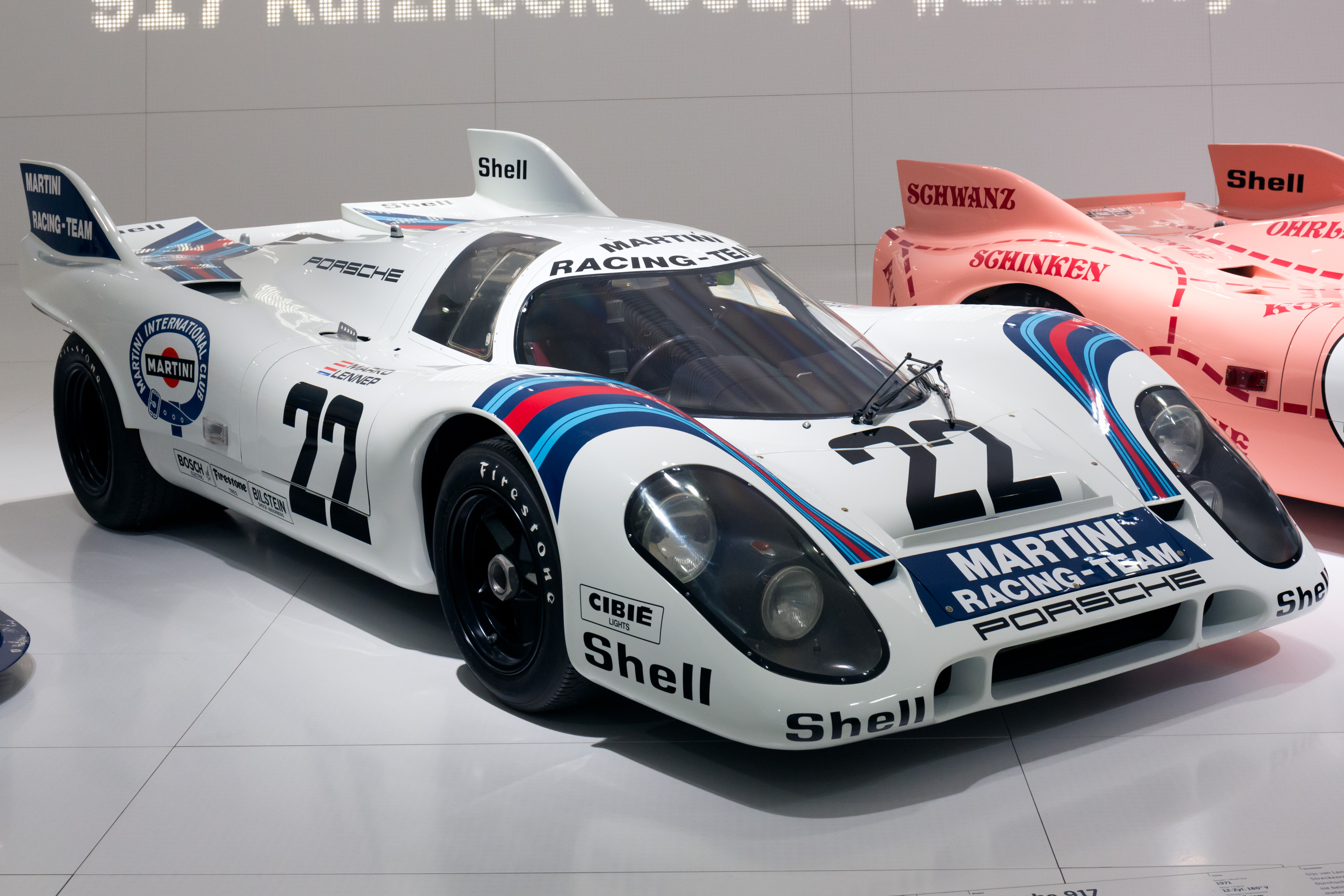
La 917 K du Martini Racing remporte la victoire au Mans tandis que les deux 917 LH de l'équipe Wyer abandonnent.

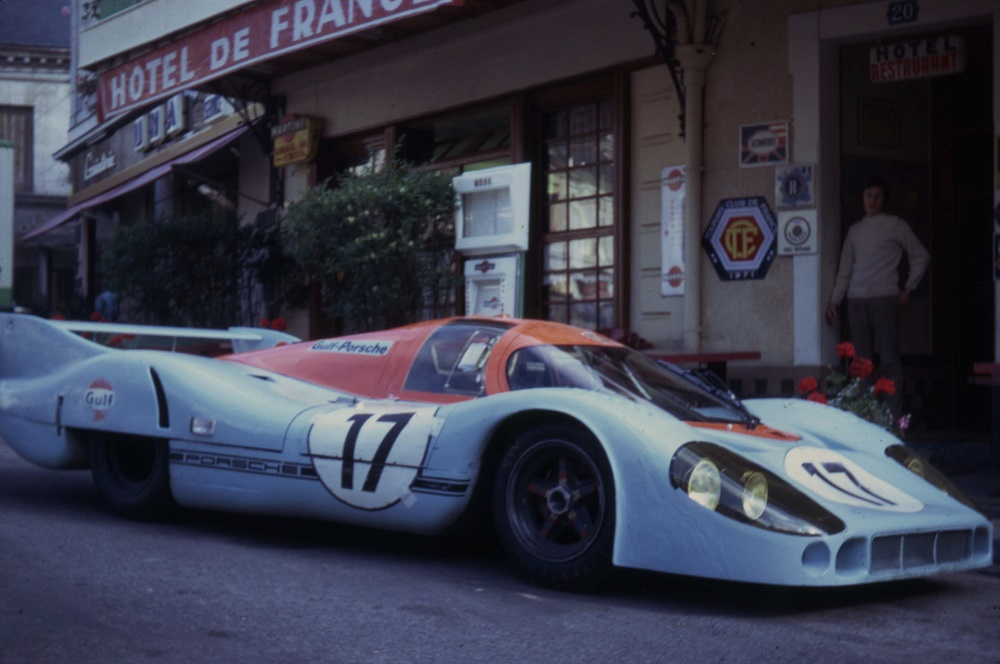
La 917 LH de Derek Bell et Joseph Siffert, garée devant l'Hôtel de France de La Chartre-sur-le-Loir en attendant de rejoindre le circuit du Mans.

Pour les 24 Heures du Mans, John Wyer, satisfait des essais réalisés en avril, engage deux 917 LH langheck pour ses pilotes réguliers, épaulés par Dick Attwood/Herbert Müller sur 917 K. Les LH, avantagées aérodynamiquement, dominent les qualifications puisque Rodríguez réalise la pole position, Larrousse/Elford (sur une LH du Martini Racing) sont deuxièmes et Siffert/Bell troisièmes (bien que, lors de la dernière séance d'essais, alors qu'il aborde à 260 km/h le passage de Maison Blanche, Siffert se fait couper la route par un concurrent plus lent, part en tête-à-queue puis en marche arrière sur plus de 300 mètres, heurte une glissière de sécurité et traverse la piste pour taper de la même façon l'autre barrière). Le samedi, les deux LH de l'écurie Wyer se portent en tête mais, au cent-troisième tour, Siffert regagne le stand à cause d'une casse du porte-moyeu et de la suspension causée par une surchauffe due au carénage des roues arrière. Il perd également des places lors d'un arrêt pour refixer un transistor d'allumage puis est victime d'une panne d'éclairage et à la dix-septième heure, d'une fissure du carter d'huile qui le conduit à l'abandon. Rodríguez est lui aussi victime d'une surchauffe à cause du carénage et abandonne également sur casse moteur à cause d'une forte perte d'huile. Seule la 917 K de réserve rallie l'arrivée pour Wyer, en seconde position derrière la 917 K de Gijs Van Lennep/Helmut Marko du Martini Racing,,,,.
Dès lors, les relations déjà tendues depuis quelque temps entre John Wyer et Porsche se dégradent sérieusement : Wyer reproche à l'usine de fournir trop d'équipes et de ne plus assurer un entretien et une révision correcte de ses voitures. Il est lassé de voir ses 917 casser alors que les Martini Racing semblent épargnées par les problèmes et, dès la saison suivante, envisage de poursuivre par ses propres moyens.
Les 1 000 km de Zeltweg démontrent la supériorité de Rodríguez qui réalise la pole position, le meilleur tour en course et remporte sa quatrième victoire de la saison quand Siffert abandonne sur casse d'embrayage. Il s'agit de la dernière victoire du Mexicain qui se tue en course deux semaines plus tard au Norisring en Interseries. Son décès provoque une redistribution des équipages : Bell est promu premier pilote aux côtés de Attwood et Siffert est complété par Gijs Van Lennep, transfuge du Martini Racing. À Watkins Glen, l'équipage néerlando-suisse obtient le deuxième temps des qualifications et se classe deuxième de la course derrière l'Alfa Romeo du duo Andrea de Adamich/Ronnie Peterson. Ils remportent néanmoins la victoire en catégorie Sports,,,,,,.
Porsche remporte une nouvelle fois le championnat du monde avec 72 points, devançant Alfa Romeo (51 points) et Ferrari (26 points). L'avenir n'est pas pour autant tout tracé pour Siffert : en 1972, la catégorie Prototypes disparaît au profit des Sports de trois litres de cylindrée et l'usine Porsche décide de n'engager que des anciennes 908 en Sport et des 911 en catégorie GT. John Wyer, en froid avec le constructeur allemand, souhaite engager ses propres Mirage mais ne pourra pas participer à l'ensemble des manches puisqu'il lui faut construire des châssis inédits. Alfa Romeo semble être la solution idéale pour le Suisse, d'autant qu'il gère une concession Alfa en Suisse,.
Joseph Siffert est, avec 14 victoires en 41 courses (soit une victoire tous les trois départs), le pilote le plus titré de la période 1968-1971 où le championnat international des marques se disputait en catégories Sport (5 litres) et Prototype (3 litres). Il devance Brian Redman (10 victoires) et Pedro Rodríguez (9 victoires),.

#### Retour gagnant en CanAm avec sa propre structure

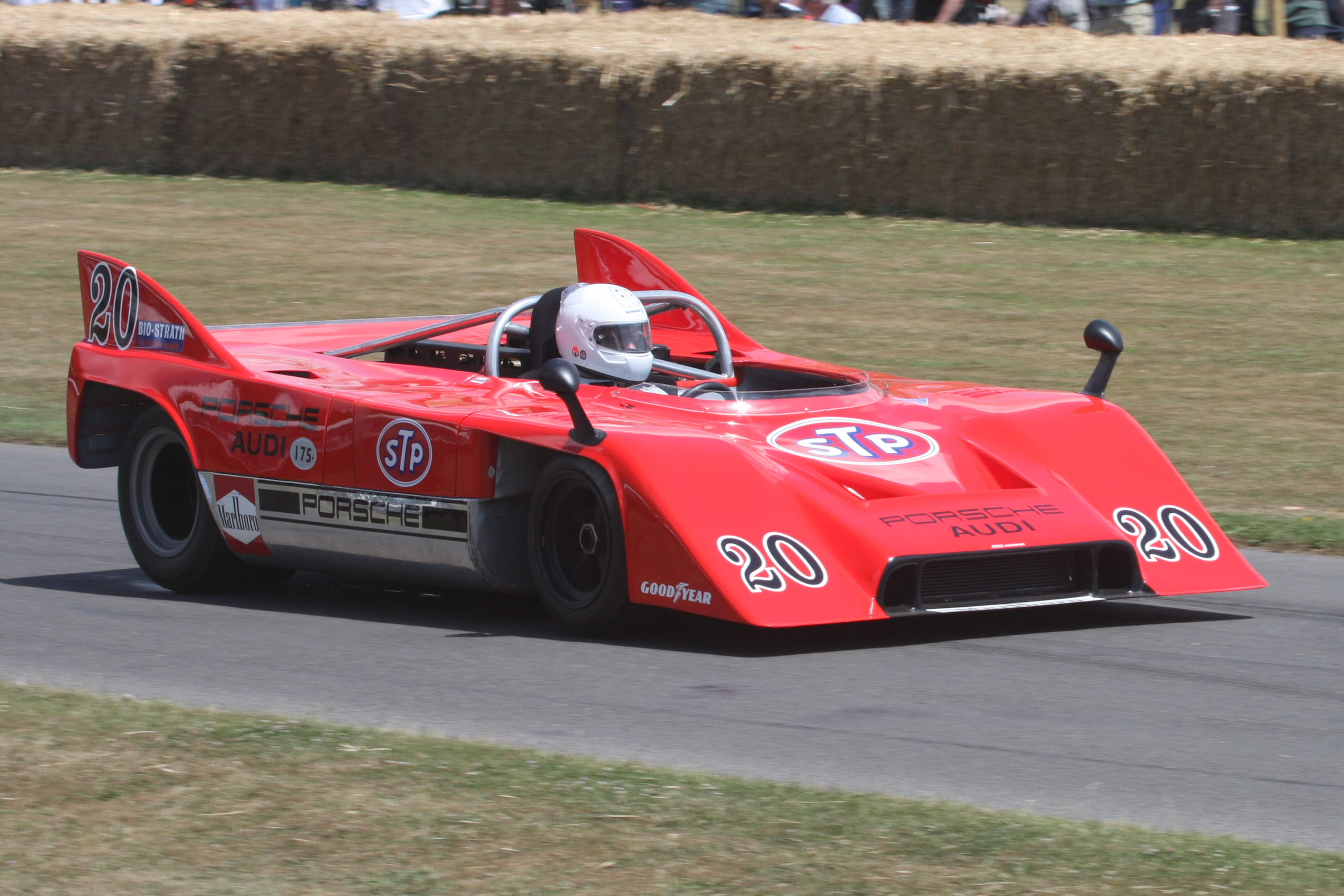
La Porsche 917/10 pilotée par Siffert en CanAm, ici en démonstration à Goodwood en 2009.

Satisfait de ses performances en CanAm en 1969 et 1970 (deux podiums en neuf courses), Jo Siffert souhaite participer à la saison 1971 avec le soutien de Porsche mais comme l'usine veut se concentrer sur le championnat des voitures de sports, le Suisse n'a d'autre solution que de créer sa propre structure. Il démarche son commanditaire personnel Marlboro ainsi que STP, le fabricant d'additifs automobile qui sponsorisait sa March de Formule 1 en 1970 et Porsche/Audi North America, l'importateur américain qui a engagé les spiders 917 PA en 1969, ce qui lui permet de réunir un budget pour acquérir une barquette Porsche 917/10.
L'écurie STP - Jo Siffert recrute Eddie Wyss, responsable du châssis et des suspensions et Ugo Schribler, préparateur moteur. Lorsque Wyss vient prendre livraison du châssis à Stuttgart, il se rend compte que celui-ci est livré en kit : le travail de montage doit être fait dans la précipitation pour pouvoir s'aligner en course. La barquette est sommairement testée sur le circuit d'Hockenheim avant d'être expédiée aux États-Unis juste avant l'épreuve de Watkins Glen. Le lendemain de l'épreuve de championnat du monde où il s'est classé deuxième, Siffert prend le départ de la CanAm Watkins Glen au volant de sa 917/10 rouge. Comme lors de ses précédentes apparitions dans la discipline, le public se gausse de cet Européen au volant d'une voiture de cinq litres de cylindrée qui défie les puissantes McLaren et Lola de sept litres. Toutefois, la frêle Porsche n'est pas sans atouts : son moteur préparé ne rend qu'une centaine de chevaux à ses rivales alors qu'elle est beaucoup plus légère. D'emblée, le Suisse appose sa marque en se classant troisième de la course pour sa première prise de contact avec sa voiture en compétition après s'être qualifié en neuvième position,,.

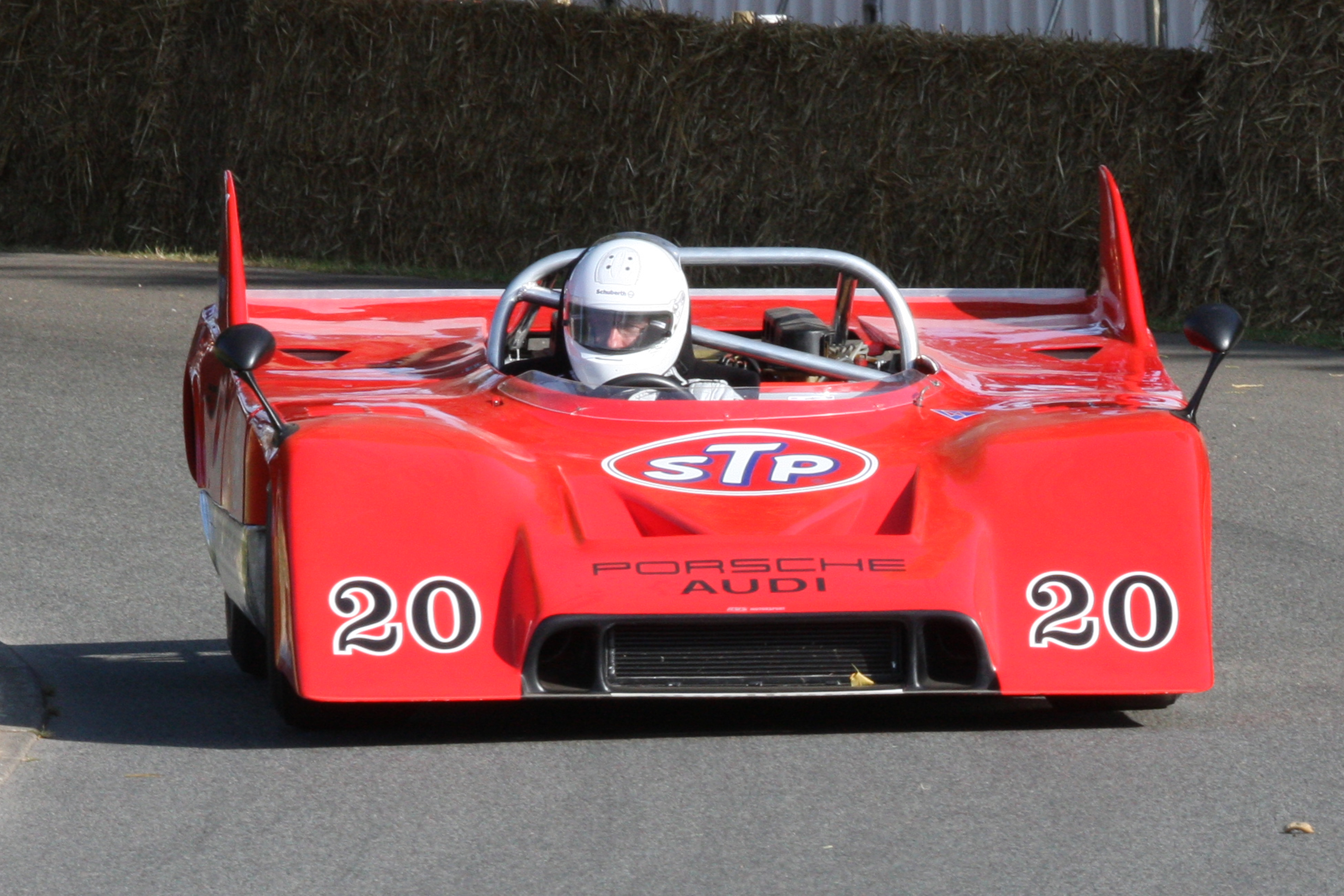
Siffert obtient trois podiums en CanAm avec la barquette 917/10.

Le mois suivant, à Mid-Ohio, il se qualifie à la quatrième place et termine second de l'épreuve. Sixième des qualifications à Elkhart Lake, il se classe à nouveau deuxième, derrière Peter Revson : avec trois podiums en trois courses, Siffert bouleverse la hiérarchie du championnat et prouve que les Porsche pourraient s'imposer à condition de disposer d'un moteur de plus grosse cylindrée. Au vu des résultats du Suisse au sein d'une structure entièrement privée, John Wyer renoue des contacts avec l'usine pour évoquer un engagement semi-officiel dans la discipline en 1972 avec une 917/10 pilotée par Siffert. Porsche, initialement peu disposé à s'engager en CanAm, revoit sa position mais, se méfiant des relations tendues avec Wyer, préfère confier son programme CanAm à Roger Penske via l'écurie Penske Racing,,,.
Lors de l'épreuve de Donnybroke, Siffert, huitième des qualifications, atteint la troisième place en course mais doit ralentir en vue de l'arrivée pour éviter une panne d'essence ; il se classe cinquième. Septième sur la grille de départ d'Edmonton, il est quatrième de la course, puis cinquième à Laguna Seca. Bien qu'il n'ait disputé que six épreuves sur les dix que compte le championnat, Siffert se classe quatrième de la série, avec trois podiums, en n'ayant jamais terminé au-delà de la cinquième place,,,,.

#### Victoire en Formule 2 avec sa propre structure
Courant 1970, Joseph Siffert devient distributeur européen de la marque automobile britannique Chevron pour le reste de l'Europe. L'entreprise, fondée en 1965 par Derek Bennett et basée dans le Lancashire, conçoit des Formule 2, des Formule 3, des Formule 5000, des voitures de Grand Tourisme et des voitures de sport,,.
Au volant d'une Chevron B18-Cosworth de l'écurie privée Jo Siffert-Chevron Racing Team, Siffert prend le départ de la course de Formule 2 de Bogota en Colombie début février. En dépit de la forte concurrence de pilotes européens comme Graham Hill, Derek Bell, Rolf Stommelen, Silvio Moser, Clay Regazzoni, Patrick Depailler, Jean-Pierre Jabouille, Jean-Pierre Jarier ou Henri Pescarolo, il gagne les deux manches du Grand Prix de la république de Colombie et remporte donc sa première course en Formule 2 pour son premier départ. La semaine suivante, sur le même circuit, il dispute le Grand Prix de la ville de Bogotá et gagne la première manche. Un problème de distributeur le force à abandonner lors de la seconde manche et il se classe sixième au classement général,,,.
De retour en Europe, il engage sa B18 au Speed International Trophy de Mallory Park mais une casse de suspension provoque une sortie de piste lors de la première manche. La voiture est réparée pour la deuxième manche où il termine cinquième. Sur le circuit de Thruxton, un souci de moteur l'empêche de prendre le départ de la première manche du Jochen Rindt Memorial Trophy mais, pour l'honneur, il prend le départ de la seconde manche et se classe sixième,,,.
Début mai, il dispute, sur la Nordschleife, l'ADAC-Eifelrennen et se classe dixième, à trois minutes du vainqueur, François Cevert puis, à la fin du mois, à Crystal Palace, des problèmes de tenue de route le forcent à abandonner en première manche et à ne pas participer à la seconde. Cette épreuve est sa dernière apparition au volant d'une Formule 2,,.

#### La course fatale
À la mi-octobre 1971, si Joseph Siffert a déjà disputé quarante-deux courses, il lui reste encore à prendre un dernier départ en CanAm, le 31 octobre à Riverside. La saison de Formule 1 est terminée depuis le 3 octobre car le Grand Prix du Mexique a été annulé après le décès de Pedro Rodríguez en juillet au Norisring : les organisateurs mexicains n'ont pas eu le cœur à mettre sur pied leur épreuve nationale après la mort de l'idole de tout un pays,,.
Les amateurs de course automobile britanniques se saisissent de l'occasion pour organiser à Brands Hatch, le 24 octobre, date devenue vacante, la Victory Race, une épreuve de Formule Libre ouverte aux monoplaces de Formule 1 et de Formule 5000, pour fêter le deuxième titre de champion du monde de Jackie Stewart ; Siffert, épuisé, s'engage pourtant. Sa femme Simone révèle : « Mon mari ne voulait pas y aller, il devait d'ailleurs initialement courir le Grand Prix du Japon à la même date mais sa Porsche n'a pas pu y être acheminée. Mais Jo aimait aussi Brands Hatch, il aimait surtout beaucoup Jackie qui vivait comme nous en Suisse et était un bon ami. Alors, il est parti,,… »
Qualifié en pole position au volant de sa BRM, le Suisse partage la première ligne avec Peter Gethin et Emerson Fittipaldi. Quatorze F1 et treize F5000 s'alignent pour le départ où Siffert rate son envol, contraint de mettre ses roues dans l'herbe pour éviter Ronnie Peterson. Relégué en dixième position dès les premiers hectomètres, Siffert attaque fort pour remonter au classement et pointe à la quatrième place au quinzième tour. Au passage suivant, John Surtees qui le suit à deux secondes, voit la BRM du Suisse faire une embardée sur la piste à Pilgrim Drop, à plus de 260 km/h puis se déporter sur la gauche, heurter un remblai de protection qui la renvoie en piste et percuter un panneau de signalisation dans la courbe Hawthorn. La BRM heurte à nouveau le talus, perd son réservoir d'essence latéral gauche, se retourne, est projetée en l'air, passe par-dessus un abri réservé aux commissaires de course puis, toujours retournée, s'écrase et explose,,.
Coincé dans son cockpit, vraisemblablement sans connaissance, Joseph Siffert meurt asphyxié. Le décès aurait pu être évité : les secours ont été extrêmement lents, deux extincteurs n'ont pas fonctionné et l'autopsie ne révèle qu'une cheville brisée. L'enquête diligentée après l'accident ne permet pas de clarifier sa cause : une crevaison lente (comme lors du Grand Prix d'Autriche quelques semaines auparavant) à cause du contact avec Peterson au départ, un brutal affaissement de suspension, une boîte de vitesses récalcitrante ne permettant pas d'engager un rapport ? L'épave de la BRM, renvoyée à Bourne pour analyse, ne permet pas de trancher entre casse mécanique et erreur de pilotage. Des années plus tard, un des mécaniciens de BRM confie à Rob Walker qu'il pensait qu'un axe sur une jambe de force de la suspension s'était brisé, ce qui avait entraîné la mise à l'équerre de la roue et la sortie de piste.

## Autres activités professionnelles

### Vendeur d'automobiles
Dès ses dix-sept ans, alors qu'il est en deuxième année d’apprentissage, Siffert débute dans le négoce et la réparation automobile, en dehors de ses heures de travail avec l'accord de son patron. Dès son retour du service militaire, il dispose d'un petit atelier à Villarepos où il remet en état des voitures accidentées pour les revendre,,.
Entre 1959 et 1962-1963, Jo Siffert prépare ses voitures de course dans l'atelier de Michel Piller, au bas de la route de la Glâne et en profite pour utiliser ce local pour son activité de réparation de véhicules. À l'intersaison 1962-1963, jugeant l'atelier trop exigu, Siffert demande à Paul Blancpain de se mettre en quête d'un local qui lui permette de préparer ses voitures et de stocker et réparer les voitures d'occasion. Siffert et ses collaborateurs s'installent alors dans une ancienne forge du Mouret, dans le district de la Sarine, les locaux administratifs se trouvant à Fribourg, rue du Simplon,.
En 1965, il obtient la location d'un terrain à la sortie de Fribourg, à Villars-sur-Glâne, sur la route de la Glâne en direction de Bulle et y fait construire un hall d'exposition préfabriqué et deux bureaux de vente. Paul Blancpain et David Raymond sont responsables des ventes tandis que Claude Maradan est responsable de l'atelier du Mouret. Le bureau de la rue du Simplon est transformé en « Boutique-auto », tenue par ses sœurs Marguerite et Adélaïde et parfois par sa mère,,.

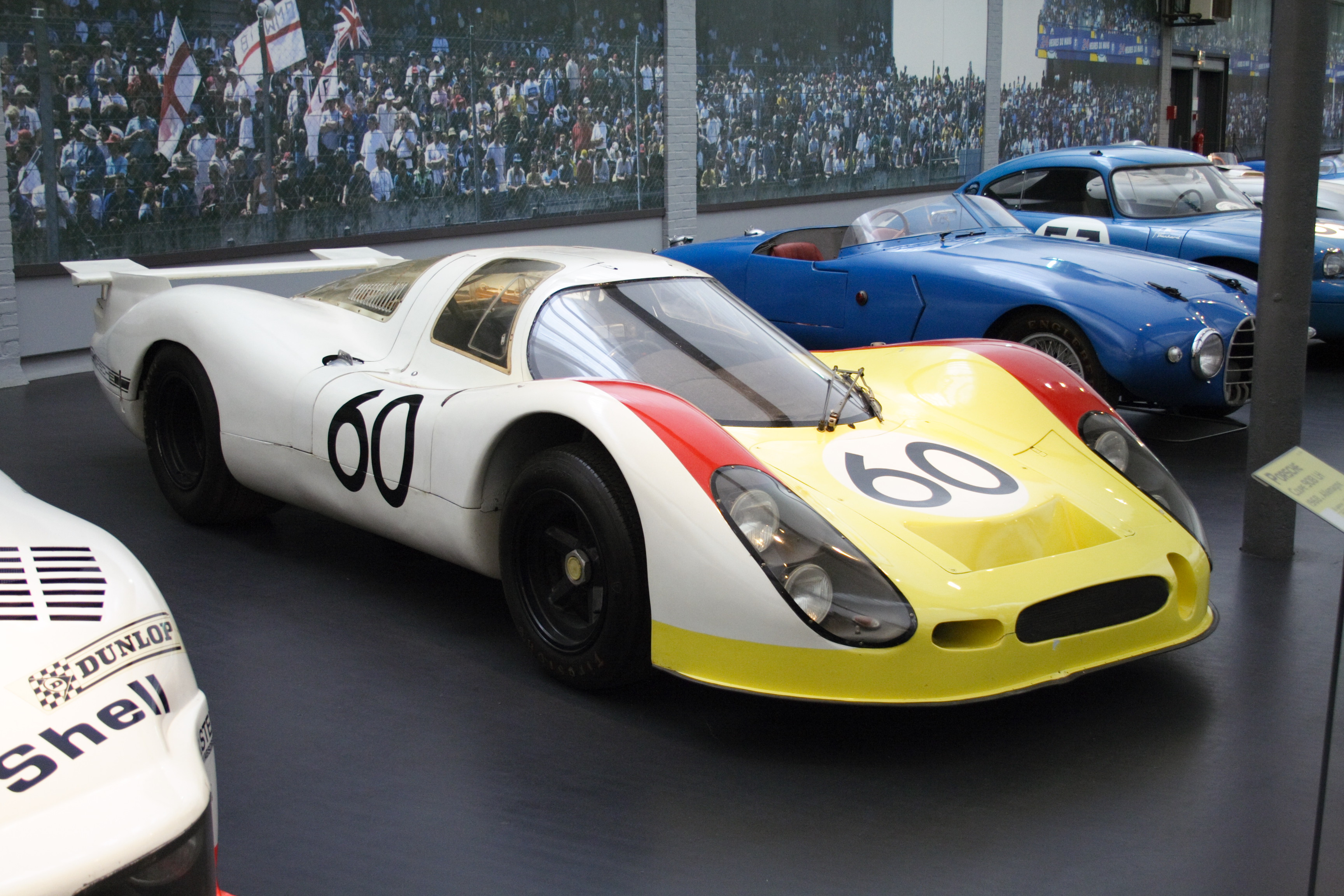
Jo Siffert rachète cette 908 LH, troisième au Mans en 1968, pour la revendre aux frères Schlumpf. Engagée au Mans en 1972 au sein du Jo Siffert A.T.E. Racing, elle se classe à nouveau troisième.

En 1968, conséquence directe de son contrat de pilote Porsche, il devient concessionnaire officiel de la marque et construit un nouveau garage dans le quartier de la gare de Fribourg, au sommet de la Route Neuve, les locaux administratifs restant rue du Simplon, à quelques centaines de mètres. Peu après, il devient également concessionnaire Alfa Romeo et la vente de voitures neuves remplace la vente de véhicules d'occasion. Courant 1970, il devient distributeur européen de la marque automobile britannique Chevron,.
Parallèlement à ses activités de concessionnaire, Jo Siffert se consacre également à l'achat et à la revente de véhicules de compétition. Grâce à ses relations dans le milieu international de la course automobile, il a l'occasion d'acquérir des voitures de sport exclusives et des modèles de course. Juste après les 1 000 kilomètres du Nürburgring 1969, il acquiert les deux Mirage-BRM de John Wyer. Rob Walker, notamment, lui achète une Bugatti Type 35 et une Ferrari 196S. Il compte parmi ses plus gros clients les Frères Schlumpf, collectionneurs acharnés dont les véhicules sont désormais exposés à la Cité de l'automobile de Mulhouse. Ils lui achètent entre autres la Porsche 908 LH qui a amené l'équipage Rolf Stommelen/Jochen Neerpasch à la troisième place des 24 Heures du Mans 1968. Cette voiture sortira exceptionnellement du musée pour être engagée aux 24 Heures du Mans 1972, au sein de l'écurie Jo Siffert A.T.E. Racing créée spécialement pour rendre hommage au pilote disparu. À la surprise générale, l'équipage Reinhold Joest/Michel Weber/Mario Casoni se classe troisième de l'épreuve et permet à la 908 de regagner le musée avec une nouvelle ligne à son palmarès,.
Moins d'un mois après la mort du pilote, la collection de voitures de sport et de compétition est vendue et le garage au sommet de la Route Neuve, près de la gare de Fribourg, est repris par Jean-Pierre Oberson. Plus tard, le garage est fermé et, menaçant ruine, détruit sur décision communale en mars 2009,,.

### Loueur de voitures de compétition

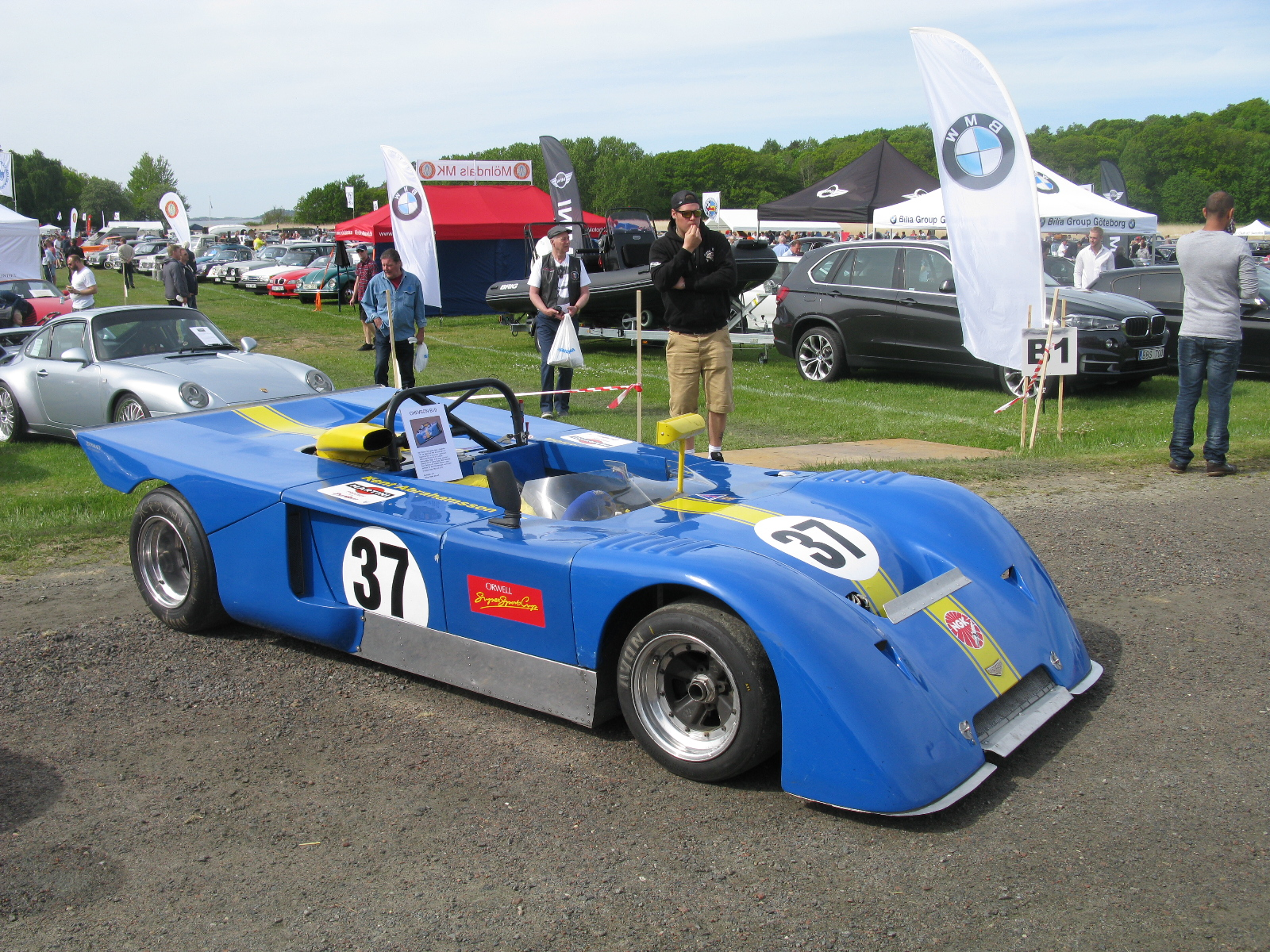
Jo Siffert loue un Spider Chevron B19 à Gérard Larrousse en 1971.

À l'issue de la saison 1970 de Formule 1, Jo Siffert rachète à son ancienne écurie sa monoplace March 701. Après l'avoir engagée hors-championnat en janvier 1971 en Argentine, il la loue à divers pilotes ou gentlemen drivers au sein de la structure de course Jo Siffert Automobiles Racing Limited. À son volant, Alan Rollinson se classe cinquième du Spring Trophy d'Oulton Park en avril 1971 puis le Français François Mazet participe au Grand Prix de France (son unique Grand Prix de Formule 1) ; parti de la vingt-troisième position, il termine treizième. La monoplace est ensuite confiée au Suisse Xavier Perrot qui s'engage au Jochen Rindt Memorial (hors-championnat) en août à Hockenheim et termine onzième. Après cette course, la March est exposée dans le garage de Siffert, puis dans le musée qui lui est consacré à Ecuvillens,,,,.
Importateur Chevron, Siffert, via sa structure de course, engage des voitures « prêtes à courir » dans divers championnats européens. Gérard Larrousse partage ainsi un spider B19 avec François Mazet au circuit Paul-Ricard en Championnat d'Europe de Sport catégorie deux litres. Quatorzième des qualifications, l'équipage se classe neuvième de l'épreuve,,.
Gérard Larrousse dispute quatre autres épreuves du championnat pour autant d'abandons (pression d'essence au Salzburgring, fuite d'eau à Silverstone, collecteur d'admission au Nürburgring et panne mécanique à Vallelunga). Il est plus chanceux en championnat de France des circuits puisqu'il remporte la Coupe du Salon à Montlhéry,,,,,.
François Mazet dispute plusieurs épreuves de Formule 2 au volant d'une Chevron B18C-Cosworth/Hart. Il se classe quatrième du Grand Prix de Pau, abandonne sur panne d'allumage à Jarama, quatorzième et premier pilote non classé à Monza, septième à Rouen, neuvième à Albi et ne se qualifiant pas pour les autres épreuves où il s'est inscrit. José Dolhem, demi-frère et cousin de Didier Pironi, récupère le baquet de la Chevron à l'occasion du Gran Premio Madunina à Rome et s'y classe quatorzième et dernier,,,,,,.

### Partenaire d'American Solar Company

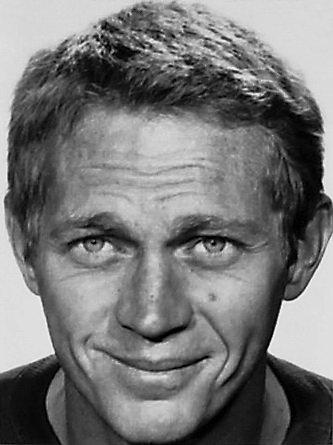
Bien que détenteur d'une licence de pilote de course (cette photo d'identité est celle de sa licence) Steve McQueen doit être doublé par Jo Siffert sur le tournage du film Le Mans.

Début 1970, l'acteur Steve McQueen, via sa société de production American Solar Company contacte Jo Siffert pour la fourniture de voitures de course pour le tournage du film Le Mans dirigé par John Sturges. Le film raconte l'histoire d'un coureur automobile revenant sur le circuit des 24 Heures du Mans un an après un grave accident dans lequel un autre pilote meurt. Le contrat est signé la veille des 1 000 km de Spa et Siffert mandate Paul Blancpain pour rechercher les diverses voitures nécessaires,.
Le budget de production très élevé permet à McQueen de louer ou d'acheter vingt-cinq véhicules. Le Suisse loue personnellement deux Porsche 917 dont une sans moteur ni transmission, deux Chevron, une Chevrolet Corvette, la 911 S du quintuple record du monde, une Porsche 914 et négocie l'embauche de mécaniciens de course. Il se charge d'obtenir les autres véhicules grâce à ses multiples contacts dans le milieu automobile. Ainsi, une Porsche 917 est prêtée par John Wyer, l'usine Porsche fournit une 917 LH exclusivement pilotée par Herbert Linge, David Piper une Lola T70 Mk III GT Coupé maquillée en Ferrari 512S, l'écurie North American Racing Team livre une Ferrari 512M Berlinetta, l'Écurie Francorchamps deux Ferrari 512S Berlinetta et une Ferrari 512M Berlinetta et Matra Sports une MS650 pilotée exclusivement par Jean-Pierre Jabouille. American Solar Company achète, par l'intermédiaire de Siffert, deux Lola T70 MkIII GT Coupé maquillées en Porsche 917 et destinées à être accidentées, une autre Lola T70 vendue par David Piper et maquillée en Ferrari 512 (utilisée comme voiture-caméra puis destinée à être accidentée), une Ford GT40 transformée avec l'installation de deux caméras. Alfa Romeo, Sonauto, Greder Racing et quelques autres fournissent également des voitures,,.
En plus des voitures, Siffert doit recruter des pilotes chevronnés et fait appel à Derek Bell, Mike Parkes, Masten Gregory, Jonathan Williams, Richard Attwood, David Piper, Jonathan Wild, Jacky Ickx, Jean-Pierre Beltoise, Gérard Larrousse, Henri Pescarolo, Silvio Moser, Jean-Pierre Jabouille, Dieter Spoerry et d'autres. Chaque pilote est payé 100 dollars par jour, le double en cas de scène dangereuse et reçoit 100 dollars supplémentaires pour ses frais quotidiens,,.
Steve McQueen, qui possède une licence de pilote et s'est classé deuxième des 12 Heures de Sebring 1970, doit initialement piloter lui-même une 917. Il se voit pourtant interdit de pilotage lors du tournage du film par sa compagnie d'assurance : en effet, l'acteur doit se remettre d'une fracture de la cheville après un accident de moto et la Porsche 917 est particulièrement difficile à piloter à haute vitesse. Jo Siffert devient alors la doublure de l'acteur pour toutes les scènes de pilotage et touche à ce titre 5 000 dollars par semaine. Le tournage se révèle particulièrement difficile et dangereux : Dereck Bell est brûlé au visage et aux mains quand sa Ferrari prend feu et David Piper doit être amputé au-dessus de la cheville droite après avoir percuté un garde-fou au volant d'une voiture-caméra. John Sturges, agacé par la constante surveillance des directeurs de CBS, l'absence de scénario, les dépenses excessives, un arrêt temporaire du tournage, la révolte de figurants français et la désinvolture de Steve McQueen dépendant à la cocaïne, abandonne la réalisation et est remplacé par Lee H. Katzin,,,.
À l'issue du tournage, Jo Siffert négocie la remise en état, aux frais de la production, de toutes les voitures avant de les restituer à leurs propriétaires. Il en profite pour en acheter plusieurs, qu'il revend avec une substantielle plus-value en tant que voitures « ex-Steve McQueen ». Adriano Cimarosti, journaliste sportif révèle : « Cette année-là, grâce au film Le Mans, Jo s'est fait pas mal d'argent. Il était très rusé en affaires et les Américains se contentaient de payer. Jo me disait qu'il tenait ce talent de sa mère. »

### Égérie de la marque Heuer

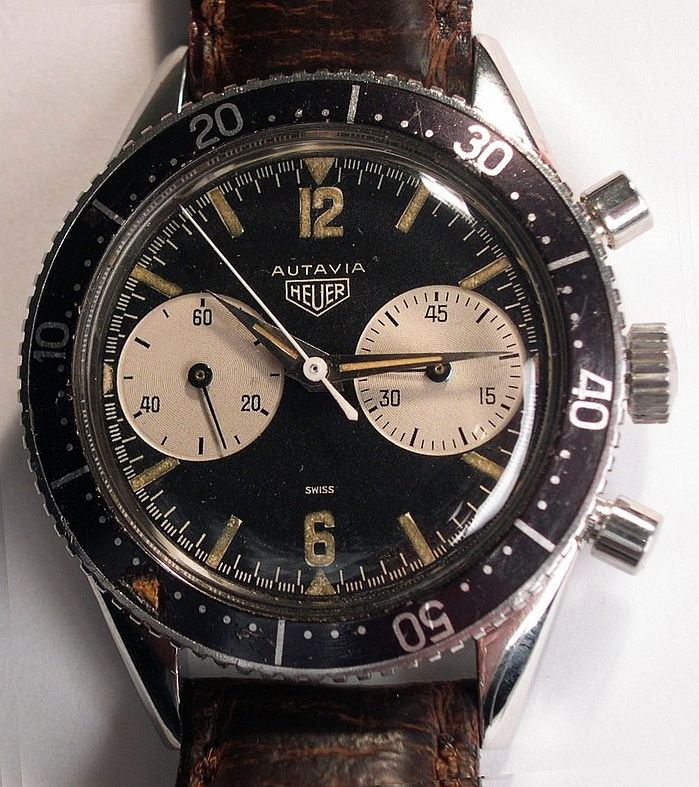
Jo Siffert, égérie de la marque horlogère Heuer, assure la promotion du modèle Autavia.

Jack Heuer, dirigeant de la fabrique horlogère suisse de La Chaux-de-Fonds, connaît le monde du sport automobile car il a participé pendant ses études à quelques manches du championnat suisse des rallyes. À l'arrivée du Rallye automobile Monte-Carlo, il s'aperçoit que plus de la moitié des voitures sont équipées de compteurs et de chronographes Heuer. Cette découverte est mise à profit aux États-Unis, où Jack Heuer s'installe pour créer une filiale américaine. Il vend ses montres de rallye à plusieurs membres du Sports Car Club of America qui s'occupent de l'organisation de compétitions automobiles et la marque est choisie comme chronométreur officiel des 12 Heures de Sebring au début des années 1960.

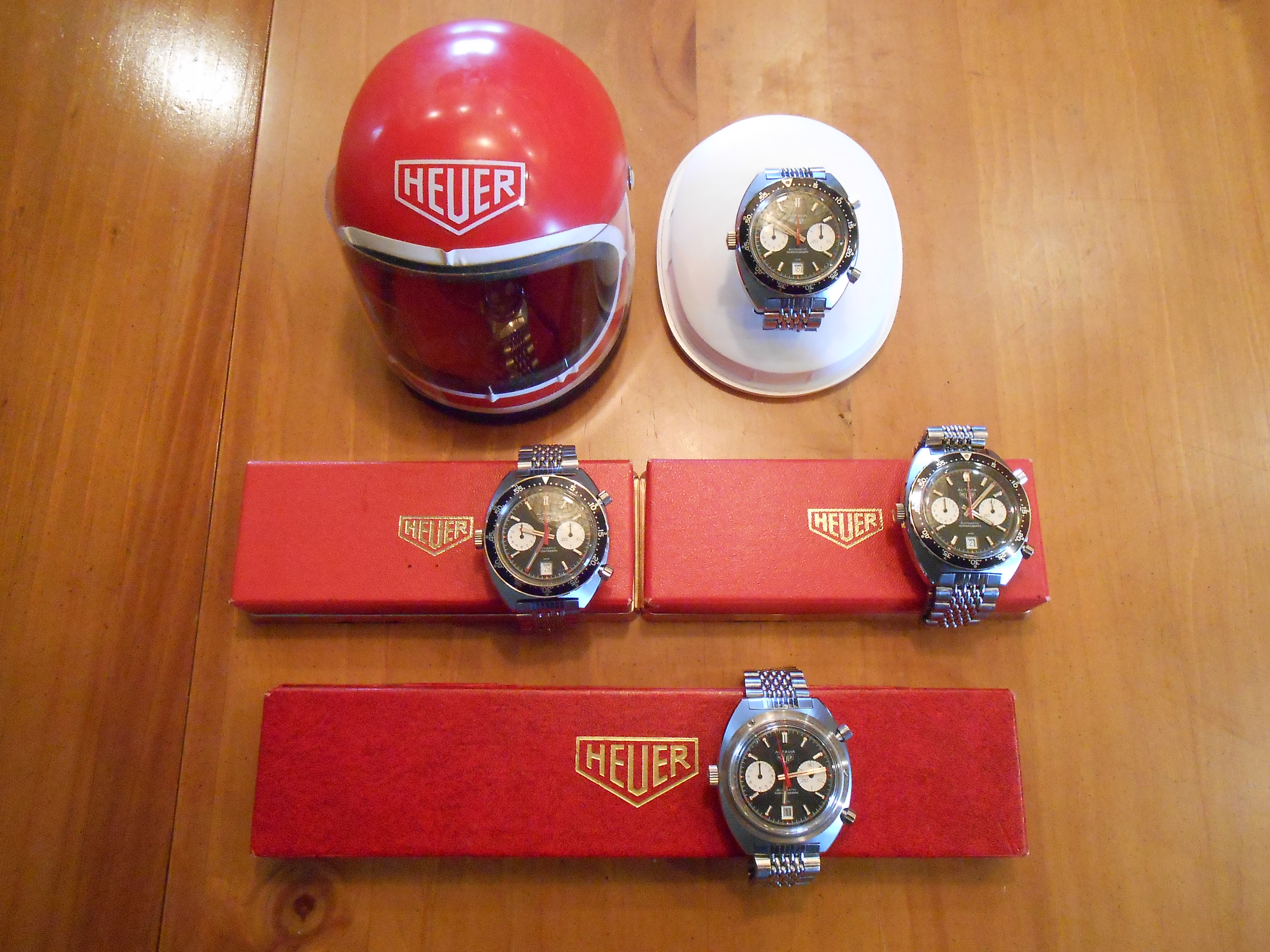
Quatre Heuer Autavia et un coffret-présentoir s'inspirant du casque de Jo Siffert.

Voyant ses ventes décliner, Heuer lance un nouveau chronographe automatique, Monaco, au printemps 1969 mais la petite entreprise n'a pas assez de ressources pour assurer la promotion du modèle et de la marque en général. S'inspirant des méthodes de communication américaines, Jack Heuer décide de s'offrir les services d'une égérie. Après une partie de golf avec Paul Blancpain, administrateur du pilote et héritier des brasseries Cardinal, Heuer se rend au garage de Jo Siffert pour conclure un partenariat, le premier du genre dans l'histoire de la compétition automobile : en échange de 25 000 francs suisses, le pilote arbore un macaron Heuer sur sa combinaison, porte une montre Heuer Autavia au poignet et sa monoplace reçoit un autocollant sur sa carrosserie. Siffert s'empresse alors de vendre une Porsche à son bienfaiteur arguant : « Quelqu'un comme vous ne peut quand même pas rouler en Alfa décapotable. Puisque vous êtes mon sponsor, vous devez conduire une Porsche. » Siffert obtient, de plus, de pouvoir acheter autant de montres qu'il désire au prix d'usine afin d'en revendre un maximum, moyennant une petite plus-value, auprès des membres des différentes écuries côtoyés sur les circuits,,,,,.
Jack Heuer a également des contacts avec Hollywood et fait la connaissance de l'accessoiriste Don Nunley, chargé notamment du placement de produits. Début juin 1970, Nunley l'informe du tournage du film Le Mans qui doit débuter sous peu : l'équipe de tournage a besoin de montres et de chronographes, immédiatement fournis par Heuer. Sur le tournage, Steve McQueen se lie rapidement d'amitié avec Siffert et, quand un habilleur lui demande quelle sorte de combinaison il souhaite porter, déclare : « La même que Jo. » Celle-ci étant ornée d'un macaron Heuer, l'acteur se retrouve à assurer également la publicité de la marque, d'autant qu'il porte au poignet une des montres Monaco proposée par Don Nunley via Heuer,,,.
À la mort du Suisse, Jack Heuer envisage de cesser toute implication dans le monde du sport automobile mais, l'année suivante, découvre la couverture du livre de Jacques Deschenaux dédié au pilote : Seppi portant le logo Heuer sur sa combinaison. Il déclare : « Je me suis dit, voilà mon Jo qui nous fait encore de la publicité même six pieds sous terre… »
Jack Heuer révèle également que l'acteur Paul Newman, également très impliqué dans le sport automobile depuis 1968 à l'occasion du tournage du film Virages, a demandé à porter l'écusson Heuer sur sa combinaison, sans aucune contrepartie, simplement parce que, depuis Siffert, le logo était devenu la marque distinctive des plus grands sportifs,.

## Hommages et postérité

### Premiers hommages
Le lendemain de la mort du Fribourgeois, la presse généraliste ou spécialisée lui rend unanimement hommage car, tout au long de sa carrière sportive, Siffert avait accumulé un énorme capital sympathie.
La Liberté titre en une : « Siffert, mort comme il a vécu. » et Georges Blanc déclare dans son article : « Jo Siffert est mort comme il a vécu, à plus de 200 km/h, sur ce circuit de Brands Hatch qu'il nous avait dit aimer particulièrement. Le célèbre Fribourgeois pilotait cette BRM qui aurait pu faire de lui, l'an prochain, un champion du monde… C'était le meilleur sportif fribourgeois de tous les temps, un homme d'une incroyable simplicité bien qu'ayant atteint les plus hauts sommets de la gloire sportive. Il nous parlait avec passion de son sport, l'automobilisme. » Dans les mêmes colonnes, Jacques Deschenaux écrit sobrement : « Sa vie fut la course, la course fut sa mort,. »
Dans L'Équipe du 25 octobre, Johnny Rives déclare : « Le monde de la compétition automobile ne pouvait pas être affecté par une secousse plus brutale. Joseph Siffert était, sans le moindre doute, l'un des pilotes de course les plus aimés. Il était rapide, adroit et batailleur comme tous les pilotes de course peuvent l'être. Mais il avait quelque chose de plus, quelque chose de différent. Son aisance n'avait en effet d'égal que son étonnant courage, courage d'autant plus grand qu'il ne le mentionnait jamais qu'en riant lorsque, après l'un de ses exploits, on allait lui demander comment cela s'était passé ».
La Gazzetta dello Sport insiste pour sa part sur le fait que Siffert était un pilote complet : « Siffert était un pilote précieux pour les constructeurs car il ne faisait aucune distinction en ce qui concerne les différents types de voitures qui lui étaient confiées ».
Stadio note que la vie de Siffert pourrait être la trame d'un film ayant pour titre « L'art de devenir pilote » et qu'il a trouvé la mort sur la piste qui convenait le mieux à toutes ses qualités.
Le Corriere della Sera se lance dans une violente diatribe à l'encontre des constructeurs : « Tant que les voitures de course seront construites selon les normes actuelles, tant que les ingénieurs ne réaliseront pas des réservoirs capables de résister aux chocs les plus violents, les tragédies auront trop souvent le feu comme trame de la fin d'un conducteur. Ce monde, sourd à tous les appels, lié par des intérêts économiques qui relèguent au second plan les intérêts moraux, accorde peu de place à la valeur de la vie humaine. Siffert vient de disparaître, comme Lorenzo Bandini, comme Piers Courage, comme Ignazio Giunti parce que c'était un homme qui courait le corps entouré d'essence. »
Heini Mader, le fidèle mécanicien, confie simplement : « Si Jo était et reste, aussi aimé, c'est sans doute parce qu'il n'a jamais changé d'attitude. De l'époque où on courait avec des bouts de ficelle à celle où il était pilote officiel Porsche, il est toujours resté le même : simple et gentil. »
Adélaïde Siffert, sa sœur, résume sa vie ainsi : « Je pense qu'il vaut mieux vivre dangereusement et intensément jusqu'à trente-quatre ans que s'emmerder pendant huitante ans… Mais on peut aussi vivre passionnément jusqu'à huitante ans,… »

### Des funérailles grandioses
Après le rapatriement du corps en Suisse, les funérailles de Joseph Siffert se déroulent le 29 octobre 1971 à Fribourg, sa ville natale. Plus de cinquante mille personnes se rassemblent dans les rues pour suivre ou voir passer le cortège. Son cercueil est placé dans un corbillard, suivi par une Porsche 917 barrée d'un crêpe noir et de Jean-Pierre Oberson portant le célèbre casque rouge et blanc. Jamais une cérémonie aussi impressionnante n'a été vue dans la ville : des dizaines de véhicules couverts de fleurs et de couronnes mortuaires offertes par des amis et des anonymes composent un défilé qui paralyse la circulation de la ville. Finalement, le corps du pilote défunt est inhumé au cimetière Saint Léonard de Fribourg,,,,.

### Héritage et postérité

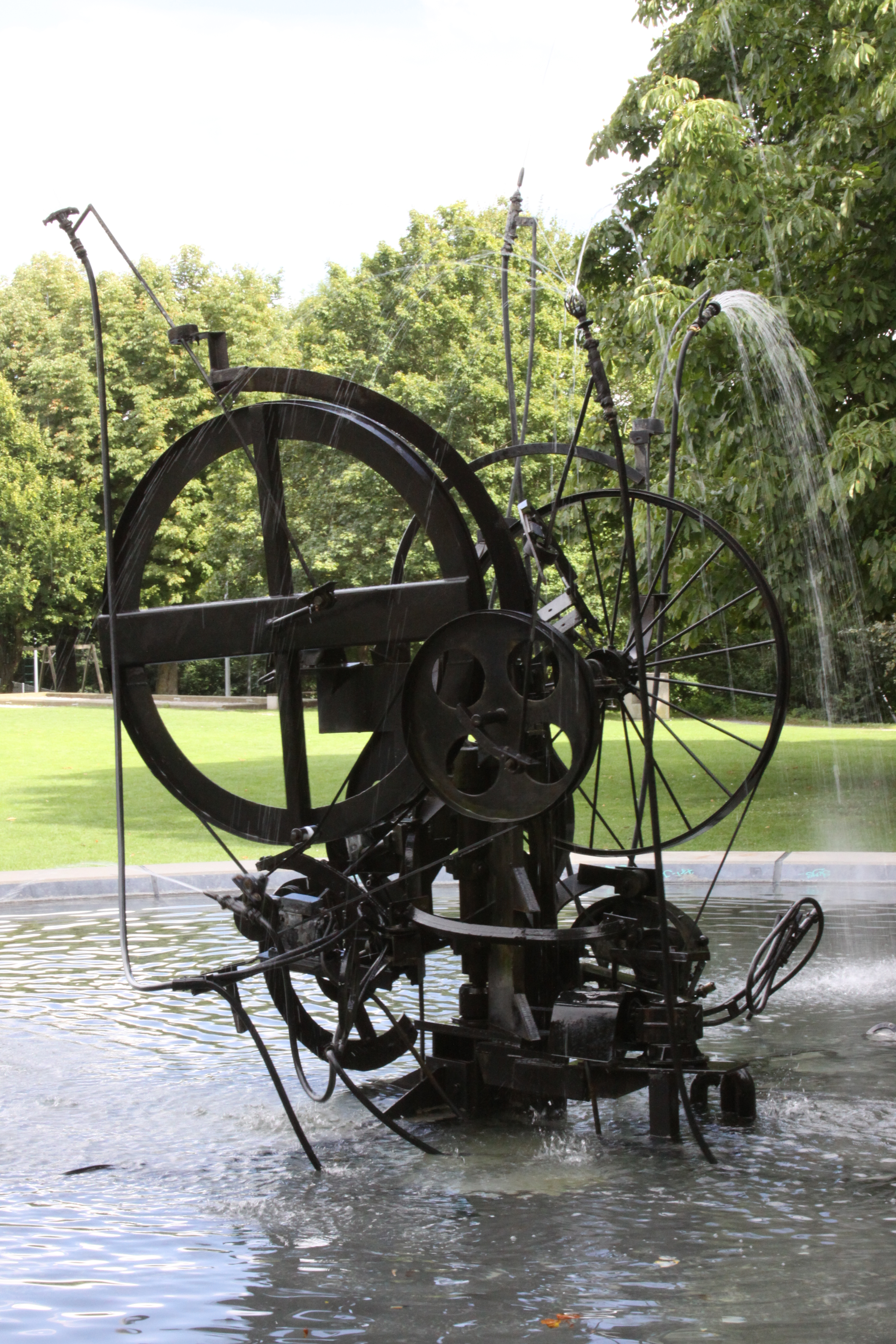
La fontaine Jo Siffert réalisée par Jean Tinguely, à Fribourg.

Jo Siffert laisse dernière lui deux enfants, Véronique et Philippe. Cinq ans après la mort de Jo, son épouse Simone se remarie et quitte la maison familiale de Belfaux pour une grande ferme à Épendes. Philippe débute en compétition automobile en 1991, sa sœur étant sa plus fidèle supportrice tandis que sa mère ne se montre guère enthousiaste. Le 24 octobre 1992, il dispute, à Brands Hatch, le World Formula Ford Festival et, en compagnie de Véronique, se recueille sur les lieux de l'accident de son père, 21 ans plus tôt, jour pour jour. Philippe Siffert poursuit assez régulièrement une carrière de gentleman-driver jusqu'en 2003. En 2005, il dépose la marque Jo Siffert concernant le domaine des voitures, l'habillement et l'horlogerie et gère le site josiffert.com et la société Jo Siffert Swiss Watches,,.
Philippe Siffert est à l'origine de la création de la marque de montres suisses, Jo Siffert Swiss Watches, en collaboration avec l'horloger 121TIME. Deux collections sont disponibles : la collection Endurance rappelle les exploits de Siffert dans les courses d'endurance des années 1970 (le boîtier en acier est gravé au nom des principales épreuves du championnat du monde et le fond du cadran reprend les couleurs orange et bleu ciel des voitures sponsorisées par Gulf Oil) et la Série 22 évoque la première victoire du Suisse en championnat du monde de Formule 1 (le cadran est orné d'un 22, le numéro de la monoplace, de la signature du pilote et de ses initiales entrelacées),,,,.
À l'occasion du Grand Prix automobile de Grande-Bretagne 1972, afin de commémorer la pugnacité de Joseph Siffert, est créé le « Prix Rouge et Blanc Joseph Siffert », prix de la combativité récompensant le pilote le plus incisif de l'épreuve. Sous l'égide de Bernard Cahier, une dizaine de journalistes spécialisés désigne à l'issue de chaque Grand Prix le lauréat qui reçoit un lingot d'or de 100 grammes. Un lingot de 500 grammes est également remis en fin de saison au pilote ayant recueilli le plus de voix sur l'ensemble des épreuves. Financé par le cigarettier Philip Morris, alors très impliqué dans le sport automobile via sa marque Marlboro (les couleurs rouge et blanc ne sont pas seulement celles du casque de Siffert), ce prix fut en vigueur pendant une grande partie des années 1970,.
L'acteur britannique Roger Moore, connu notamment pour son rôle de Brett Sinclair dans la série télévisée Amicalement vôtre (The Persuaders en version originale), voue à Jo Siffert une admiration comparable à celle qu'avait Steve McQueen	pour le	champion fribourgeois. Il déclare notamment, lors d'une entrevue à Crans-Montana en février 2013 : « J'ai toujours voué beaucoup d'admiration à Jo Siffert. » Dans l'ultime épisode de la série, Une rancune tenace (diffusé pour la première fois le 25 février 1972 sur ITV), Lord Brett Sinclair doit, pour les besoins d'une enquête, piloter une monoplace de Formule 1. Quand il fallut choisir une livrée pour la monoplace, Moore demanda à avoir « la même monoplace que Jo Siffert. » Ainsi, la Sinclair Special reprend la livrée rouge et les calicots STP de la March Engineering pilotée par Siffert en 1970. D'autre part, le pilote suisse apparaît dans le générique de tous les épisodes de la série, coiffé de son casque rouge et blanc au volant de sa March. Les images utilisées pour le générique ont été tournées pendant le Grand Prix de Grande-Bretagne 1970,.

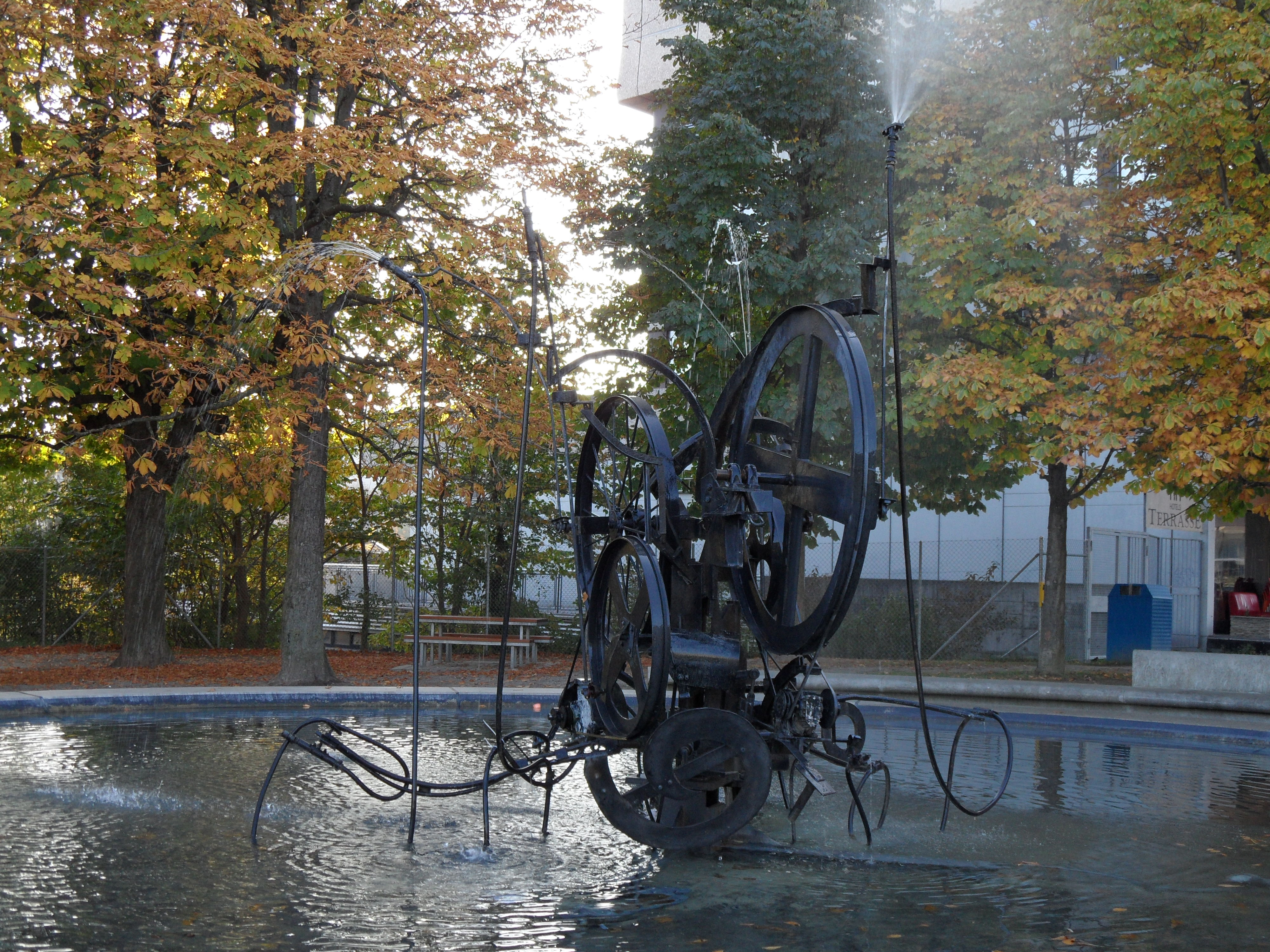
Jean Tinguely, grand ami de Jo Siffert, construit cette fontaine et en fait don à la ville et à la population de Fribourg en 1984.

Le 30 juin 1984 est inaugurée, sur les Grand-Places de Fribourg, la fontaine Jo Siffert, don de Jean Tinguely à la ville et à la population de Fribourg. La fontaine est classée à l'Inventaire suisse des biens culturels d'importance nationale et régionale sous le numéro 2082. Une profonde amitié liait le sportif fribourgeois à l'artiste, tous deux issus d'origines modestes. En 2004, l'Espace Jean Tinguely – Niki de Saint-Phalle leur a consacré une exposition intitulée Jean Tinguely et Jo Siffert, témoignages d’une amitié.

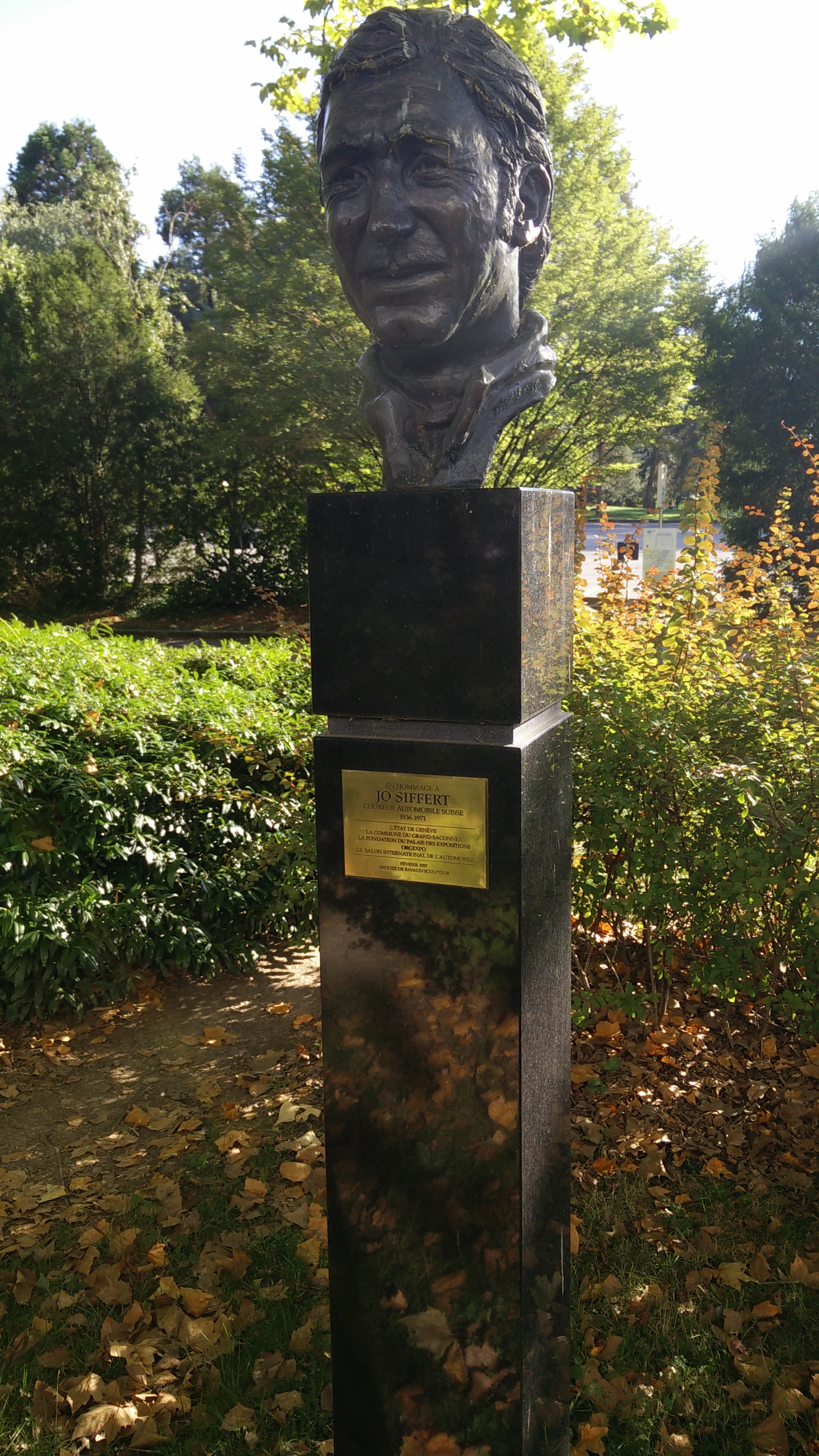
Le buste de Jo Siffert, par le sculpteur Bavaud, installé à l'extérieur du Palexpo de Genève en 1997.

En octobre 2004, le conseil communal de Fribourg décide d'honorer la mémoire du pilote en dénommant Esplanade Jo-Siffert (1936-1971), pilote automobile le secteur compris entre la Route Neuve, la place Jean Tinguely et les Grand-Places.
Entre Fribourg et Belfaux, à Givisiez où Siffert passa ses dernières années, une route a été baptisée Route Jo Siffert Coureur automobile 1963-1971,. Depuis le 1er septembre 1995, il existe une Rue Jo-Siffert au Grand-Saconnex ; un buste y est placé en 1997,.
À une quinzaine de kilomètres de Fribourg, près de l'aérodrome d'Ecuvillens, un petit musée consacré au pilote présente des objets lui ayant appartenu ou évoquant sa mémoire. Divers trophées acquis en Formule 1, Formule 2, CanAm, Endurance ou course de côte sont exposés, ainsi qu'une de ses combinaisons de course et la March 701 de la saison 1970 que Siffert avait rachetée pour la louer à d'autres pilotes.
Le Race Inn Roggwil, un complexe consacré au sport automobile en salle, installé à Roggwil dans le Canton de Berne et comprenant notamment une piste de karting, un restaurant et des stands d'exposition de voitures de course, consacre une partie de ses locaux à un mémorial Jo Siffert. Sont exposés notamment une Porsche 908 reprenant les couleurs de la voiture pilotée lors des 1 000 km du Nürburgring 1968, un casque et une combinaison utilisée en Endurance au sein de l'écurie John Wyer Automotive Engineering et plusieurs coupes remportées par le pilote. Un petit kiosque présente des documents sur la carrière sportive de Siffert et est surmonté d'une inscription hommage : « Salut Seppi, Joseph Siffert, une idole inoubliable. Le plus populaire et le plus renommé des pilotes automobiles suisses. Un grand guerrier toujours sympathique. Il a vécu, combattu et gagné comme un héros. Il est mort en héros, en course, comme cela arrivait trop souvent en son temps. Nous pensons toujours à lui. » Une grande fresque peinte à l'aérographe représente plusieurs scènes de course (avec les mécaniciens Heini Mader, Michel Piller et Jean-Pierre Oberson ; en discussion avec Vic Elford et Rico Steinemann ; au volant d'une Porsche 908/3 à la Targa Florio…),,.
En 2013, le pilote automobile suisse Sébastien Buemi participe pour la seconde fois aux 24 heures du Mans au sein de l'équipe officielle Toyota Motorsport GmbH, au volant d'une Toyota TS030 Hybrid en équipage avec Anthony Davidson et Stéphane Sarrazin. Il rend hommage à son compatriote Jo Siffert en arborant le célèbre casque rouge frappé de la croix blanche.

## Résultats en compétition automobile

### Résultats en Formule Junior

#### Résultats en courses sur piste
| Saison | Écurie                    | Châssis           | Moteur | Nombre de départs | Victoires | Meilleurs tours |
| ------ | ------------------------- | ----------------- | ------ | ----------------- | --------- | --------------- |
| 1960   | Jo Siffert                | Stanguellini      | Fiat   | 3                 | 0         | 0               |
| 1961   | Jo Siffert Écurie Romande | Lotus 18 Lotus 20 | Ford   | 17                | 7         | 6               |
| 1962   | Jo Siffert Écurie Romande | Lotus 22          | Ford   | 4                 | 3         | 3               |

| no | Dates            | Épreuves                                          | Circuits                      | Écuries        | Châssis  |
| -- | ---------------- | ------------------------------------------------- | ----------------------------- | -------------- | -------- |
| 1  | 2 avril 1961     | III Circuito Internazionale Riviera di Cesenàtico | Cesenatico                    | Jo Siffert     | Lotus 18 |
| 2  | 9 avril 1961     | XI Gran Premio del Garda                          | Salò                          | Jo Siffert     | Lotus 18 |
| 3  | 30 avril 1961    | XXIV Internationales ADAC-Eifelrennen             | Nürburgring                   | Jo Siffert     | Lotus 18 |
| 4  | 11 juin 1961     | XI Circuito di Castello di Teramo                 | Teramo                        | Écurie Romande | Lotus 20 |
| 5  | 27 août 1961     | IV Gran Premio di Enna-Pergusa                    | Circuit d'Enna-Pergusa        | Écurie Romande | Lotus 20 |
| 6  | 3 septembre 1961 | XII Grand Prix de Cadours                         | Circuit automobile de Cadours | Écurie Romande | Lotus 20 |
| 7  | 15 octobre 1961  | Coupe de Paris                                    | Autodrome de Linas-Montlhéry  | Écurie Romande | Lotus 20 |
| 8  | 15 avril 1962    | II Preis von Wien                                 | Aspern                        | Écurie Romande | Lotus 22 |
| 9  | 29 avril 1962    | IV Circuito Internazionale Riviera di Cesenático  | Cesenatico                    | Écurie Romande | Lotus 22 |
| 10 | 13 mai 1962      | Grosser Preis der Nationen                        | Avus                          | Écurie Romande | Lotus 22 |

#### Résultats en courses de côte
| Saison | Écurie                    | Châssis           | Moteur | Nombre de départs | Victoires |
| ------ | ------------------------- | ----------------- | ------ | ----------------- | --------- |
| 1960   | Jo Siffert                | Stanguellini      | Fiat   | 6                 | 0         |
| 1961   | Jo Siffert Écurie Romande | Lotus 18 Lotus 20 | Ford   | 2                 | 2         |
| 1962   | Jo Siffert Écurie Romande | Lotus 21          | Climax | 2                 | 2         |

| no | Date           | Épreuve                          | Parcours          | Écurie               | Châssis  | Résultat              |
| -- | -------------- | -------------------------------- | ----------------- | -------------------- | -------- | --------------------- |
| 1  | 19 mars 1961   | Course de Côte de Mont-sur-Rolle | Mont-sur-Rolle    | Jo Siffert           | Lotus 18 | Victoire de catégorie |
| 2  | 25 juin 1961   | Course de Côte du Mont Ventoux   | Mont Ventoux      | Écurie Romande       | Lotus 20 | Victoire de catégorie |
| 3  | 25 août 1962   | Grand Prix Suisse de la Montagne | Villars-sur-Ollon | Scuderia Filipinetti | Lotus 22 | Victoire de catégorie |
| 4  | 2 octobre 1962 | Course de côte de Chamrousse     | Chamrousse        | Scuderia Filipinetti | Lotus 21 | Victoire de catégorie |

### Résultats en Formule 2

#### Résultats en courses sur piste
| Saison | Écurie                         | Châssis           | Moteur     | Courses disputées | Victoires | Podiums |
| ------ | ------------------------------ | ----------------- | ---------- | ----------------- | --------- | ------- |
| 1964   | Siffert Racing Team            | Brabham BT10      | Cosworth   | 1                 | 0         | 0       |
| 1965   | Écurie Alf Francis             | Cooper T75        | Alfa Romeo | 1                 | 0         | 0       |
| 1966   | Joakim Bonnier                 | Cooper T82        | BRM        | 2 (1 départ)      | 0         | 0       |
| 1967   | Bayerische Motoren Werke       | Lola T100         | BMW        | 5                 | 0         | 0       |
| 1968   | Bayerische Motoren Werke       | Lola T102         | BMW        | 3                 | 0         | 0       |
| 1968   | Tecno Racing Team              | Tecno 68          | Cosworth   | 4                 | 0         | 1       |
| 1969   | Bayerische Motoren Werke       | Lola T102 BMW 269 | BMW        | 5                 | 0         | 1       |
| 1970   | Bayerische Motoren Werke       | BMW 269 BMW 270   | BMW        | 7                 | 1         | 2       |
| 1971   | Jo Siffert-Chevron Racing Team | Chevron B18       | Cosworth   | 5                 | 1         | 1       |

| no | Année | Grand Prix                            | Circuit                      | Écurie                         | Châssis     |
| -- | ----- | ------------------------------------- | ---------------------------- | ------------------------------ | ----------- |
| 1  | 1970  | XVIII Grand Prix de Rouen-les-Essarts | Circuit de Rouen-les-Essarts | Bayerische Motoren Werke       | BMW 270     |
| 2  | 1971  | I Gran Premio Republica de Colombia   | Autodromo Nacional de Bogotá | Jo Siffert-Chevron Racing Team | Chevron B18 |

#### Résultats en courses de côte
| Saison | Écurie | Châssis  | Moteur | Courses disputées | Victoires | Podiums |
| ------ | ------ | -------- | ------ | ----------------- | --------- | ------- |
| 1967   | BMW    | LolaT100 | BMW    | 1                 | 1         | 1       |

| no | Date         | Épreuve                                     | Parcours      | Écurie | Châssis   | Résultat |
| -- | ------------ | ------------------------------------------- | ------------- | ------ | --------- | -------- |
| 1  | 20 août 1967 | Course de côte Saint-Ursanne - Les Rangiers | Saint-Ursanne | BMW    | Lola T100 | Victoire |

### Résultats en Formule 1

#### Résultats en course de côte
| Saison | Écurie                 | Châssis      | Moteur        | Courses disputées | Victoires | Podiums |
| ------ | ---------------------- | ------------ | ------------- | ----------------- | --------- | ------- |
| 1965   | RRC Walker Racing Team | Brabham BT11 | BRM           | 1                 | 1         | 1       |
| 1966   | RRC Walker Racing Team | Cooper T81   | Maserati      | 1                 | 1         | 1       |
| 1968   | RRC Walker Racing Team | Lotus 49B    | Ford-Cosworth | 1                 | 1         | 1       |

| no | Date         | Épreuve                                     | Parcours      | Écurie                 | Châssis                 | Résultat              |
| -- | ------------ | ------------------------------------------- | ------------- | ---------------------- | ----------------------- | --------------------- |
| 1  | 25 août 1965 | Course de côte Saint-Ursanne - Les Rangiers | Saint-Ursanne | RRC Walker Racing Team | Brabham BT11-BRM        | Victoire              |
| 2  | 21 août 1966 | Course de côte Saint-Ursanne - Les Rangiers | Saint-Ursanne | RRC Walker Racing Team | Cooper-Maserati T81     | Victoire de catégorie |
| 3  | 18 août 1968 | Course de côte Saint-Ursanne - Les Rangiers | Saint-Ursanne | RRC Walker Racing Team | Lotus 49B-Ford-Cosworth | Victoire              |

#### Résultats hors-championnat du monde de Formule 1
| Année | Écurie                                       | Châssis                     | Moteur                   | Nombre de départs | Victoires | Meilleurs tours |
| ----- | -------------------------------------------- | --------------------------- | ------------------------ | ----------------- | --------- | --------------- |
| 1962  | Écurie Nationale Suisse Scuderia Filipinetti | Lotus 21 Lotus 22 Lotus 24  | Ford L4 Climax L4 BRM V8 | 5                 | 0         | 0               |
| 1963  | Scuderia Filipinetti Siffert Racing Team     | Lotus 24                    | BRM V8                   | 7                 | 1         | 1               |
| 1964  | Siffert Racing Team RRC Walker Racing Team   | Lotus 24 Brabham BT11       | BRM V8                   | 3                 | 1         | 0               |
| 1965  | RRC Walker Racing Team                       | Brabham BT11                | BRM V8                   | 5                 | 1         | 0               |
| 1966  | Rob Walker Racing Team                       | Brabham BT11 Cooper T81     | BRM V8 Maserati V12      | 3                 | 0         | 0               |
| 1967  | RRC Walker Racing Team BMW                   | Cooper T81 LolaT100         | Maserati V12 BMW L4      | 4                 | 0         | 0               |
| 1968  | Rob Walker Racing Team                       | Lotus 49                    | Ford-Cosworth V8         | 1                 | 0         | 0               |
| 1969  | Rob Walker/Jack Durlacher Racing Team        | Lotus 49B                   | Ford-Cosworth V8         | 2                 | 0         | 0               |
| 1971  | Jo Siffert Automobiles Yardley Team BRM BRM  | March 701 BRM P153 BRM P160 | Ford-Cosworth V8 BRM V12 | 5                 | 0         | 0               |

| no | Date          | Épreuve                          | Circuit                | Écurie                 | Châssis      |
| -- | ------------- | -------------------------------- | ---------------------- | ---------------------- | ------------ |
| 1  | 25 avril 1963 | XII Gran Premio di Siracusa      | Circuit de Syracuse    | Scuderia Filipinetti   | Lotus 24     |
| 2  | 16 août 1964  | III Gran Premio del Mediterraneo | Circuit d'Enna-Pergusa | Siffert Racing Team    | Brabham BT11 |
| 3  | 15 août 1965  | IV Gran Premio del Mediterraneo  | Circuit d'Enna-Pergusa | RRC Walker Racing Team | Brabham BT11 |

#### Résultats en championnat du monde de Formule 1
| Saison | Écurie                                     | Châssis                       | Moteur                        | Pneus     | GP disputés | Victoires | Pole positions | Meilleur tours | Points inscrits | Classement |
| ------ | ------------------------------------------ | ----------------------------- | ----------------------------- | --------- | ----------- | --------- | -------------- | -------------- | --------------- | ---------- |
| 1962   | Écurie Nationale Suisse Écurie Filipinetti | Lotus 21 Lotus 24             | Climax L4 BRM V8              | Dunlop    | 6           | 0         | 0              | 0              | 0               | non classé |
| 1963   | Siffert Racing Team                        | Lotus 24                      | BRM V8                        | Dunlop    | 9           | 0         | 0              | 0              | 1               | 15e        |
| 1964   | Siffert Racing Team RRC Walker Racing Team | Lotus 24 Brabham BT11         | BRM V8                        | Dunlop    | 9           | 0         | 0              | 0              | 7               | 10e        |
| 1965   | RRC Walker Racing Team                     | Brabham BT11                  | BRM V8                        | Dunlop    | 10          | 0         | 0              | 0              | 5               | 11e        |
| 1966   | RRC Walker Racing Team                     | Brabham BT11 Cooper T81       | BRM V8 Maserati V12           | Dunlop    | 8           | 0         | 0              | 0              | 3               | 14e        |
| 1967   | Rob Walker / Jack Durlacher Racing Team    | Cooper T81                    | Maserati V12                  | Firestone | 10          | 0         | 0              | 0              | 6               | 12e        |
| 1968   | Rob Walker / Jack Durlacher Racing Team    | Cooper T81 Lotus 49 Lotus 49B | Maserati V12 Ford-Cosworth V8 | Firestone | 12          | 1         | 1              | 3              | 12              | 7e         |
| 1969   | Rob Walker / Jack Durlacher Racing Team    | Lotus 49B                     | Ford-Cosworth V8              | Firestone | 11          | 0         | 0              | 0              | 15              | 9e         |
| 1970   | March Engineering                          | March 701                     | Ford-Cosworth V8              | Firestone | 12          | 0         | 0              | 0              | 0               | non classé |
| 1971   | Yardley Team BRM                           | BRM P153 BRM P160             | BRM V12                       | Firestone | 11          | 1         | 1              | 1              | 19              | 5e         |

| Saison        | Écurie                                | Châssis      | Moteur               | Pneus | Courses  | Courses  | Courses  | Courses  | Courses  | Courses  | Courses  | Courses  | Courses  | Courses  | Courses  | Courses | Courses  | Classement | Points inscrits |
| Saison        | Écurie                                | Châssis      | Moteur               | Pneus | 1        | 2        | 3        | 4        | 5        | 6        | 7        | 8        | 9        | 10       | 11       | 12      | 13       | Classement | Points inscrits |
| ------------- | ------------------------------------- | ------------ | -------------------- | ----- | -------- | -------- | -------- | -------- | -------- | -------- | -------- | -------- | -------- | -------- | -------- | ------- | -------- | ---------- | --------------- |
| 1962          | Écurie Nationale Suisse               | Lotus 21     | Climax FPF L4        | D     | P-B      | MON Nq.  |          |          |          |          |          |          |          |          |          |         |          | 27e        | 0               |
| 1962          | Scuderia Filipinetti                  | Lotus 21     | Climax FPF L4        | D     |          |          | BEL 10e  |          |          | ALL 12e  |          |          |          |          |          |         |          | 27e        | 0               |
| 1962          | Scuderia Filipinetti                  | Lotus 24     | BRM P56 V8           | D     |          |          |          | FRA Abd. | GBR      |          | ITA Nq.  | USA      | AFS      |          |          |         |          | 27e        | 0               |
| 1963          | Siffert Racing Team                   | Lotus 24     | BRM P56 V8           | D     | MON Abd. | BEL Abd. | P-B 7e   | FRA 6e   | GBR Abd. | ALL 9e   | ITA Abd. | USA Abd. | MEX 9e   | AFS      |          |         |          | 15e        | 1               |
| 1964          | Siffert Racing Team                   | Lotus 24     | BRM P56 V8           | D     | MON 8e   |          |          |          |          |          |          |          |          |          |          |         |          | 10e        | 7               |
| 1964          | Siffert Racing Team                   | Brabham BT11 | BRM P56 V8           | D     |          | P-B 13e  | BEL Abd. | FRA Abd. | GBR 11e  | ALL 4e   | AUT Abd. | ITA 7e   |          |          |          |         |          | 10e        | 7               |
| 1964          | RRC Walker Racing Team                | Brabham BT11 | BRM P56 V8           | D     |          |          |          |          |          |          |          |          | USA 3e   | MEX Abd. |          |         |          | 10e        | 7               |
| 1965          | RRC Walker Racing Team                | Brabham BT11 | BRM P56 V8           | D     | AFS 7e   | MON 6e   | BEL 8e   | FRA 6e   | GBR 9e   | P-B 13e  | ALL Abd. | ITA Abd. | USA 11e  | MEX 4e   |          |         |          | 11e        | 5               |
| 1966          | RRC Walker Racing Team                | Brabham BT11 | BRM P60 V8           | D     | MON Abd. |          |          |          |          |          |          |          |          |          |          |         |          | 14e        | 3               |
| 1966          | RRC Walker Racing Team                | Cooper T81   | Maserati 9/F1 V12    | D     |          | BEL Abd. | FRA Abd. | GBR Nc.  | P-B Abd. | ALL      | ITA Abd. | USA 4e   | MEX Abd. |          |          |         |          | 14e        | 3               |
| 1967          | Rob Walker/Jack Durlacher Racing Team | Cooper T81   | Maserati 9/F1 V12    | F     | AFS Abd. | MON Abd. | P-B 10e  | BEL 7e   | FRA 4e   | GBR Abd. | ALL Abd. | CAN      | ITA Abd. | USA 4e   | MEX 12e  |         |          | 12e        | 6               |
| 1968          | Rob Walker/Jack Durlacher Racing Team | Cooper T81   | Maserati 9/F1 V12    | F     | AFS 7e   |          |          |          |          |          |          |          |          |          |          |         |          | 7e         | 12              |
| 1968          | Rob Walker/Jack Durlacher Racing Team | Lotus 49     | Ford-Cosworth DFV V8 | F     |          | ESP Abd. | MON Abd. | BEL 7e   | P-B Abd. | FRA 11e  |          |          |          |          |          |         |          | 7e         | 12              |
| 1968          | Rob Walker/Jack Durlacher Racing Team | Lotus 49B    | Ford-Cosworth DFV V8 | F     |          |          |          |          |          |          | GBR 1er  | ALL Abd. | ITA Abd. | CAN Abd. | USA 5e   | MEX 6e  |          | 7e         | 12              |
| 1969          | Rob Walker/Jack Durlacher Racing Team | Lotus 49B    | Ford-Cosworth DFV V8 | F     | AFS 4e   | ESP Abd. | MON 3e   | P-B 2e   | FRA 9e   | GBR 8e   | ALL 11e  | ITA 8e   | CAN Abd. | USA Abd. | MEX Abd. |         |          | 9e         | 15              |
| 1970          | March Engineering                     | March 701    | Ford-Cosworth DFV V8 | F     | AFS 10e  | ESP Nq.  | MON 8e   | BEL 7e   | P-B Abd. | FRA Abd. | GBR Abd. | ALL 8e   | AUT 9e   | ITA Abd. | CAN Abd. | USA 9e  | MEX Abd. | 26e        | 0               |
| 1971          | Yardley Team BRM                      | BRM P153     | BRM P142 V12         | F     | AFS Abd. |          |          |          |          |          |          |          |          |          |          |         |          | 5e         | 19              |
| 1971          | Yardley Team BRM                      | BRM P160     | BRM P142 V12         | F     |          | ESP Abd. | MON Abd. | P-B 6e   | FRA 4e   | GBR 9e   | ALL Abd. | AUT 1er  | ITA 9e   | CAN 9e   | USA 2e   |         |          | 5e         | 19              |
| Légende : ici |                                       |              |                      |       |          |          |          |          |          |          |          |          |          |          |          |         |          |            |                 |

| no | Année | Manche | Grand Prix      | Circuit        | Départ        | Écurie                 | Châssis   | Résumé |
| -- | ----- | ------ | --------------- | -------------- | ------------- | ---------------------- | --------- | ------ |
| 1  | 1968  | 07/12  | Grande-Bretagne | Brands Hatch   | 4e            | Rob Walker Racing Team | Lotus 49B | Résumé |
| 2  | 1971  | 08/11  | Autriche        | Österreichring | Pole position | Yardley Team BRM       | BRM P160  | Résumé |

### Résultats en Voitures de Sport
| Saison | Écurie | Châssis                                               | Moteur   | Courses disputées en championnat du monde | Courses disputées hors-championnat du monde | Victoires          | Pole positions | Meilleurs tours |
| ------ | --- | ----------------------------------------------------- | -------- | ----------------------------------------- | ------------------------------------------- | ------------------ | -------------- | --------------- |
| 1961   | Robert Jenny | Ferrari 2000 Sport Testa Rossa                        | Ferrari  | 1                                         | 0                                           | 0                  | 0              | 0               |
| 1963   | Scuderia Filipinetti | Ferrari 250 GTO                                       | Ferrari  | 1                                         | 0                                           | 0                  | 0              | 0               |
| 1964   | Heinz Schiller | Porsche 904 GTS                                       | Porsche  | 1                                         | 0                                           | 0                  | 0              | 0               |
| 1964   | Shelby American | AC Cobra 289                                          | Ford     | 0                                         | 1                                           | 0                  | 0              | 0               |
| 1964   | Maranello Concessionnaires | Ferrari 250 GTO                                       | Ferrari  | 0                                         | 1                                           | 0                  | 0              | 0               |
| 1965   | Johnny Simone Maserati France                                                                                                 | Maserati Tipo 65                                      | Maserati | 1                                         | 0                                           | 0                  | 0              | 0               |
| 1966   | Charles Vögele | Porsche 906                                           | Porsche  | 4                                         | 0                                           | 0                  | 0              | 0               |
| 1966   | Porsche System | Porsche 906 Porsche 906 LH                            | Porsche  | 2                                         | 0                                           | 2 de catégorie     | 1 de catégorie | 1 de catégorie  |
| 1967   | Porsche of Stuttgart Porsche Auto Porsche System Engineering Porsche System Porsche System Engineering Limited                | Porsche 910 Porsche 910/8 Porsche 907 LH              | Porsche  | 9                                         | 0                                           | 1 de catégorie     | 3 de catégorie | 1               |
| 1967   | David Piper | Ferrari 365 P2/3                                      | Ferrari  | 0                                         | 1                                           | 0                  | 0              | 0               |
| 1967   | Maranello Concessionnaires | Ferrari 412P                                          | Ferrari  | 0                                         | 1                                           | 0                  | 0              | 0               |
| 1968   | Porsche Works Team Porsche Automobile Co. Porsche System Engineering Porsche Porsche System Engineering Limited               | Porsche 907 LH Porsche 907 Porsche 908 LH Porsche 908 | Porsche  | 9                                         | 0                                           | 4                  | 5              | 2               |
| 1968   | Hart Ski Racing Team | Porsche 910                                           | Porsche  | 0                                         | 5                                           | 2                  | 0              | 2               |
| 1969   | Porsche System Engineering Porsche System Engineering Limited Porsche System                                                  | Porsche 908 LH Porsche 908 LH Porsche 908/2           | Porsche  | 6                                         | 1                                           | 4                  | 2              | 1               |
| 1969   | Hart Ski Racing Team | Porsche 908/2 LH                                      | Porsche  | 1                                         | 0                                           | 0                  | 1 de catégorie | 0               |
| 1969   | Porsche of Austria | Porsche 908/2                                         | Porsche  | 1                                         | 0                                           | 1                  | 1              | 0               |
| 1969   | Karl Freiherr von Wendt | Porsche 917 K                                         | Porsche  | 1                                         | 0                                           | 1                  | 0              | 0               |
| 1970   | J. W. Engineering J. W. Automotive Limited J. W. Automotive Engineering J. W. Automotive Engineering Limited J. W. Automotive | Porsche 908/3 Porsche 917 K                           | Porsche  | 10                                        | 0                                           | 3                  | 4              | 1               |
| 1970   | David Piper | Porsche 917 K                                         | Porsche  | 0                                         | 1                                           | 1                  | 0              | 0               |
| 1970   | Escuderia Montjuich | Porsche 908/2                                         | Porsche  | 0                                         | 1                                           | 0                  | 0              | 1               |
| 1970   | Martini International | Porsche 917 K                                         | Porsche  | 0                                         | 1                                           | 0                  | 0              | 0               |
| 1971   | J. W. Automotive J. W. Automotive Engineering J. W. Automotive Engineering Limited J. Wyer J. W. Automotive Gulf Porsche      | Porsche 908/3 Porsche 917 K                           | Porsche  | 11                                        | 0                                           | 1 + 2 de catégorie | 1 de catégorie | 2               |
| 1971   | David Piper | Porsche 917 K                                         | Porsche  | 0                                         | 1                                           | 1                  | 1              | 1               |
| 1971   | Team Auto Usdau | Porsche 917 K                                         | Porsche  | 0                                         | 1                                           | 0                  | 0              | 0               |

| no | Année | Épreuve                   | Manche | Écurie                             | Châssis        | Coéquipier                                               |
| -- | ----- | ------------------------- | ------ | ---------------------------------- | -------------- | -------------------------------------------------------- |
| 1  | 1968  | 24 Heures de Daytona      | 01/10  | Porsche Works Team                 | Porsche 907 LH | Rolf Stommelen/Vic Elford/Jochen Neerpasch/Hans Herrmann |
| 2  | 1968  | 12 Heures de Sebring      | 02/10  | Porsche Automobile Co.             | Porsche 907    | Hans Herrmann                                            |
| 3  | 1968  | 1 000 km du Nürburgring   | 06/10  | Porsche                            | Porsche 908    | Vic Elford                                               |
| 4  | 1968  | 500 km de Zeltweg         | 09/10  | Porsche System Engineering Limited | Porsche 908    | —                                                        |
| 5  | 1969  | 500 miles de Brands Hatch | 03/10  | Porsche System Engineering Limited | Porsche 908/2  | Brian Redman                                             |
| 6  | 1969  | 1 000 km de Monza         | 04/10  | Porsche System Engineering         | Porsche 908 LH | Brian Redman                                             |
| 7  | 1969  | 1 000 km de Spa           | 06/10  | Porsche System Engineering         | Porsche 908 LH | Brian Redman                                             |
| 8  | 1969  | 1 000 km du Nürburgring   | 07/10  | Porsche System Engineering         | Porsche 908/2  | Brian Redman                                             |
| 9  | 1969  | 6 Heures de Watkins Glen  | 09/10  | Porsche of Austria                 | Porsche 908/2  | Brian Redman                                             |
| 10 | 1969  | 1 000 km de Zeltweg       | 10/10  | Karl Freiherr von Wendt            | Porsche 917 K  | Kurt Ahrens                                              |
| 11 | 1970  | Targa Florio              | 05/10  | J. W. Automotive Engineering       | Porsche 908/3  | Brian Redman                                             |
| 12 | 1970  | 1 000 km de Spa           | 06/10  | J. W. Automotive Engineering       | Porsche 917 K  | Brian Redman                                             |
| 13 | 1970  | 1 000 km de Zeltweg       | 10/10  | J. W. Automotive                   | Porsche 917 K  | Brian Redman                                             |
| 14 | 1971  | 1 000 km de Buenos Aires  | 01/11  | J. W. Automotive                   | Porsche 917 K  | Derek Bell                                               |

| no | Année | Épreuve                  | Catégorie | Écurie                       | Châssis        | Coéquipier      |
| -- | ----- | ------------------------ | --------- | ---------------------------- | -------------- | --------------- |
| 1  | 1966  | 24 Heures du Mans        | P2.0      | Porsche System Engineering   | Porsche 906 LH | Colin Davis     |
| 2  | 1967  | 24 Heures de Daytona     | P2.0      | Porsche of Stuttgart         | Porsche 910    | Hans Herrmann   |
| 3  | 1967  | 1 000 km de Spa          | P2.0      | Porsche System Engineering   | Porsche 910    | Hans Herrmann   |
| 4  | 1967  | 24 Heures du Mans        | P2.0      | Porsche System Engineering   | Porsche 907 LH | Hans Herrmann   |
| 5  | 1971  | 1 000 km de Brands Hatch | S5.0      | J. W. Automotive Engineering | Porsche 917 K  | Derek Bell      |
| 6  | 1971  | 6 Heures de Watkins Glen | S         | J. W. Automotive Engineering | Porsche 917 K  | Gijs van Lennep |

| Année | Équipe                           | no | Châssis              | Moteur                | Catégorie | Équipier         | Départ | Résultat          |
| ----- | -------------------------------- | -- | -------------------- | --------------------- | --------- | ---------------- | ------ | ----------------- |
| 1965  | Johnny Simone Maserati France    | 8  | Maserati Tipo 65     | Maserati 5,0 l V8     | P +5.0    | Jochen Neerpasch | 21e    | Abandon 49e       |
| 1966  | Porsche System Engineering       | 30 | Porsche 906 LH       | Porsche 2,0 l Flat 6  | P 2.0     | Colin Davis      | 22e    | 4e Vainqueur cat. |
| 1967  | Porsche System Engineering       | 41 | Porsche 907 LH       | Porsche 2,0 l Flat 6  | P 2.0     | Hans Herrmann    | 21e    | 5e Vainqueur cat. |
| 1968  | Porsche System Engineering       | 31 | Porsche 908          | Porsche 3,0 l Flat 8  | P 3.0     | Hans Herrmann    | 1er    | Abandon 43e       |
| 1969  | Hart Ski Racing Team             | 20 | Porsche 908/2 spyder | Porsche 3,0 l Flat 8  | P 3.0     | Brian Redman     | 5e     | Abandon 33e       |
| 1970  | John Wyer Automotive Engineering | 20 | Porsche 917 K        | Porsche 4,9 l Flat 12 | S 5.0     | Brian Redman     | 3e     | Abandon 24e       |
| 1971  | John Wyer Automotive Engineering | 17 | Porsche 917 LH       | Porsche 4,9 l Flat 12 | S 5.0     | Derek Bell       | 3e     | Abandon 18e       |

### Résultats en CanAm
| Saison | Écurie                                                 | Châssis                      | Courses disputées | Victoires | Podiums |
| ------ | ------------------------------------------------------ | ---------------------------- | ----------------- | --------- | ------- |
| 1969   | Porsche of Austria Porsche Audi Competition Department | Porsche 908/2 Porsche 917 PA | 8                 | 0         | 1       |
| 1970   | John Wyer Automotive Engineering Limited               | Porsche 917 K                | 1                 | 0         | 1       |
| 1971   | STP - Jo Siffert Jo Siffert                            | Porsche 917/10               | 6                 | 0         | 3       |

### Ouvrages
- (de + en + fr) Ed Heuvink (trad. Wilfried Müller et Xavier Danneux), Jo Siffert 1936 - 1971 : Die Schweizer Rennfahrer-Legende / The Swiss racing legend / La légende suisse du sport automobile, Cologne, McKlein Publishing / Verlag Reinhard Klein GbR, 2010, 338 p. (ISBN 978-3-927458-47-5, OCLC 696633029)
- Bruce Jones (préf. Damon Hill), L'encyclopédie de la Formule 1 : le véritable guide illustré des Grands Prix automobiles, St-Sulpice, PML Éditions Chronosports / Éditions Airelles, 2005, 256 p. (ISBN 978-2-9401-2526-5, OCLC 82630959)
- Gilles Liard, Jo Siffert : le mythe a dépassé le pilote, Fribourg, Éditions La Sarine, 2007, 191 p. (ISBN 978-2-88355-110-7, OCLC 428109750)
- Michael Delaney, « F1 Inépuisable Jo Siffert : Autodidacte », F1i Magazine, no 69,‎ intersaison 2011-2012 2012, p. 94-103
- Alain-Jacques Tornare, « Jo Siffert (1936-1971), un Bolze en Formule 1 », 1700-Bulletin d'information de la Ville de Fribourg, no 247,‎ septembre 2008, p. 10-11 (lire en ligne [PDF])
- Pierre-Alexandre Sallier, « À Monaco, 40 ans après la mort de Jo Siffert : Monaco, à la poursuite de Jo Siffert », Le Temps, no Supplément automobile,‎ 12 octobre 2011, p. 10-13
- Luc Debraine, « Jack Heuer, un chronomètre en tête : rencontre avec l'ancien dirigeant de la marque, artisan d'un partenariat décisif avec le monde de la compétition automobile. À commencer, il y a 40 ans par Jo Siffert et Steve McQueen », Le Temps,‎ 16 septembre 2009 (lire en ligne)
- Jacques Deschenaux, Jo Siffert : Tout pour la course, Paris, Solar Éditeur, coll. « Sports 2002 », 1972, 248 p. (OCLC 416546853, BNF 35176905)

### Bandes dessinées
- Sebring 70 : La 12e heure, Glénat, collection « Plein gaz », 2015
Scénario : Youssef Daoudi - Dessin et couleurs : Christian Papazoglakis
- 24 Heures du mans 1968-1969 : rien ne sert de courir, Glénat, collection « Plein gaz », 2016
Scénario : Youssef Daoudi - Dessin : Christian Papazoglakis et Robert Paquet - Couleurs : Tanja Cinna
- Jo Siffert, Éditions Paquet, collection « Calandre », 2018
Scénario : Olivier Marin - Dessin et couleurs : Janvier

## Vidéographie
- Jo Siffert : Live Fast - Die Young de Men  Lareida, 2005, DVD
- Jo Siffert de Hugo  Corpataux, 1971, DVD